# Amedeo Preziosi
Amedeo Preziosi (nume la naștere Aloysius-Rosarius-Amadeus-Raymundus-Andreas, n. 2 decembrie 1816, Malta, Regatul Marii Britanii – d. 27 septembrie 1882, San Stefano, İstanbul, Imperiul Otoman), a fost un pictor maltez care a excelat prin acuarelele sale.
După ce a făcut studii de pictură la Paris s-a stabilit definitiv în 1842 la Istanbul, unde s-a căsătorit și a avut patru copii. A devenit repede celebru, atât în Turcia cât și în Occident, datorită operelor sale care reflectau viața orientală. 
În anii 1868-1869 a călătorit de două ori în România, unde a conlucrat pe plan artistic cu prietenul său, Carol Popp de Szathmári. A fost apreciat de regele Carol I al României pentru care a realizat multe lucrări și care i-a organizat o expoziție în București. A creat pe teme românești mai mult de 250 de lucrări care, în afară de valoarea artistică, prezintă o sursă importantă pentru istoricii și antropologii români.
Valoarea documentară și narativă a operei lui Amedeo Preziosi a dus la consacrarea sa, creațiile artistului fiind foarte apreciate de public și colecționari. El este un neoclasic ca desen și colorit și tendința de a surprinde în peisaj scene de măreție sobră îl apropie de romantici. Arta contelui maltez este legată fără tăgadă de viața ce se constituie într-un izvor documentar de prim ordin. Amedeo Preziosi a fost printre primii artiști care a folosit tehnica litografierii vernisate. El a fost inițiat în acest procedeu tehnic absolut nou în acea epocă de celebrul litograf francez Lemercier.
Amedeo Preziosi a fost unul dintre cei mai remarcabili artiști plastici ai secolului al XIX-lea. Personalitate misterioasă și singulară, el s-a dedicat portretelor din zone exotice. Atras ca mulți alții de mirajul Orientului, el a făcut parte dintr-un grup de peregrini ce erau interesați de tipurile umane ale ținuturilor răsăritene. 
Remarcabile în creația  artistului sunt Mapa Costumes of Constantinople publicată în anul 1842, albumul intitulat Stamboul, Recollections of Eastern Life care a fost reeditat în limba franceză în anul 1861 cu titlul Stamboul, Souvenir d'Orient și albumul Souvenir du Caïre în anul 1862.
A doua vizită la București, artistul a făcut-o în perioada 30 mai - 15 iulie 1869. Schițele impresiilor sale de călătorie de află în caietul care se păstrează azi la Muzeul Municipal București. Pe prima pagină, caietul are inscripția La Valachie par Preziosi. În dreapta jos este caligrafiat cu cerneală Aquarelles de mon grand père Preziosi după care este o semnătură indescifrabilă. Caietul este format din 90 de ilustrații în acuarelă, creion și laviu, realizate pe două pagini continue, pentru peisaje mari, sau pe o singură foaie cu extinderi pe următoarea atunci când a fost nevoie de spațiu.
După titlul caietului și după însemnarea de deasupra datei și a localizării unor lucrări - La Valachie par Preziosi - pe cromolitografia Secerătorii și acuarelele Bărăția din Câmpulung și Mănăstirea Sf. Gheorghe din Buzău, criticul de artă Adrian-Silvan Ionescu a apreciat că artistul a dorit să publice un album dedicat României, așa cum a făcut în trecut pentru Istanbul sau Cairo.
Cele treizeci și patru de lucrări expuse de Carol I la Expozitia Societății Amicilor Bellelor-Arte de la Hotelul Herdan din București din anul 1873, au încurajat în opinia lui Marin Nicolau-Golfin artiștii tineri, așa cum a fost Ion Andreescu care a vizitat expoziția. Tot Marin Nicolau a mai precizat că subiectele înfățișate de Preziosi au fost tratate ulterior și de către Theodor Aman și de alți artiști plastici români. Exemplele date de Nicolau au fost lucrările intitulate Jocul călușarilor de la Moși și Horă de pe Argeș.

## Biografie

### Nume
Numele lui Amedeo Preziosi nu a fost cunoscut o perioadă lungă de timp. O vreme, el era considerat ca fiind un pseudonim al lui Carol Popp de Szathmári, din cauza subiectelor asemănătoare pe care le-au abordat cei doi artiști. Ulterior, opera lui Szathmári a fost identificată ca fiind copii după Preziosi. Asupra prenumelui a planat mult timp incertitudinea. Din cauză că litera D ce era de fapt prescurtarea de la domnul, apărută în Catalogul de obiecte ce figurează la Esposițiunea Publică din anul 1873, a fost considerată de către Alexandru Busuioceanu ca inițială de la Domenico, eroarea a proliferat în toate studiile ulterioare.

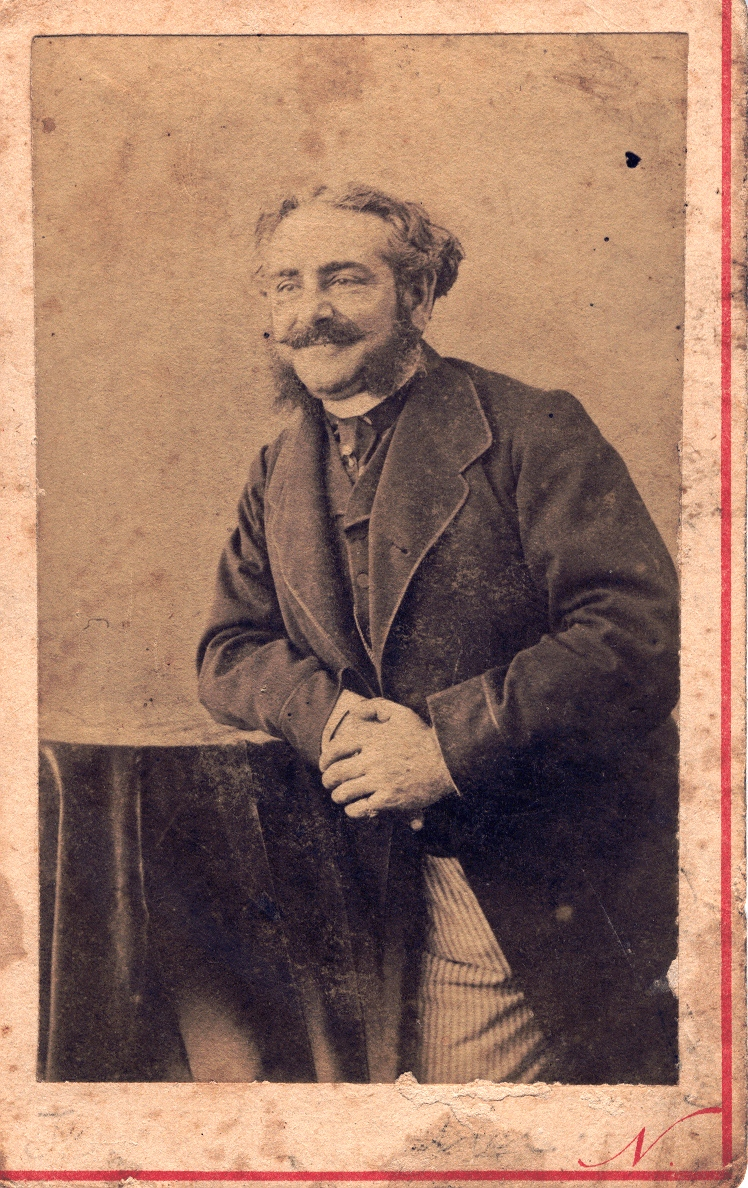
Amedeo Preziosi - fotografie de Félix Nadar

Eroarea lui Busuioceanu a fost preluată de istoricii de artă ca o certitudine și s-a perpetuat timp de decenii până în anul 1976. Exemplificatoare în acest sens este abordarea lui Alexandru Bădăuță cu ocazia primei ediții a Lunii Bucureștilor din anul 1935. Acesta a tipărit o mapă cu reproduceri după imaginile relevatoare ale Bucureștiului din anul 1869. În prefața mapei sale, Bădăuță l-a considerat pe Preziosi un artist nomad de origine italiană cu toate că în Italia acesta era complet necunoscut și în toate investigațiile sale, Bădăuță nu a găsit nicio informație legată de artist, nici măcar de la criticii de artă și specialiștii de marcă la care a apelat.
Istoricul de artă George Oprescu a publicat studii dedicate lui Szathmári. În acestea l-a etichetat pe Preziosi ca italian lavantin botezându-l cu numele de Antonio.
Vasile Drăguț, Vasile Florea, Dan Grigorescu, Marin Mihalache, autorii volumului Pictura românească în imagini publicat în anul 1970, l-au numit pe Preziosi tot Domenico, alături de peisagiștii care au abordat latura pitorească a mediului rural românesc.
În anul 1976, Marin Nicolau-Golfin a purtat o corespondență cu descendenții familiei Preziosi și cu oficialitățile malteze. Acesta a stabilit într-un mod definitiv și irevocabil prenumele adevărat al artistului și a publicat pentru prima oară în România o biografie corectă și relativ completă a lui Preziosi.

### Familie
Amedeo Preziosi s-a născut într-o familie nobiliară din Malta în ziua de 2 decembrie 1816. Pe piatra mormântului său a fost gravată ca dată a nașterii 30 noiembrie 1816. Contele Giovanni Francesco Preziosi, tatăl pictorului, a deținut înalte funcții în administrația malteză. În anul 1802 când insula Malta a intrat sub jurisdicție britanică, Giovanni a fost reprezentantul local la negocierile Tratatului de la Amiens. Mama lui Amedeo era de origine franceză și se numea Margareta, născută Reynaud. Numele ei transcris în limba italiană era Reno.
Amedeo a fost botezat la biserica Porto Salvo din capitala insulei - La Valletta. El a fost primul născut al cuplului Preziosi și așa cum era obiceiul epocii a primit mai multe nume - Aloysius-Rosarius-Amadeus-Raymundus-Andreas. Pictorul, în toate realizările sale artistice s-a semnat cu numele de Amedeo.

### Studii

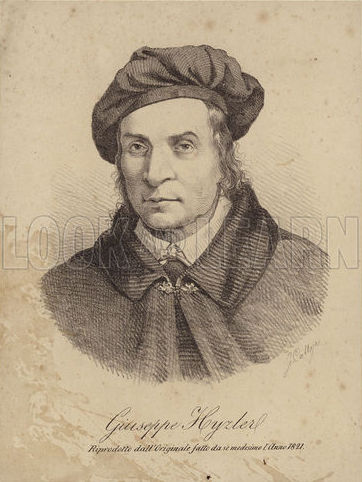
Giuseppe Hyzler

Amedeo Preziosi a fost atras din copilărie de artele plastice. De timpuriu, a luat lecții cu Giuseppe Hyzler (1793-1858), un pictor care s-a format sub influența mișcării nazarinene din Roma. Giovanni Preziosi, tatăl artistului, avea o viziune educativă mai pragmatică. Astfel, el a dorit ca Amedeo să urmeze o carieră juridică și ca urmare, l-a trimis la Paris la Facultatea de Drept de la Sorbona împreună cu Leandro, fratele mai mic. Acesta din urmă trebuia să se specializeze în tehnica fotografiei. Neținând cont de aspirațiile lui Giovanni, Amedeo s-a înscris la École nationale supérieure des beaux-arts.
Nu există niciun fel de informații referitoare la perioada în care a stat la Paris pentru căpătarea unei educații superioare în domeniul picturii, nici despre atelierele în care ar fi lucrat și nici despre ce profesori l-ar fi ajutat să se perfecționeze. Ținând cont de vârsta la care ar fi putut accesa o astfel de educație universitară, istoricii de artă au considerat că Amedeo Preziosi a luat cu siguranță contact cu romanticii care lăudau peisajele și tematicile orientale, cromatica vie a veșmintelor și baia de lumină specifică peninsulei Asiei Mici. Luând în considerare opera pe care a lăsat-o posterității, în mod evident Preziosi a preluat fantasmele romanticilor pentru care o călătorie în Orientul Apropiat, Egipt sau Maroc, era un demers obligatoriu de studiu, așa cum în evul mediu era călătoria de perfecționare a calfelor. Se știe că Orientul a fascinat și a stârnit o atracție irezistibilă pentru orice tânăr visător fără o ocupație anume, fie el fotograf, literat sau pictor, dornic de experiențe noi într-un mediu total necunoscut și fabulos.
După terminarea studiilor de la Paris, Amedeo nu a găsit în Malta o atmosferă care să-i fie propice pentru arta sa, fără a ține cont de năzuințele carieriste ale lui Giovanni Preziosi, care considera că a fi artist era ceva foarte departe de a se mula pe statutul unui gentilom ce făcea parte din aristocrația insulei. Ca urmare, Amedeo a părăsit insula și a plecat în Orient. Nu se știe anul când a ajuns la Istanbul, dar se cunoaște prin prisma datării operei sale, perioada 1840 - 1842.[B]

### La Istanbul
În luna noiembrie a anului 1842 sunt datate o serie de desene pe care Preziosi le-a realizat în capitala Imperiului Otoman. La comanda lui Robert Curzon, secretarul particular al ambasadorului Marei Britanii - lordul Stratford de Redclife, artistul a executat o mapă cu tipuri orientale.
Mapa poartă numele de Costumes of Constantinople și are în ea mențiunea că lucrările au fost făcute după natură. Mapa se găsește astăzi la colecțiile de artă din British Museum.
În acei ani, fotografia era la începuturile sale și nu apăruseră nici cărțile ilustrate. Realizarea de imagini cu monumente și tipuri specifice ale locurilor de atracție turistică a fost o oportunitate pentru artist. Astfel, Preziosi a oferit celor care vizitau Stambulul imagini pitorești ale împrejurimilor și ale orașului. Cererea era atât de mare încât Amedeo se apucase să facă copii propriilor lucrări. Pentru a face față doritorilor, pentru a-și ușura munca și pentru a-și face un stoc de imagini, el a litografiat cele mai vândute compoziții. Urmarea a fost că, în anul 1858, a editat la Paris la Institutul de Arte Grafice Lemercier un album cromolitografiat intitulat Stamboul, Recollections of Eastern Life. Albumul a fost reeditat în anul 1861 în limba franceză cu titlul Stamboul, Souvenir d'Orient. Desenând singur pe piatră, Preziosi a experimentat noua tehnică care apăruse de vernisare a litografiei - oleografia. Albumul a fost comercializat ca planșe separate sau legat și a avut un mare succes de piață.
Datorită reușitei, artistul a realizat în anul 1862 albumul intitulat Souvenir du Caïre care conținea schițele pe care le-a făcut într-o călătorie în Egipt.
Locuind în Hamalbași Sokagi din Pera, Amedeo Preziosi s-a însurat cu o grecoaică cu care a avut patru copii - Mathilde, Giulia, Catherine și Roberto. În ultima perioadă a vieții sale, s-a mutat la Yeșilkoy într-o casă dintr-o zonă liniștită, departe de agitația marii capitale. Casa lui Preziosi există și în ziua de astăzi, ea arătând exact așa cum era pe timpul vieții artistului.
Datorită faptului că era poliglot, Amedeo a deținut la Stambul diferite funcții oficiale pe lângă diplomații care erau acreditați în capitala Imperiului Otoman. Astfel, el a fost adjunctul dragomanului pe probleme politice al Ambasadei Britanice și ulterior a deținut funcția de prim dragoman al legației grecești.
Tradiția orală a familiei, fără a fi confirmată de documente, a susținut că pentru o perioadă, Amedeo a fost pictorul de curte a sultanului Abdul Hamid.

Motive orientale realizate de Amedeo Preziosi
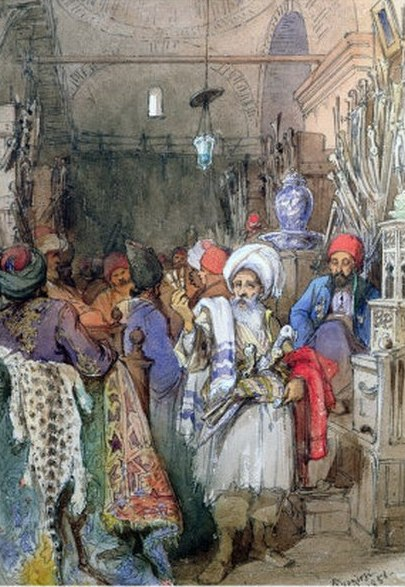
Vânzători de covoare
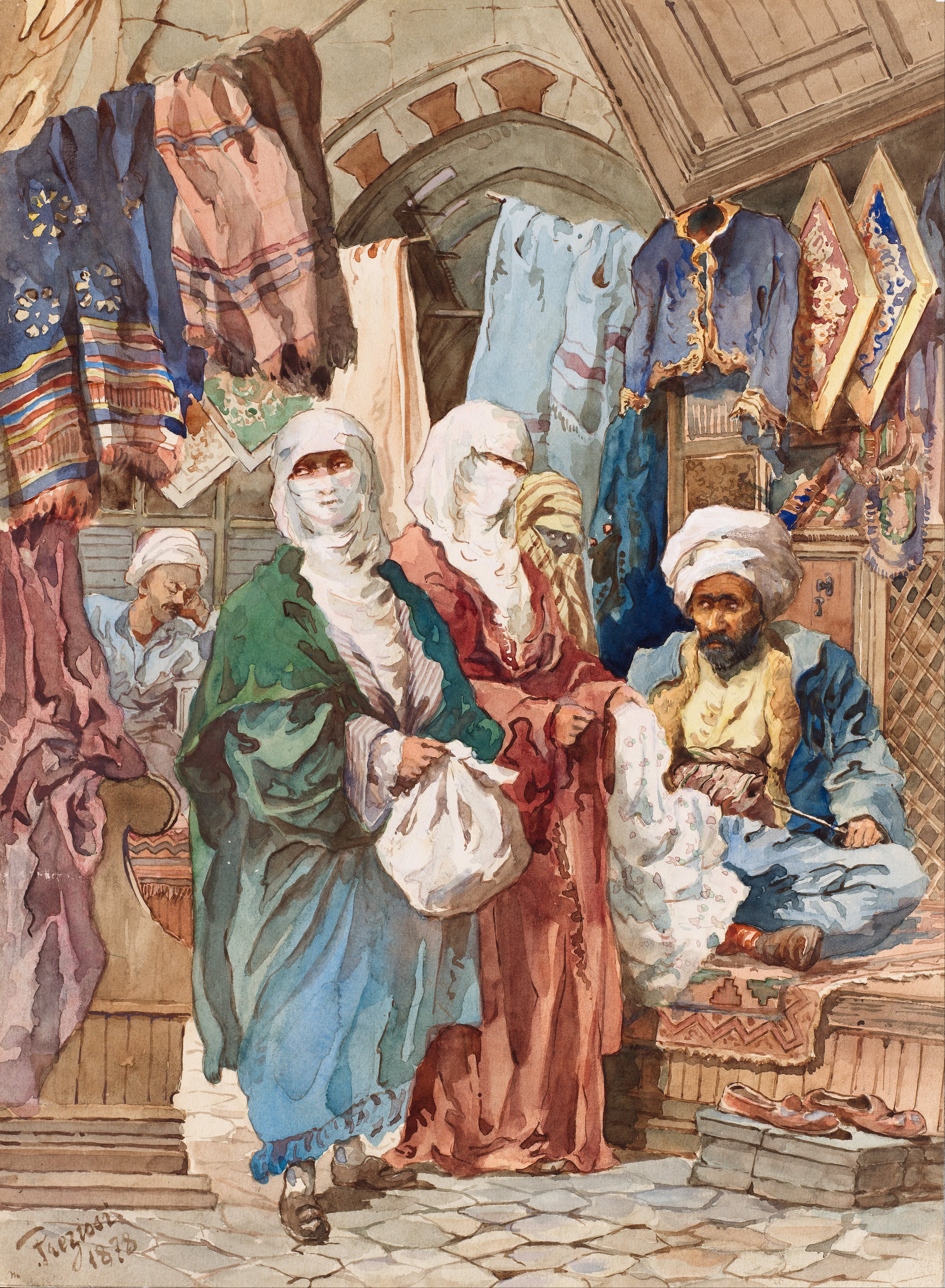
Negustor de mătase
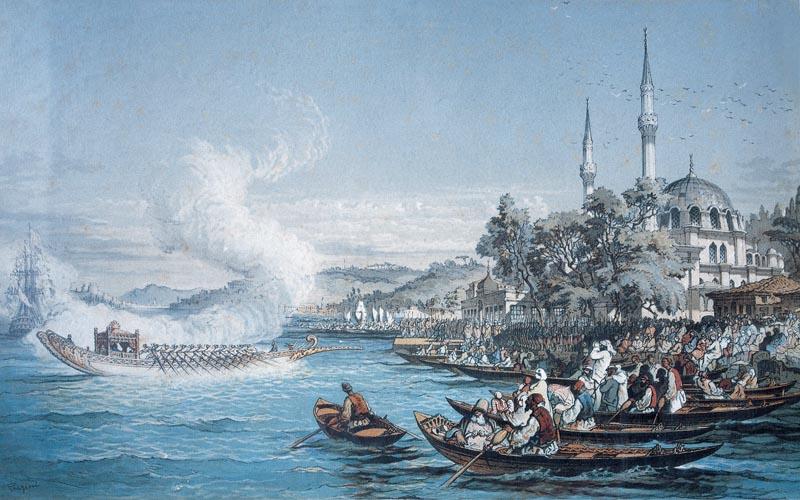
Bărci la Istanbul
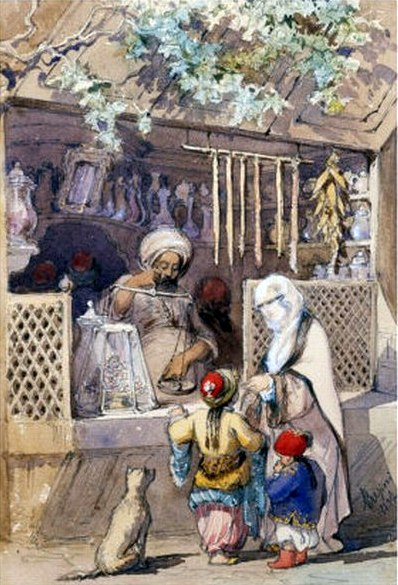
Personaje turcești
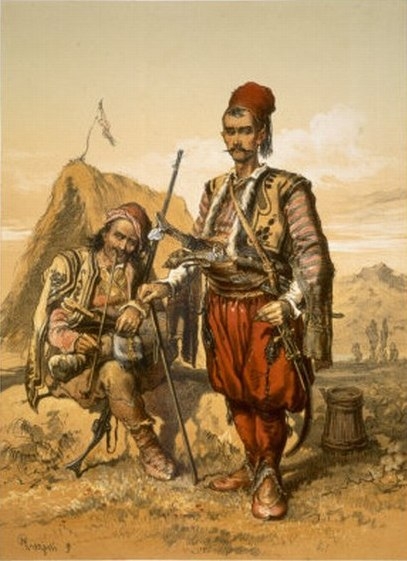
Ieniceri

Amedeo Preziosi era adesea vizitat la atelier de turiștii ce doreau să cumpere o lucrare ca suvenir. Era vizitat chiar de membrii unor case nobiliare, așa cum a fost Prințul de Wales - viitorul rege Edward al VII-lea al Angliei, care i-a achiziționat o serie de acuarele. De multe ori, artistul mergea în audiență la capetele încoronate ce se aflau temporar în oraș și făcea prezentări cu albumele sale.
Prima lucrarea cunoscută care a fost realizată la Istanbul, este după opinia lui Marin Nicolau-Golfin un peisaj făcut în tehnica uleiului datat în anul 1851. El înfățișează o imagine a orașului cu clădiri pe care se așterne calm lumina Bosforului. Peisajul a făcut parte în anul 1976 din colecția familiei Karadja din București. Datată patru ani mai târziu, în 1855, lucrarea Scrib public în Turcia se află astăzi la Muzeul din Edinburgh.

### La București
Activitatea artistului maltez devenea din ce în ce mai cunoscută. Astfel în anul 1857 în ziarul Edimbourgh Mazagin a apărut un foileton dedicat orașului București, scris de către un cronicar anonim. El a menționat că „... cea mai luminoasă impresie asupra Bucureștiului, într-adevăr realistă, este asemănătoare cu neîntrecutele acuarele ale lui Preziosi de pe străzile Constantinopolului... [și că autorul găsea în București] contraste și amănunte care ar putea fi înmulțite aproape la infinit... [și că] pentru fizionomia Bucureștiului erau mii de fețe diferite, fie în timpul zilei, fie în timpul nopții”.

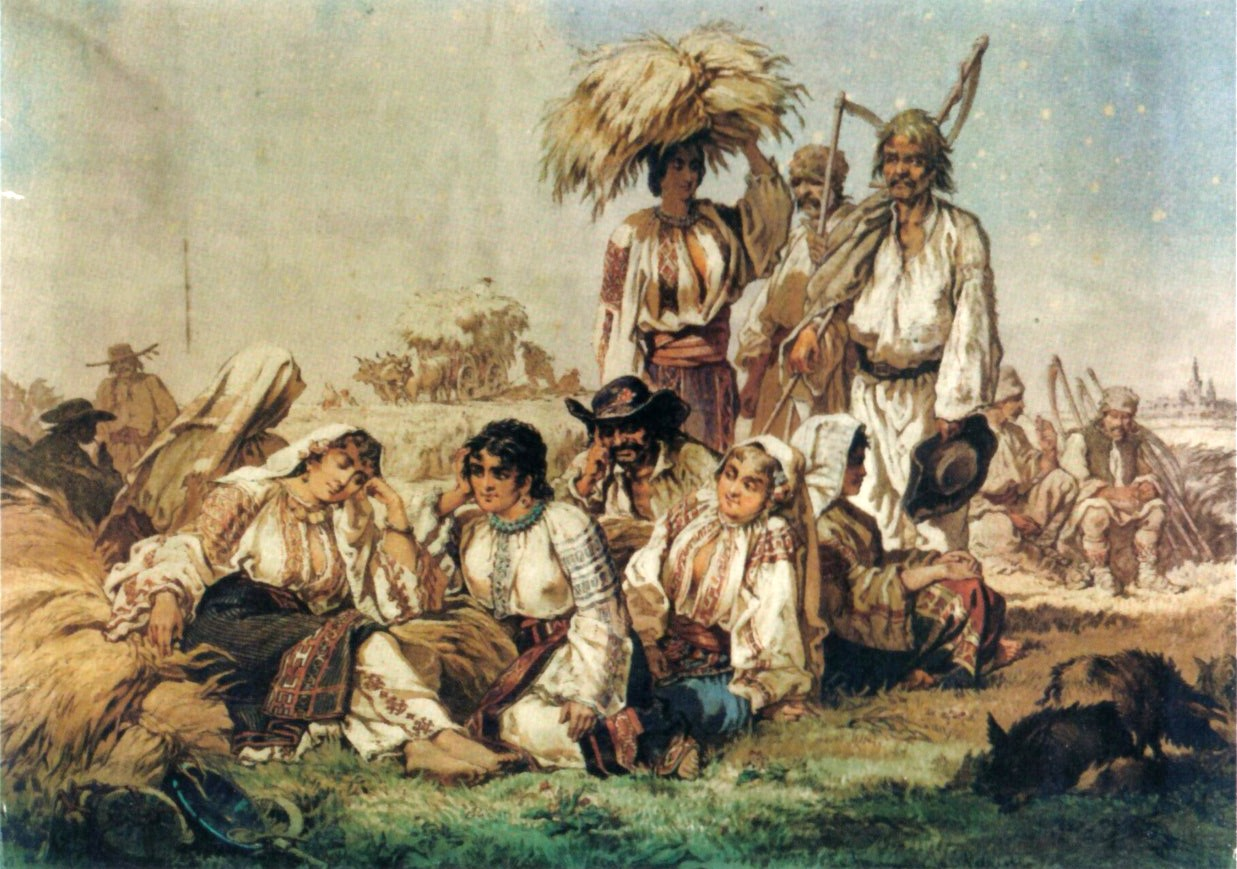
Secerătorii

În anul 1864, Alexandru Ioan Cuza se afla la Istanbul într-o vizită oficială la sultan. Conform spuselor lui Ulysse de Marsillac din La Voix de la Roumanie, contele Amedeo Preziosi a avut o întrevedere cu domnitorul Principatelor Unite. Istoricul de artă Adrian-Silvan Ionescu a emis ipoteza că Preziosi l-a cunoscut cu această ocazie pe Carol Popp de Szathmári care se afla în suita domnească. Tot Silvan Ionescu a presupus că Ioan Cuza l-ar fi invitat pe Preziosi să viziteze Bucureștiul. Cum, Cuza a abdicat, Carol I de Hohenzollern a devenit noul domnitor și acesta a făcut o vizită protocolară sultanului în anul 1866. Preziosi nu a scăpat ocazia să i se prezinte și a făcut parte dintre străinii distinși ce au fost primiți în audiență de Carol I la reședința sa de la Palatul Beilerbeilor de la Apele Dulci asiatice în ziua de 17/29 octombrie 1866. Silvan Ionescu a afirmat că domnitorul Carol I l-a invitat pe Amedeo Preziosi în România pentru a-i fi tovarăș de drumeții și pentru a surprinde în acuarelele sale locuri și tipologii umane specifice.
La sfârșitul lunii iunie a anului 1868, Amedeo Preziosi a ajuns la București și și-a început munca. El a expus câteva exemplare ale albumelor sale în librăria lui Adolph Ulrich. Așa cum reiese din comentariile publicate de către Ulysse de Marsillac:
„... Fără a cheltui mulți bani și fără a se deplasa, amatorii de pitoresc își pot oferi în acest moment marea plăcere de a călători în Orient, grație a două magnifice albume cromolitografiate care au fost depuse de autorul lor, dl. Preziosi, la librăria d-lui Adolph Ulrich din Piața Teatrului. O execuție caldă și puternică face să ne apară înaintea ochilor nu Orientul poeților, acela a lui Victor Hugo și Lamartine, prea frumos pentru a fi veridic, ci Orientul real, acela a lui Théophile Gautier și Maxime Du Camp, nu mai puțin interesant și luminos. Dl. Preziosi face pictură realistă în sensul că nu se îndepărtează de adevăr, dar marea sa grijă pentru autenticitate nu exclude poezia. Dimpotrivă. Ea este din belșug în aceste imagini încălzite la soarele Asiei, pline de strălucire și de animație. Unul dintre aceste albume este despre Cairo, celălalt despre Constantinopol.(...)”
----- Ulysse de Marsillac: L'Orient. Albums chromolithographiques, în Le Pays Roumain no.28/5 Juillet 1868
Cum era un om meticulos, el a datat, localizat și a semnat fiecare lucrarea pe care a făcut-o. Din acest motiv, istoricii și criticii de artă au putut urmări cu mare ușurință întregul său itinerariu românesc. Astfel, a pictat un târg din București pe 27 iunie, râul Dâmbovița la Radu Vodă pe 29 iunie, Oborul și Surugii pe 30 iunie. A făcut Panorama Bucureștilor de pe dealul Filaretului pe 1 iulie, Strada Bărăției pe 2 iulie. În următoarele zile s-a aflat în excursie în țară împreună cu suita principelui Carol pornind de la Buzău, prin Carpați și Valea Prahovei. Preziosi a pictat peisajele pe care le-a întâlnit, precum și adunările entuziaste ale oamenilor care-l întâmpinau pe domnitor. Astfel, în data de 7 iulie a pictat intrarea într-un sat de munte pe sub un arc de triumf din verdeață, unde domnitorul a fost întâmpinat de țărani și țărănci cu flori și costume de sărbătoare.

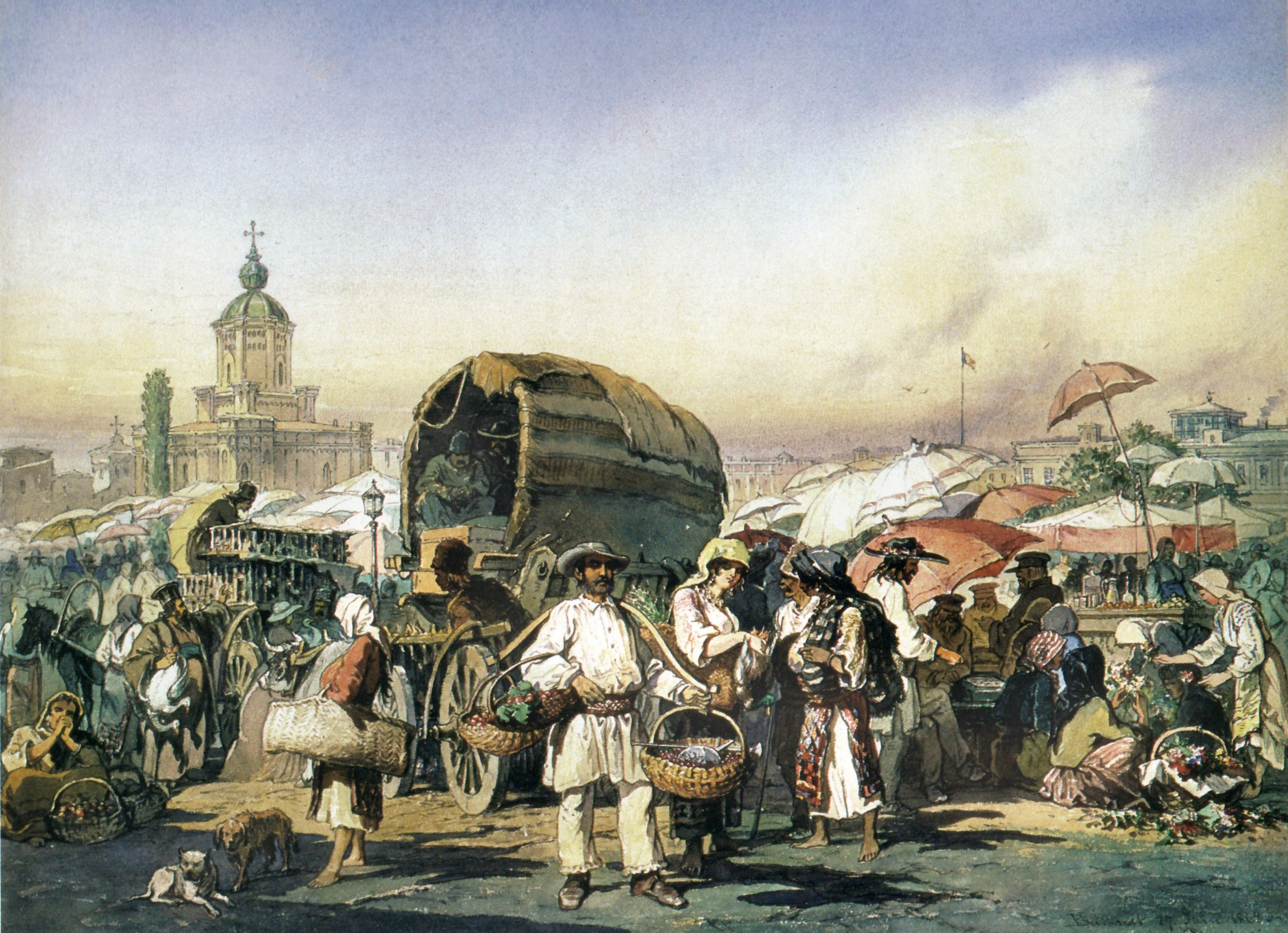
Târg în București - 27 iunie 1868
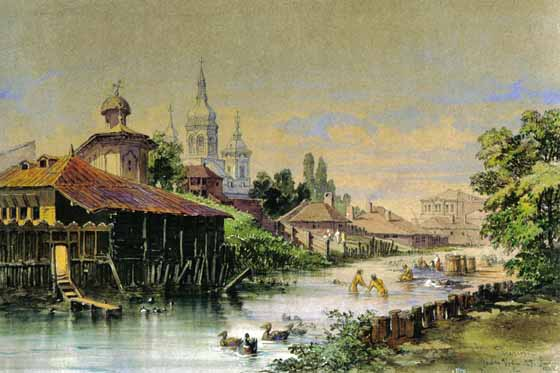
Dâmbovița în dreptul bisericii Radu Vodă - 29 iunie 1868
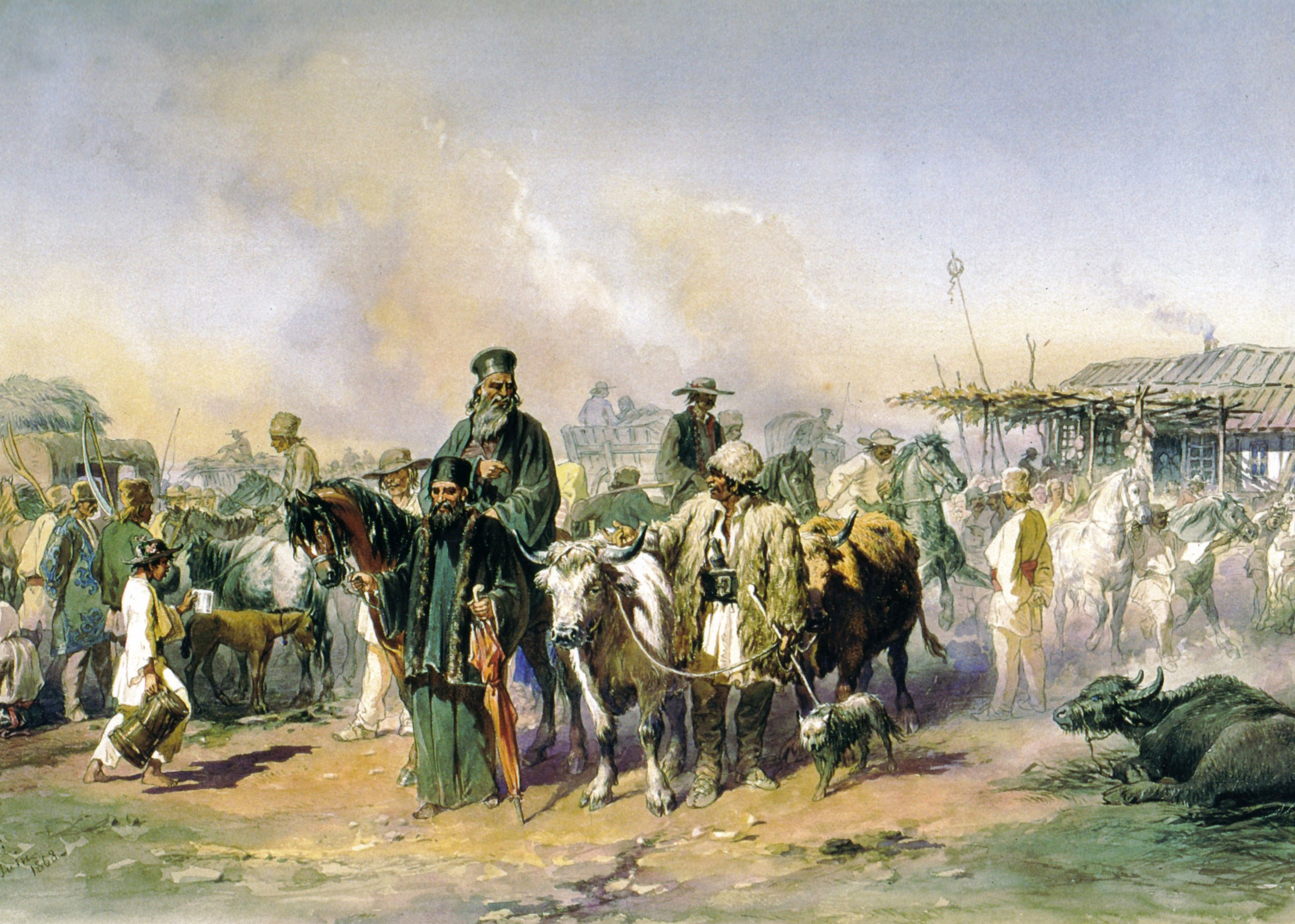
Obor, târg de animale - 30 iunie 1868
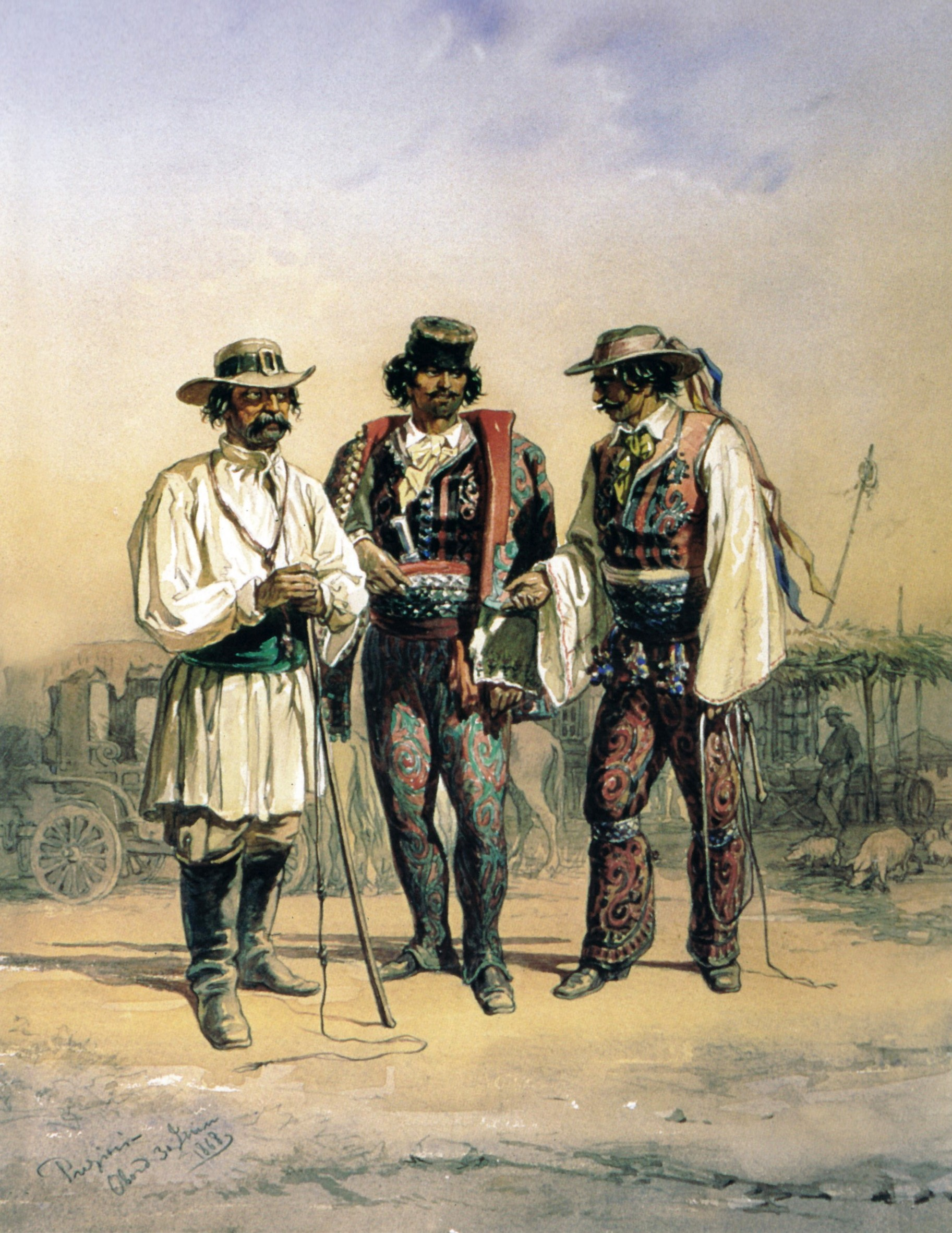
Surugii - 30 iunie 1868
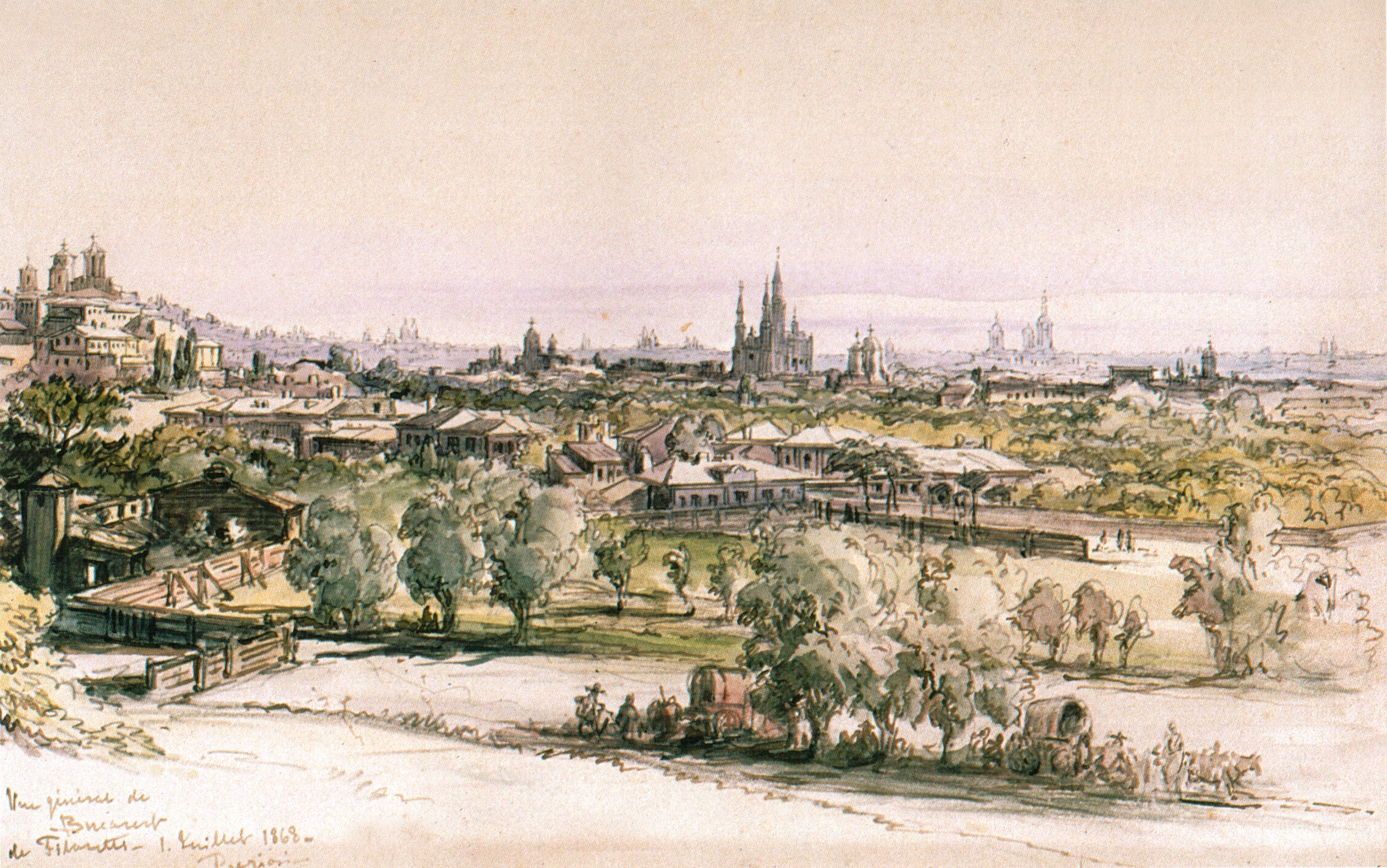
Panorama Bucureștilor de pe dealul Filaretului - 1 iulie 1868
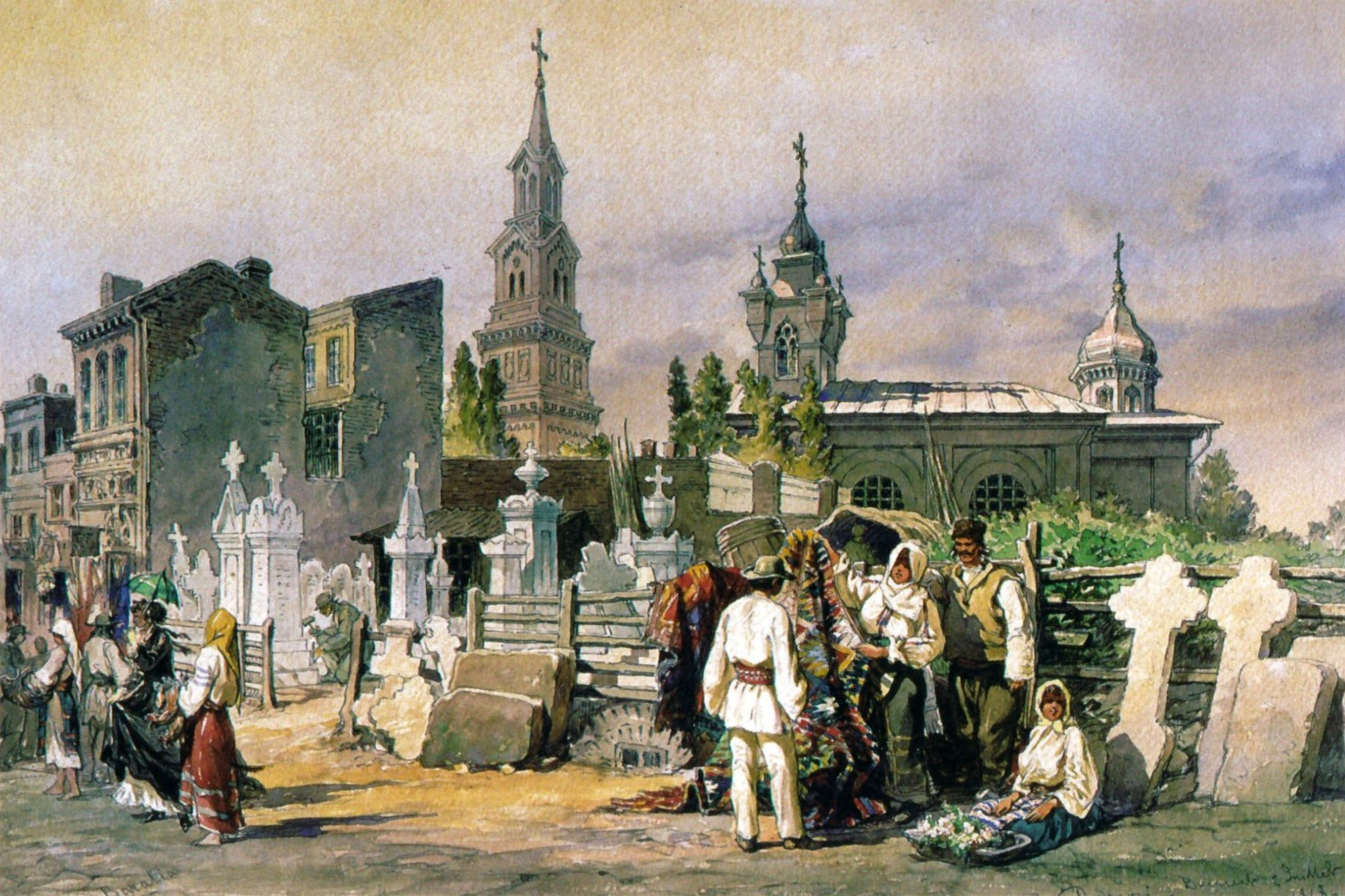
Strada Bărăției - 2 iulie 1868
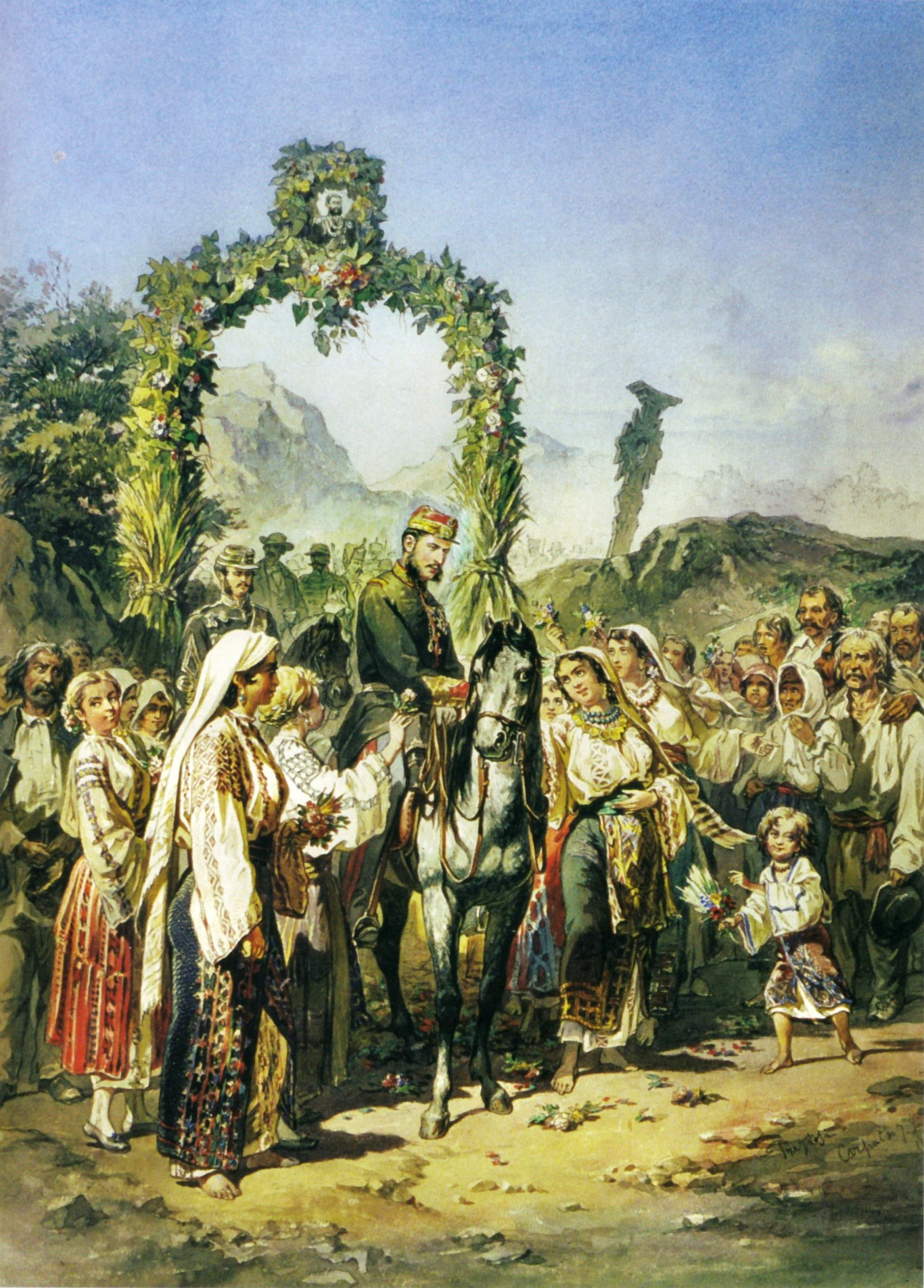
Domnitorul Carol I primit într-un sat din Carpați - 7 iulie 1868

Tot pe 7 iulie a pictat primirea domnitorului la Schitul Sf. Gheorghe. În cele două lucrări, principele a fost poziționat în prim-plan, cu chipiu roșu și îmbrăcat în uniformă de mare ținută. Prim-planul din lucrarea Primirea domnitorului Carol I la Slănic Prahova este ocupat de mulțime și trăsura acestuia ocupă planul secund. Această ultimă lucrare este considerată a fi specială prin faptul că Preziosi și-a executat în ea autoportretul lucrând călare pe cal alături de Szathmári. Faptul este insolit, deoarece criticii de artă nu au mai identificat vreo lucrare a artistului maltez în care acesta să se fi portretizat. Prezența lui Preziosi și Szathmári în suita domnească este certificată documentar de o listă justificativă a cheltuielilor făcute în timpul excursiei princiare. Această  listă relevă atenția și cinstea de care se bucura Preziosi din partea principelui, atenție de care nu beneficiau artiștii bucureșteni.
Autoportretul din această compoziție îl înfățișează cu spatele, văzându-se doar ceafa și o parte din obrazul drept ce are o barbă blondă, mare și înspicată precum părul. El are o atitudine concentrată asupra schițării grupului domnescu ce se apropie în aclamațiile localnicilor. De șaua calului atârnă calabalâcul din care se vede o umbrelă pe al cărei mâner și-a înfipt jobenul de voiaj. Szathmári apare cu fața întoarsă, cu melonul pe cap și ochelarii pe nas.
Costumația lui Szathmári este identică cu cea din portretul pe care Amedeo i l-a făcut în anul 1869, în care acesta apare cu caietul de schițe așezat pe un scaun, cu sacou și melon, picior peste picior, aplecat asupra desenului pe care-l realizează. De-a lungul timpului numeroși cercetători au făcut greșeala de a-l considera un autoportret al lui Szathmári. Alexandru Busuioceanu a pus acest desen pe coperta volumului său din anul 1935, din colecția Apollo, și Alexandru Bădăuță l-a reprodus cu mențiunea că maltezul, adică Preziosi, „lucra pe genunchi”. Chiar și Marin Nicolau-Golfin care l-a reprodus pe coperta a IV-a din cartea sa, a făcut greșeala de a-l considera a fi portretul lui Preziosi făcut de Szathmári.

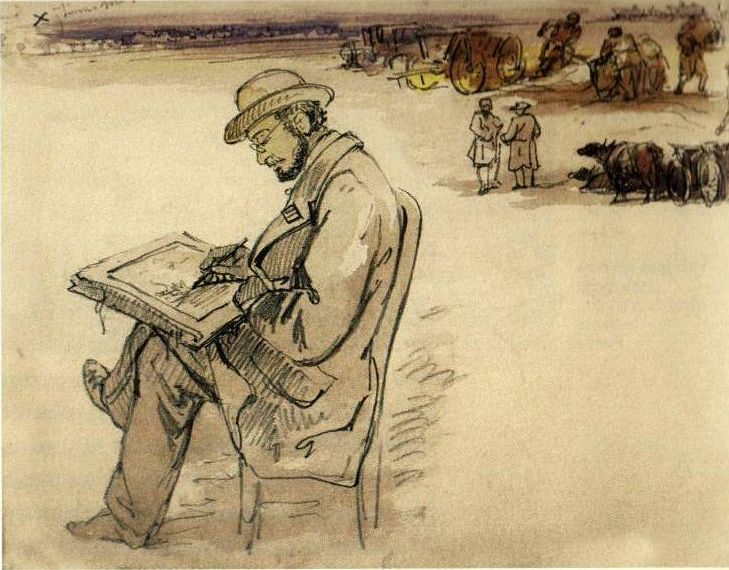
Szathmári desenând pe un scaun

Adrian Silvan-Ionescu a fost mirat că o astfel de eroare a persistat atâta timp, cu toate că Alexandru Busuioceanu știa că Preziosi s-a autoportretizat în compoziția de la Slănic Prahova, deoarece a menționat această realitate atât în catalogul lucrărilor din colecția Casei Regale, cât și în text că „... în suită, îl vedem și pe artistul nostru, călare, schițând priveliștea”. Informația exista încă de la Expoziția domnească din anul 1869 unde lucrarea a făcut parte dintre exponate: „... În tabelul reprezentând intrarea Alteței Sale la Slănic, Artistul autoriu și-a păstrat un colțișor unde s-a reprezentat călare, însoțit de Dl. Szathmari (sic) tot călare”.
M.N. Rusu a încercat și el să rezolve dilema portretelor celor doi artiști într-un articol publicat în anul 1837. Publicistul a utilizat metoda comparării desenului cu autoportretele fotografice ale lui Szathmári în care acesta nu purta ochelari.
Revenit în București după excursia pe care a făcut-o împreună cu Carol I, Amedeo a cutreierat orașul și a realizat cele mai reprezentative imagini ale Bucureștiului din acea epocă: Dâmbovița apă dulce, bisericile Stavropoleos, Schitu Măgureanu și Palatul Cotroceni. Din Turnul Colței a făcut o vedere generală a orașului foarte exactă. Stilul său de lucru presupunea realizarea de schițe făcute pe un caiet de voiaj asemenea celui care se păstrează și astăzi la Muzeul Municipiului București. Despre caietul din prima sa călătorie în București nu se știe nimic. Lucrările de mari dimensiune le executa în atelierul din Istanbul. Plecând acasă după prima sa vizită la București, Amedeo Preziosi a făcut servicii principelui Carol I, elocventă fiind achiziționarea și expedierea de antichități orientale pentru colecția regală. Astfel, există mărturia descrisă de către o scrisoare datată în ziua de 5 august 1868 și expediată din Istanbul, în care sunt enumerate obiectele cumpărate de Amedeo în beneficiul principelui: un iatagan albanez decorat cu corali și argint, două vase chinezești, o sabie turcească damaschinată cu teacă de argint, un hanger cu argint și corali, carabină tromblon și acuarele.

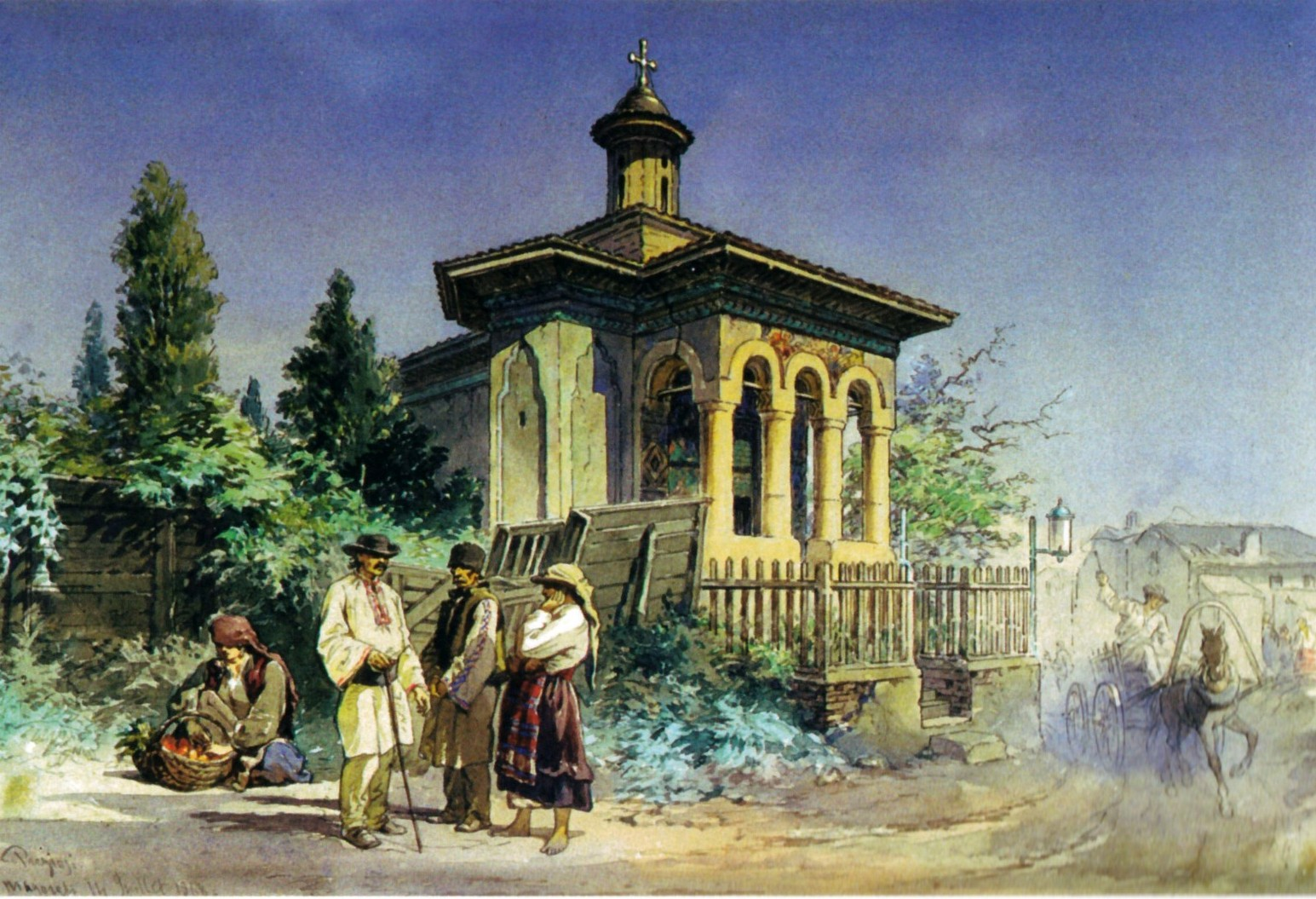
Biserica Schitu Măgureanu - 14 iulie 1868
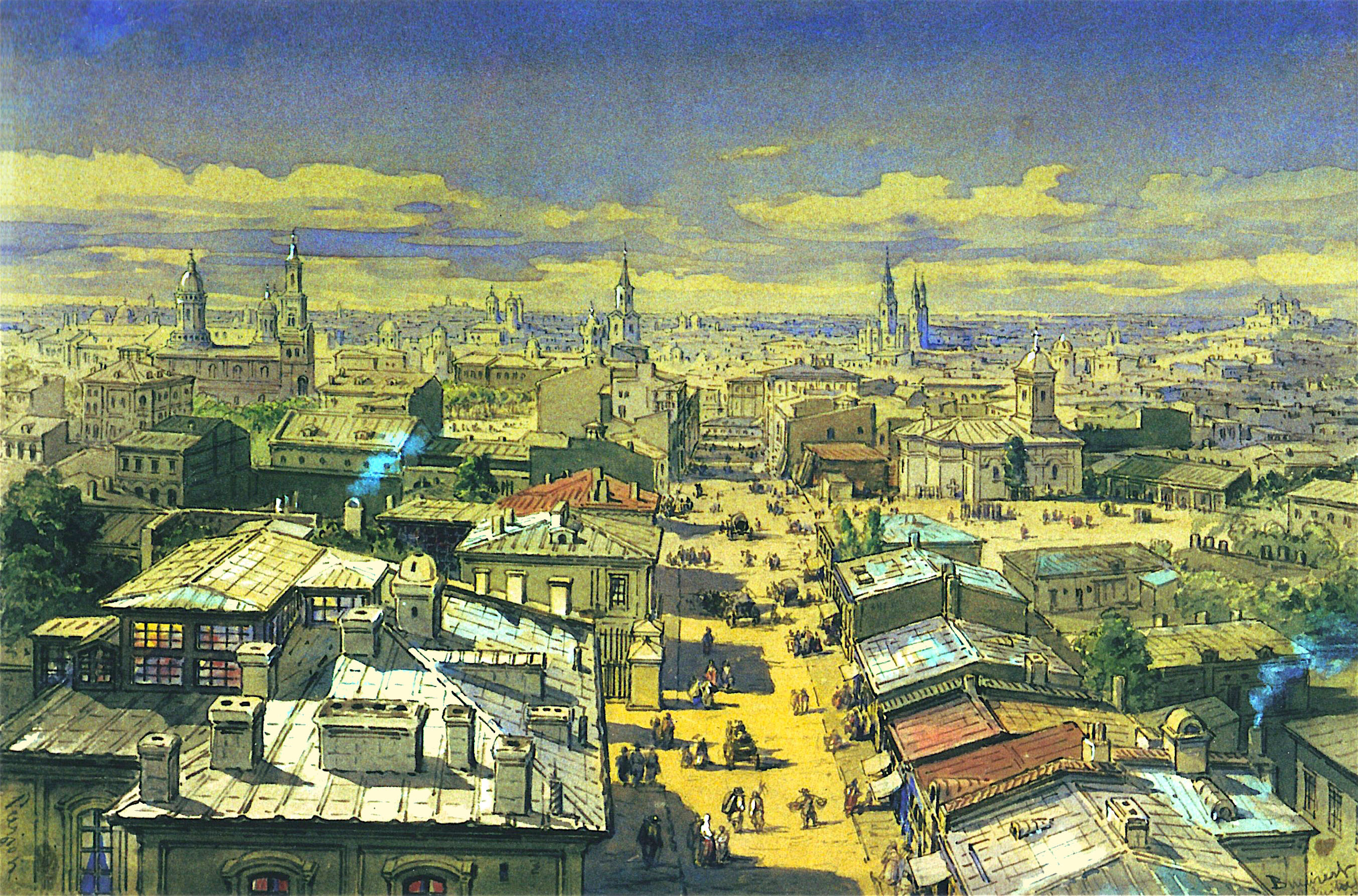
Bucureștiul văzut din Turnul Colței - 22 iulie 1868
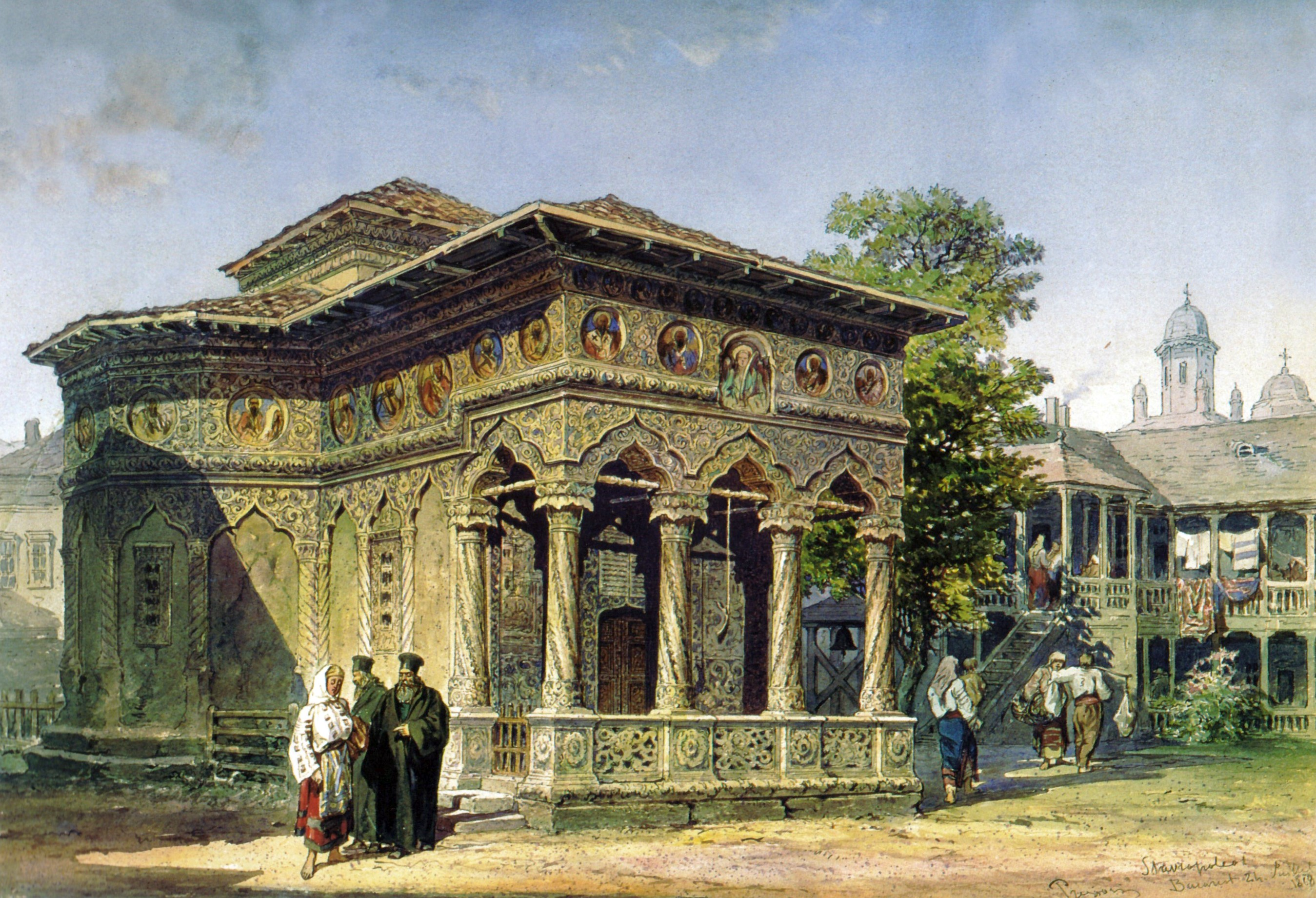
Biserica Stavropoleos - 24 iulie 1868
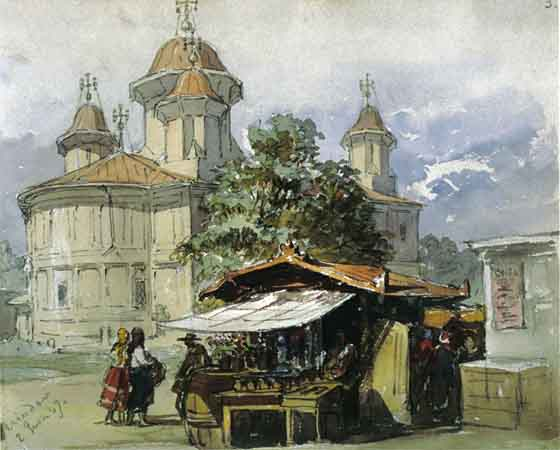
Biserica Sărindar - 2 iunie 1860
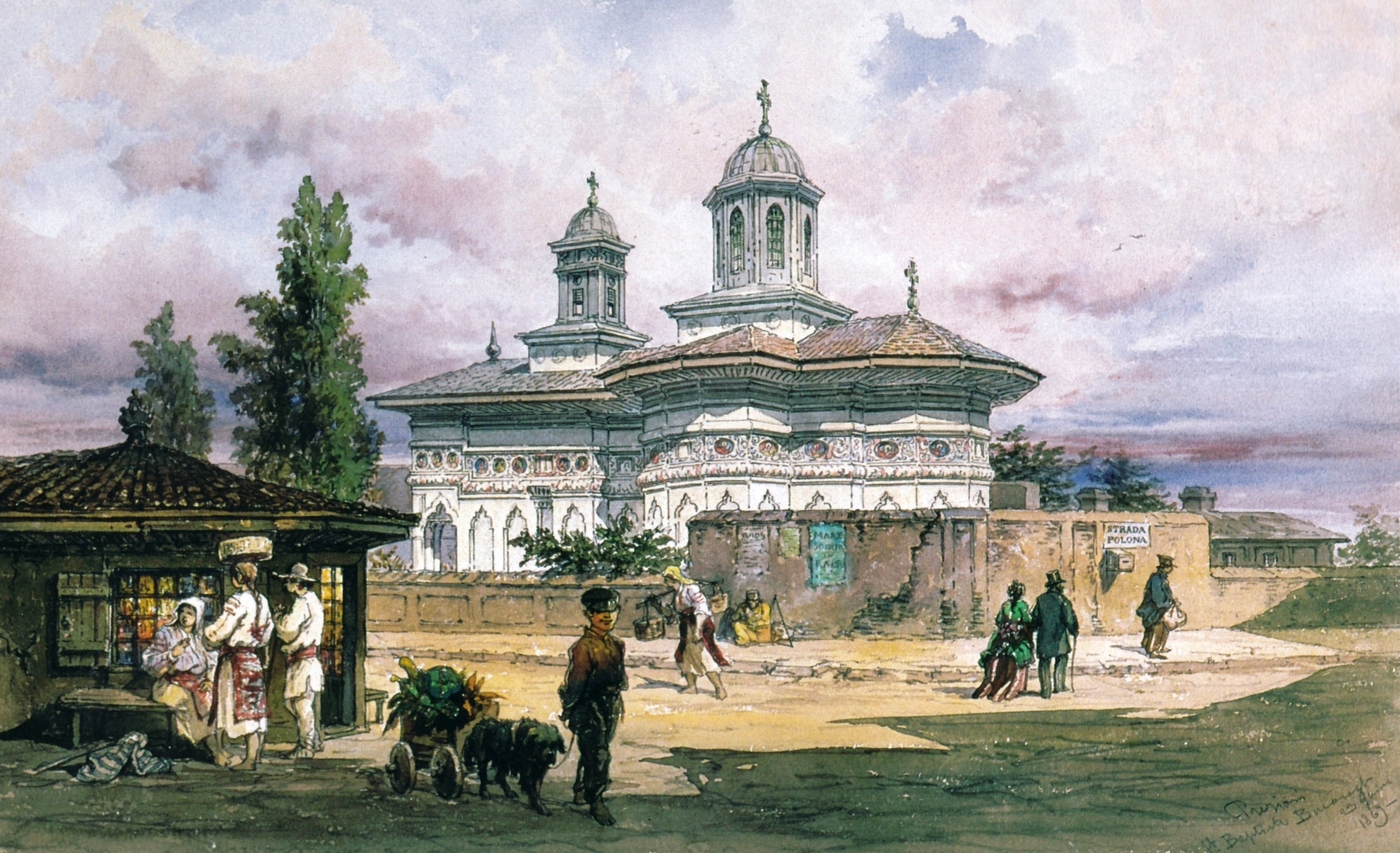
Biserica Batiștei - 23 iunie 1869
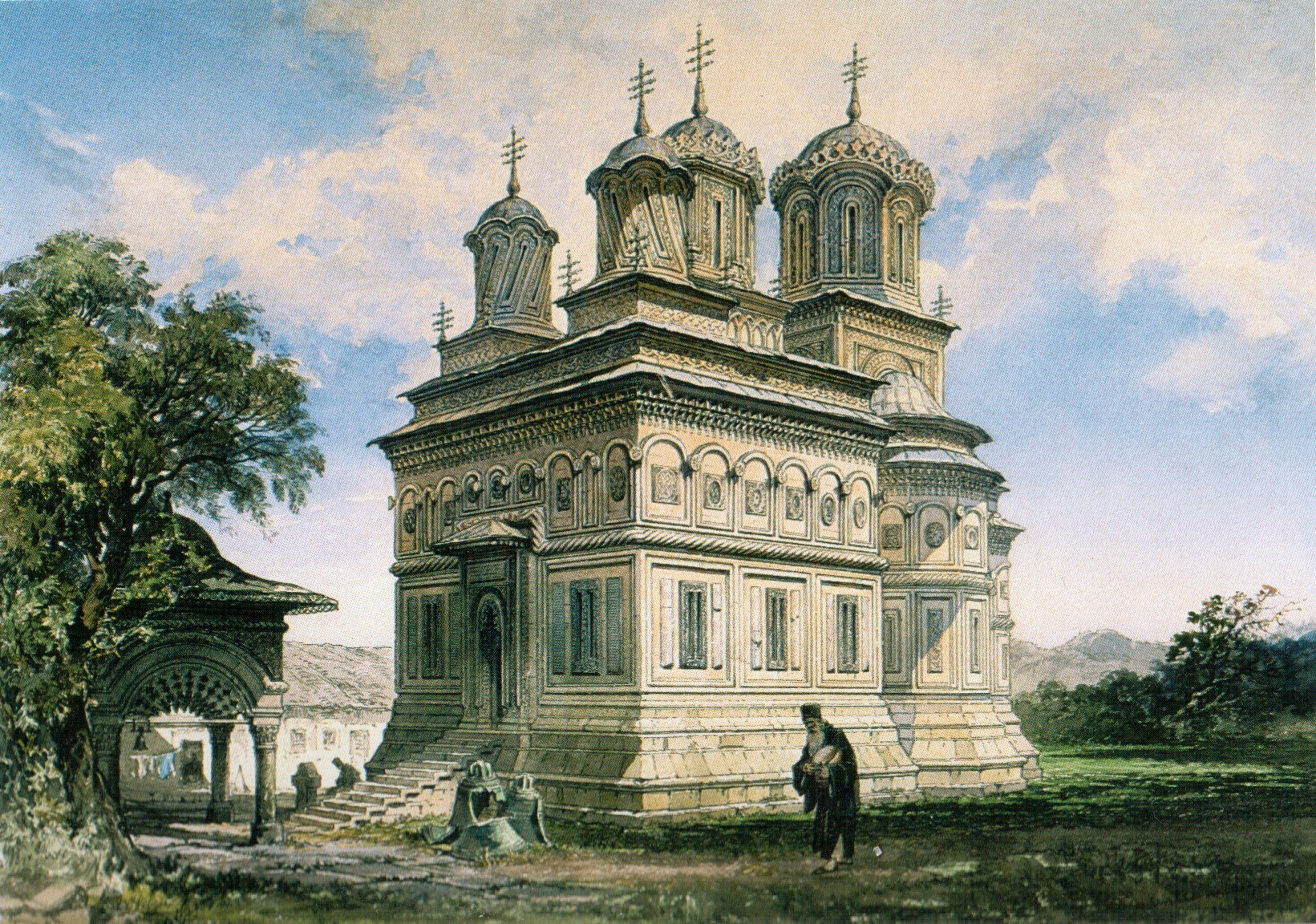
Catedrala Episcopală Curtea de Argeș (1869)

Amedeo a ținut corespondență cu Carol I în care a precizat detaliat prețul obiectelor pe care le cumpăra pentru Casa Regală, precum și prețuri detaliate ale lucrărilor de acuarelă comandate. Așa este lista cu sumele defalcate pe luni, precum și cu totalul încasat, din data de 26 mai 1869 (Pera). Domnitorul trimitea banii prin bancherul S. Halfon din București la Banca J. Camondo & Co din Constantinopol. De acolo, Amedeo Preziosi încasa contravaloarea chitanțelor pe care le prezenta mai apoi Casei Domnești de la București. De exemplu - 1139 franci de aur în data de 6 și 26 mai 1869.
| \| Nr. de ordine \| Titlul lucrării \| Preț în franci \| \| Prima expediere din data de 25 noiembrie 1868 \| Prima expediere din data de 25 noiembrie 1868 \| Prima expediere din data de 25 noiembrie 1868 \| \| --------------------------------------------- \| --------------------------------------------- \| --------------------------------------------- \| \| 1 \| Intrarea în biserică, Vălenii de Munte \| 400 \| \| 2 \| O piață la București \| 600 \| \| 3 \| Primirea Alteței Sale la Bălănești \| 500 \| \| 4 \| Peisaj (Prahova) \| 400 \| \| 5 \| O Țărancă \| 300 \| \| 6 \| O Țărancă \| 300 \| \| Total \| 2.500 \| 2.500 \| \| A doua expediere din data de 8 martie 1869 \| \| \| \| 7 \| Târg la Buzău \| 1.000 \| \| 8 \| Cotroceni \| 600 \| \| 9 \| Călugărițe la Sf. Gheorghe \| 600 \| \| 10 \| Secerătorii \| 500 \| \| 11 \| Sf. Spiridon \| 400 \| \| 12 \| Țărancă \| 250 \| \| 13 \| Surugii la Obor \| 350 \| \| 14 \| Slănic \| 700 \| \| 15 \| Țărancă \| 300 \| \| 16 \| Grup de costume \| 400 \| \| 17 \| Vedere generală a Bucureștilor \| 1.200 \| \| Total \| 6.300 \| 6.300 \| \| A treia și ultima expediere \| \| \| \| 18 \| Obor, piața de vite \| 1.000 \| \| 19 \| Întoarcerea de la târgul din Buzău \| 800 \| \| 20 \| Bărăția \| 500 \| \| 21 \| Radu Vodă \| 400 \| \| 22 \| Stavropoleus \| 700 \| \| 23 \| Dâmbovița (scăldători) \| 500 \| \| 24 \| Alteța Sa în Carpați \| 1.000 \| \| 25 \| Țiganii \| 500 \| \| 26 \| Peisaj, Vălenii de munte \| 400 \| \| 27 \| O piață la București \| 500 \| \| 28 \| Peisaj (Sinaia) \| 600 \| \| 29 \| Bucureștii văzuți din Turnul Colței \| 400 \| \| 30 \| Măgurele (sic. - Schitu Măgureanu) \| 400 \| \| Total \| 7.700 \| 7.700 \| |                                        |                |
| Nr. de ordine | Titlul lucrării                        | Preț în franci |
| Prima expediere din data de 25 noiembrie 1868 |                                        |                |
| 1 | Intrarea în biserică, Vălenii de Munte | 400            |
| 2 | O piață la București                   | 600            |
| 3 | Primirea Alteței Sale la Bălănești     | 500            |
| 4 | Peisaj (Prahova)                       | 400            |
| 5 | O Țărancă                              | 300            |
| 6 | O Țărancă                              | 300            |
| Total | 2.500                                  | 2.500          |
| A doua expediere din data de 8 martie 1869 |                                        |                |
| 7 | Târg la Buzău                          | 1.000          |
| 8 | Cotroceni                              | 600            |
| 9 | Călugărițe la Sf. Gheorghe             | 600            |
| 10 | Secerătorii                            | 500            |
| 11 | Sf. Spiridon                           | 400            |
| 12 | Țărancă                                | 250            |
| 13 | Surugii la Obor                        | 350            |
| 14 | Slănic                                 | 700            |
| 15 | Țărancă                                | 300            |
| 16 | Grup de costume                        | 400            |
| 17 | Vedere generală a Bucureștilor         | 1.200          |
| Total | 6.300                                  | 6.300          |
| A treia și ultima expediere |                                        |                |
| 18 | Obor, piața de vite                    | 1.000          |
| 19 | Întoarcerea de la târgul din Buzău     | 800            |
| 20 | Bărăția                                | 500            |
| 21 | Radu Vodă                              | 400            |
| 22 | Stavropoleus                           | 700            |
| 23 | Dâmbovița (scăldători)                 | 500            |
| 24 | Alteța Sa în Carpați                   | 1.000          |
| 25 | Țiganii                                | 500            |
| 26 | Peisaj, Vălenii de munte               | 400            |
| 27 | O piață la București                   | 500            |
| 28 | Peisaj (Sinaia)                        | 600            |
| 29 | Bucureștii văzuți din Turnul Colței    | 400            |
| 30 | Măgurele (sic. - Schitu Măgureanu)     | 400            |
| Total | 7.700                                  | 7.700          |

A doua vizită la București, artistul a făcut-o în perioada 30 mai - 15 iulie 1869. Schițele impresiilor sale de călătorie de află în caietul care se păstrează azi la Muzeul Municipal București. Pe prima pagină, caietul are inscripția La Valachie par Preziosi. În dreapta jos este caligrafiat cu cerneală Aquarelles de mon grand père Preziosi după care este o semnătură indescifrabilă. Caietul este format din 90 de ilustrații în acuarelă, creion și laviu, realizate pe două pagini continue, pentru peisaje mari, sau pe o singură foaie cu extinderi pe următoarea atunci când a fost nevoie de spațiu.
La fel ca și la prima vizită la București, văzând caietul din anul 1869 se poate face cronologia voiajului pe care l-a făcut a doua oară în România, timp de o lună și jumătate. Datorită datării lucrărilor se poate vedea rapiditatea cu care făcea schițele și acuarelele. Cea mai productivă zi a lui a fost în data de 10 iunie când a realizat 12 acuarele, din care jumătate au fost făcute pe pagini duble. A doua este ziua de 26 iunie cu 7 acuarele într-o singură zi. Media lucrărilor era de circa 4 acuarele într-o zi.
Artistul a cutreierat prin Târgul Moșilor din București unde a căutat subiecte pentru compozițiile sale după care, în ziua de 17 iunie 1869 a urmat vizita domnească printre comerciații târgului pentru stimularea comețului bucureștean. A imortalizat în schițele din caiet ziua de sărbătoare pe care a trăit-o. Riguros în evidența contabilă a cheltuielilor pe care le-a făcut în anul 1869, Preziosi a lăsat o listă a tuturor sumelor risipite:
- 100 de franci pe călătoria de la Istanbul la Giurgiu;[48]
- 10 franci cheltuieli cu diligența de la Giurgiu la București;[48]
- 30 de franci pentru plata transportului a trei lăzi care conțineau vinuri, obiecte de colecție și acuarele, toate destinate lui Carol I;[48]
- 20 de franci cheltuiți la Hotel Lazăr din București;[48]
- 172 de zwanziger pentru cheltuielile cotidiene din București și din călătoriile sale cu suita domnească în zilele din 7 - 11 iunie 1869 - 40 de zwanziger și din 26 iunie - 9 iulie 1869 - 132 de zwanziger.[48]

Toate cheltuielile au fost decontate din visteria regală. Principele Carol I era foarte mândru de colecția de acuarele pe care și-o procurase de la artistul maltez. De aceea, el a și prezentat acuarelele sale la expoziția care s-a desfășurat pentru o perioadă de nouă zile între 28 iunie și 7 iulie 1869, în sălile Muzeului Național din clădirea Universității. Cronica de presă a fost elogioasă și Preziosi foarte flatat că lucrările lui erau atât de apreciate. Astfel, comentatorii au considerat că opera maltezului era superioară creației lui Szathmári.
„... Comitele Pretiosi (sic), în aquarelele sale calde, pline de viață și de mișcare, a încredințat memoriei posterității scene și costume naționale ce pe toată ziua se pierd, cât și mai multe episoade din călătoriile Alteței Sale Domnitorului prin țară.”
----- V.A. Urechia: Exposițiunea de Opere artistice de la Museu, în Adunarea Națională, nr. 17/6 iulie 1869
V.A. Urechia a dat în articolul său și numele celor șaptesprezece acuarele expuse. În a doua parte a cronicii, Urechia a vorbit despre lucrările realizate de Szathmári spunând că:
„... Comparate, aquarelele D-lui Satmari (sic) cu ale D. Comite Pretiosi (sic), mai ales aquarelele presentând custumuri femeești și bărbătești, operele D-lui Satmari, dacă din această comparație nu ies inferioare, totuși se caracterizează mai cu înlesnire. Comitele Pretiosi este, am putea zice, mai puțin poetizator, spre a fi mai real, pe când D-lu Satmari cam idealizează tipurile ce imbracă de altmintrelea în magnifice costume naționale. Sunt tipuri în aquarelele D-lui Satmari cari ai voi să fie române, așa sunt de frumoase, dar samănă totuși a tipuri străine.”
----- V.A. Urechia: Exposițiunea de Opere artistice de la Museu, în Adunarea Națională, nr. 19/13 iulie 1869

Costume și tipuri din România
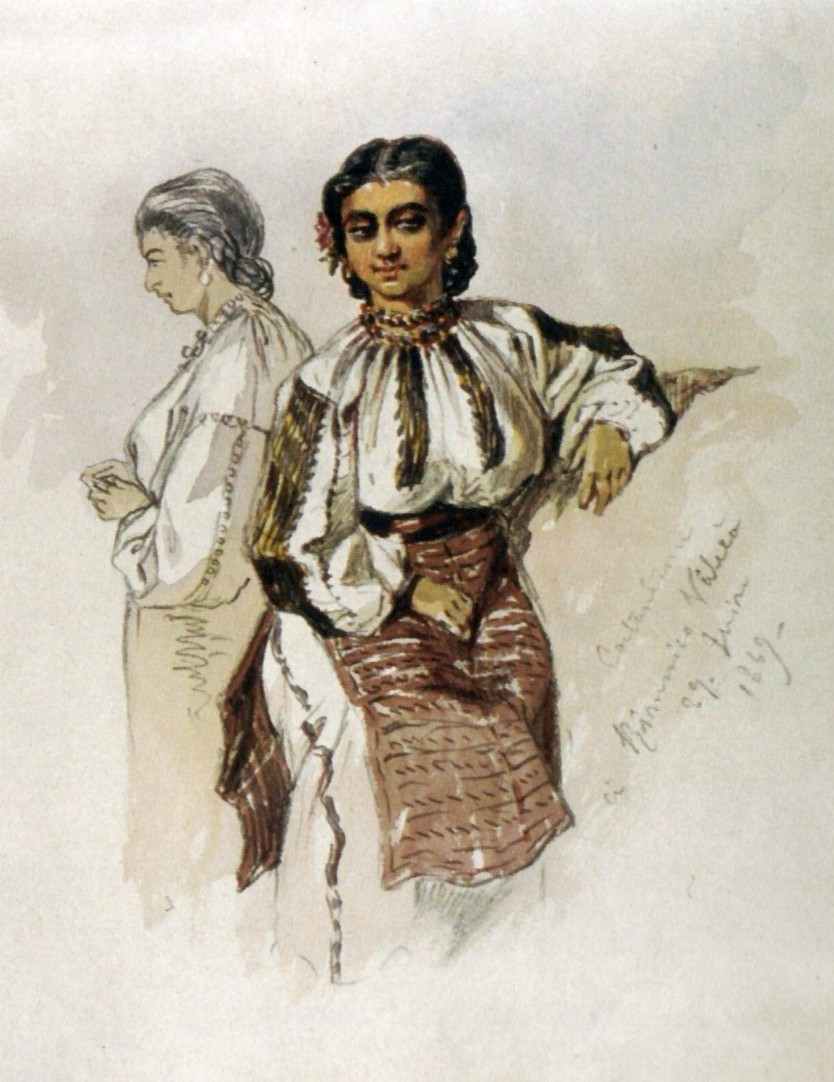
Constantina din Râmnicu Vâlcea
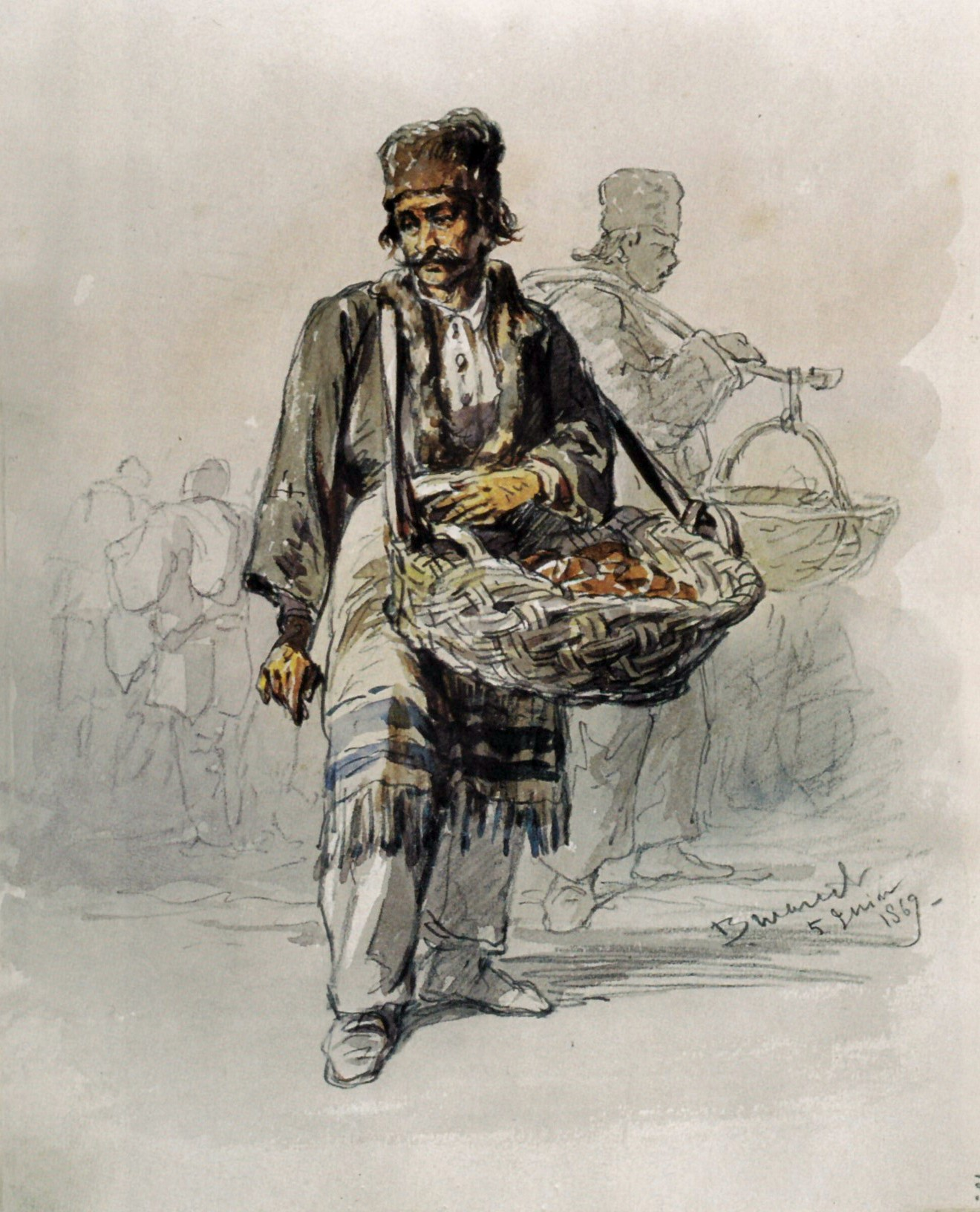
Negustor ambulant
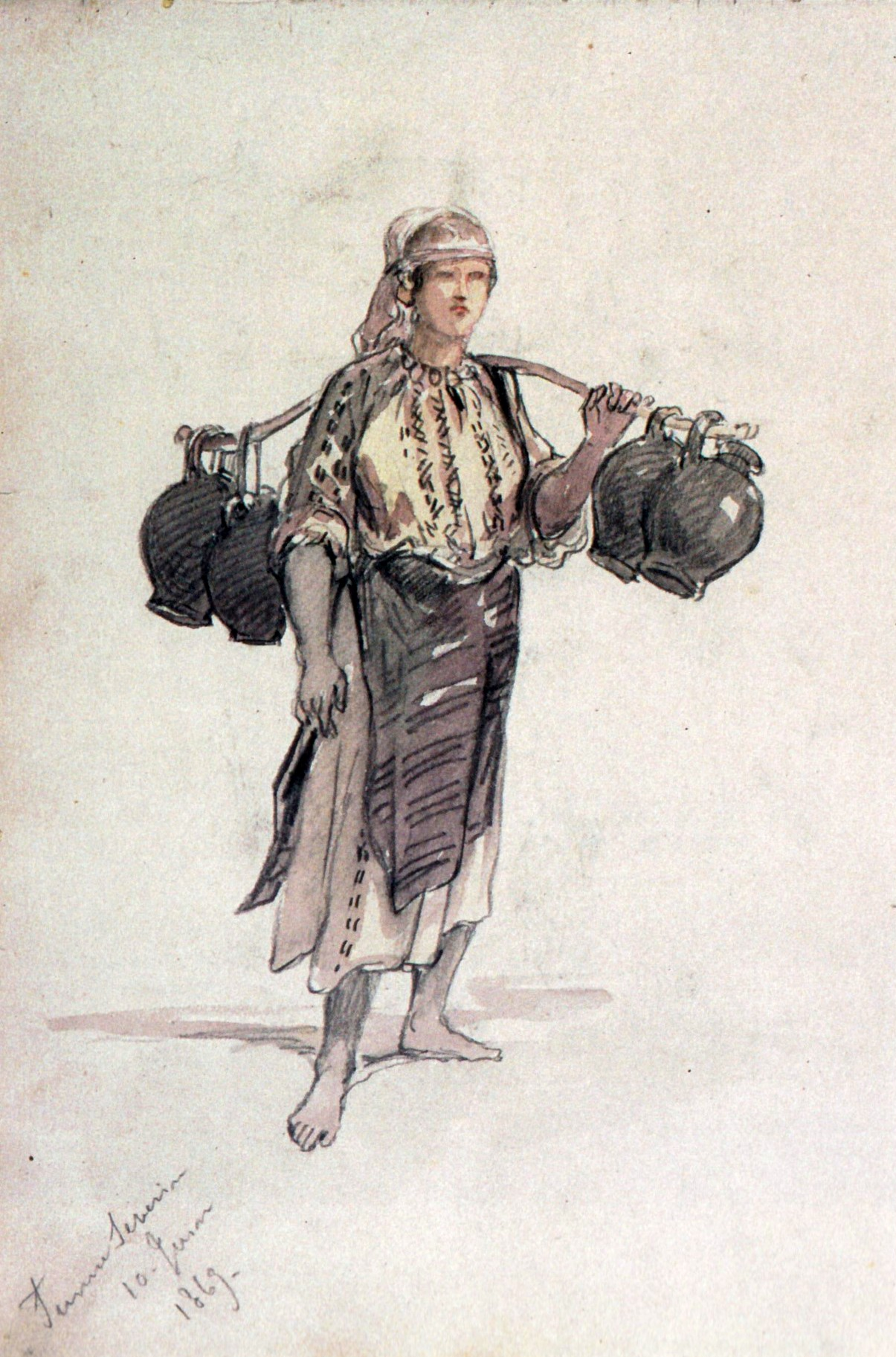
Țărancă de la Turnu Severin
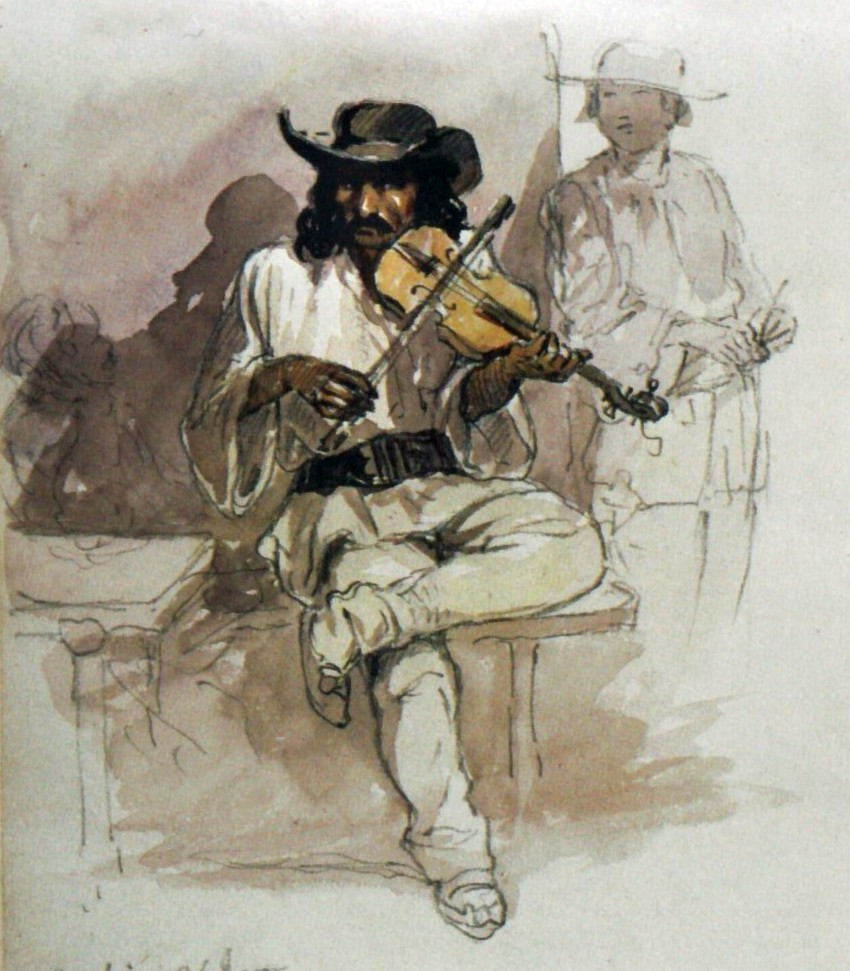
Scripcar
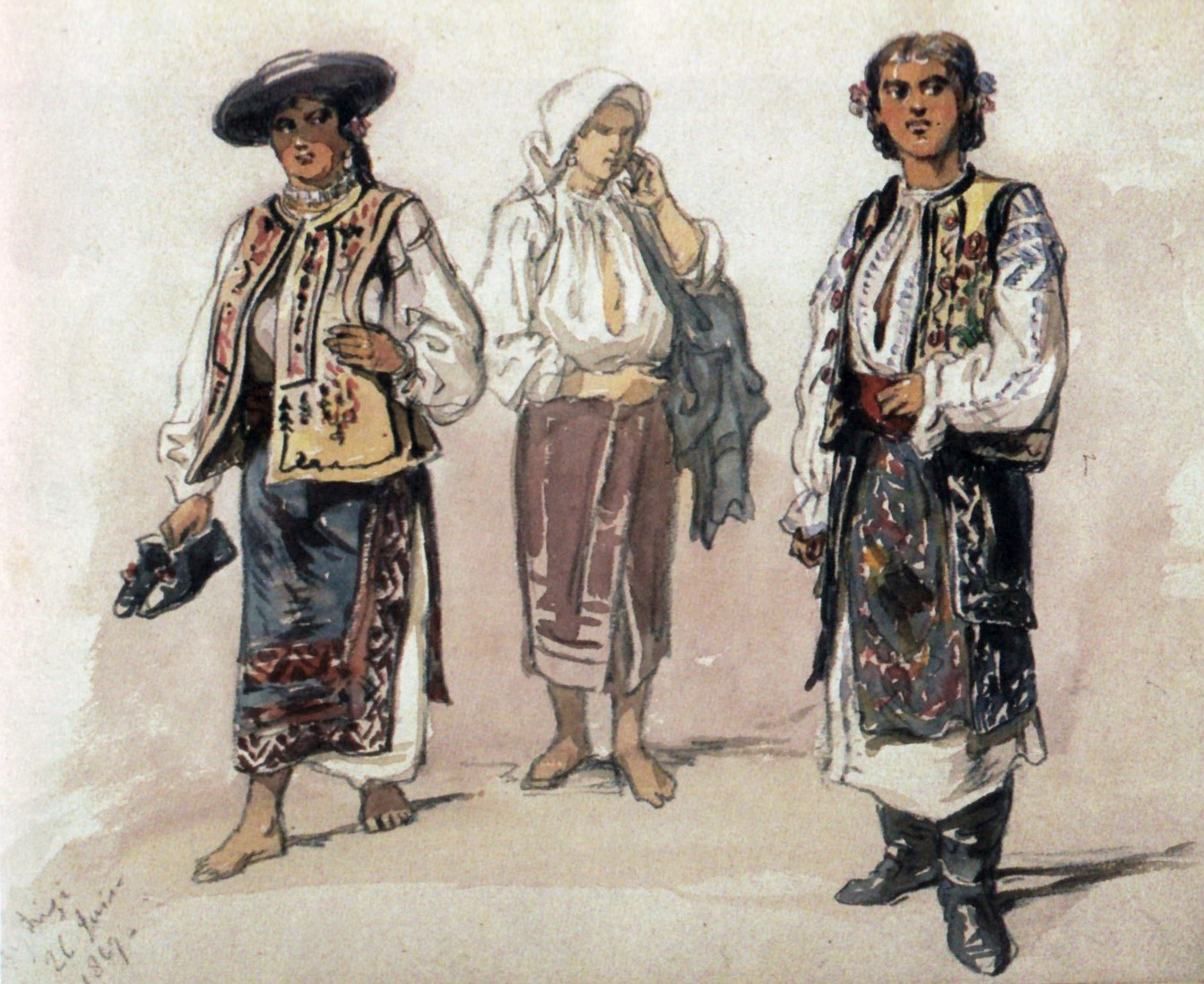
Țărănci tinere
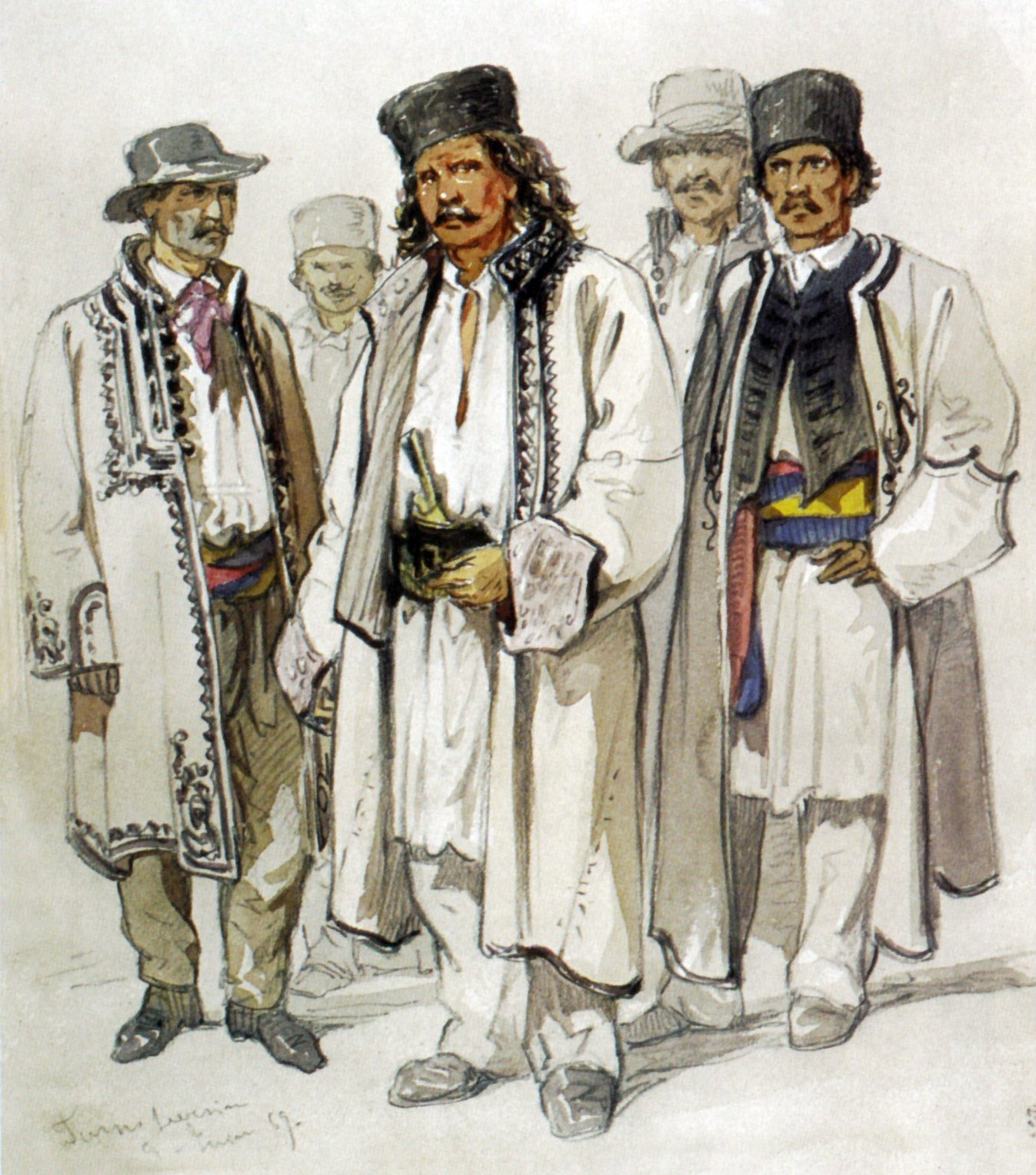
Țărani din Turnu Severin

După excursia din anul 1869 din România, contele Amedeo Preziosi s-a întors la Istanbul. Din ultimii ani din viața sa nu se cunosc prea multe detalii. Adrian-Silvan Ionescu a presupus că acesta și-ar fi continuat activitatea la fel ca și până atunci, cu toate că o dată cu perfecționarea artei fotografice clientela a scăzut. Odată cu modernizarea și treptata sa europenizare, Orientul și-a pierdut marele interes turistic.
În data de 27 septembrie 1882, Preziosi a participat la o partidă de vânătoare și ca urmare a unei descărcări accidentale a armei sale s-a rănit mortal. A fost înmormântat în localitatea Yeșilköy în cimitirul catolic, locul de veci fiind străjuit de o lespede de marmură.

### Colaborări
Artistul maltez a colaborat sporadic la presa ilustrată din Europa, furnizând informatii de actualitate din Imperiul Semilunei. Astfel, în data de 16 iulie 1859, a apărut în revista „The Illustrated London News” o xilogravură cu banchetul pe care ambasada britanică l-a dat în cinstea celebrării zilei de naștere a Reginei Victoria. Cronicarul a menționat că opera era „... dintr-un desen al lui M. Preziosi, artistul bine-cunoscut al subiectelor orientale (from a drawing by M. Preziosi, the well-known artist of Oriental subjects)”.
În data de 2 iulie 1870, după douăzeci și unu de ani, aceeași revistă i-a adus lui Preziosi comentarii laudative, publicându-i o lucrare ce înfățișa ruinele rămase la Constantinopol ca urmare a unui mare incendiu ce mistuise o parte a marii capitale orientale: „... Dintr-o schiță a lui M. Preziosi, un artist consacrat și binecunoscut tuturor locuitorilor și vizitatorilor din acel oraș (From a sketch by M. Preziosi, an accomplished artist well known to all residents and visitors in that city)”.
Cu ocazia deschiderii Expoziției Universale de la Constantinopol din anul 1863, Preziosi și-a trimis desenele pentru a fi publicate la revista pariziană Le Monde Illustré. Ele au fost prezentate în două numere succesive cu titlurile Ouverture de l'Exposition Universelle de Constantinopole și Vitrine contenent les joyaux de prix et diamants de la Couronne. Numele artistului a fost tipărit în mod eronat când Preziozi în primul, când Preciozi în al doilea.

## Opera
Prin calitățiile cromatice și compoziționale pe care le-a etalat în opera sa, Amedeo Preziosi și-a creat un stil inconfundabil, valoros și plin de personalitate, relevând o cantitate spectaculoasă de informații ce caracterizează locurile pe care le-a vizitat. Preziosi vorbea cu mare ușurință limba franceză, italiană, greacă, engleză și turcă. Curtenitor, manierat, frumos și elegant, el a devenit o personalitate atât în cartierul european al Istanbulului, cât și în Europa. Charles Baudelaire i-a cunoscut opera și i-a comparat creațiile sale cu cele ale reporterului de front Constantin Guys. Acesta din urmă a fost un prieten apropiat al lui Preziosi.

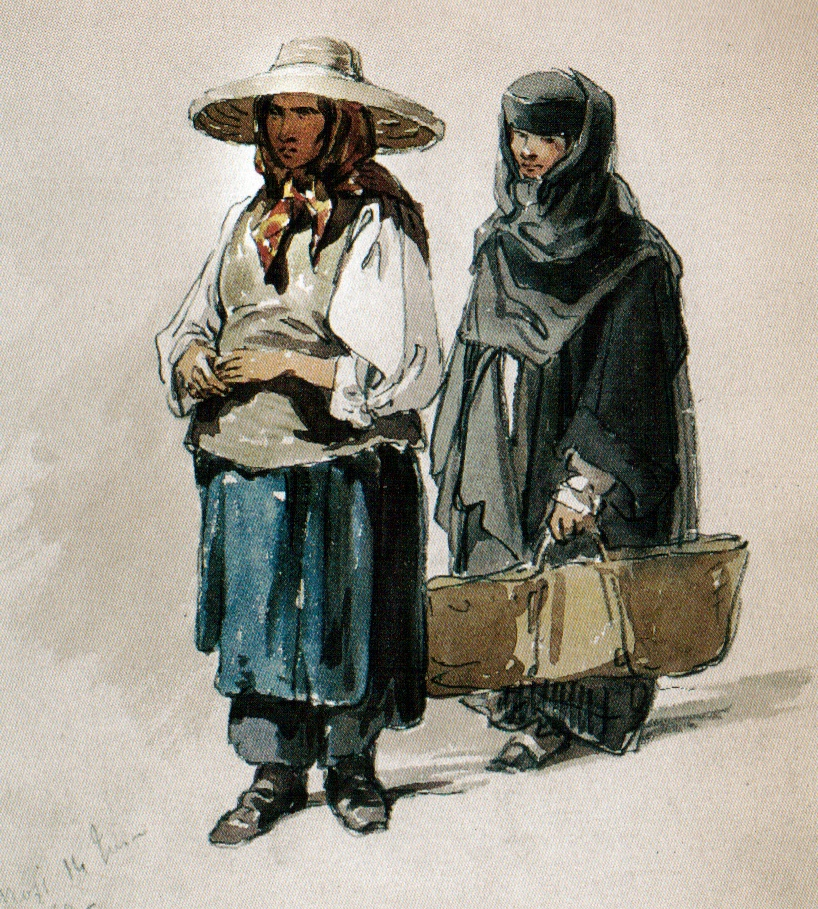
Țărancă și călugăriță la Târgul Moșilor - 14 June 1869

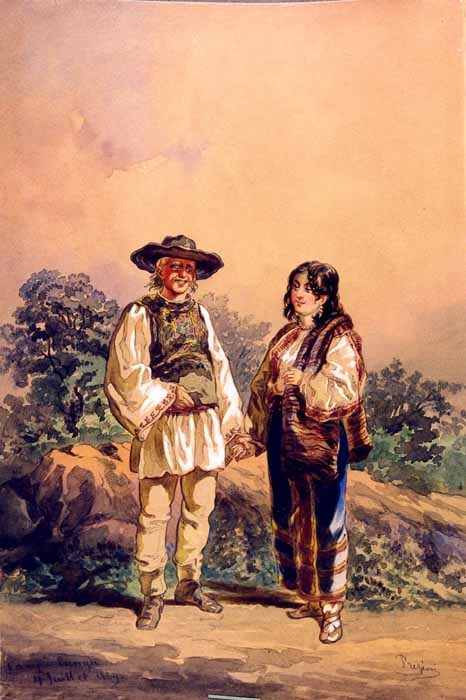
Țărani din Câmpulung Muscel

Pe vremea studiilor artistului maltez la Paris (1834-1835) la École nationale supérieure des beaux-arts, atmosfera era dominată de neoclasicismul promovat de Ingres. Tinerii erau însă atrași de noua modalitate de expresie susținută de Delacroix. Romantismul reprezentat de Delacroix l-a influențat și pe Amadeo Preziosi, fapt pentru care demersul său spre tematica orientală l-a împins să se stabilească la Constantinopole pentru întreaga sa viață. Experiența romantică transpare în opera lui Preziosi cu o prea slabă  intensitate atât prin concepția culorii, cât și prin alegerea subiectului.
Cum la Paris existau deja pictori adepți ai plein-airismului, Preziosi s-a simțit mai apropiat de aceștia decât de exegeții Academiei de Arte. Dovada acestei afirmații constă în peisajele pe care maltezul le-a făcut pe malul Dunării cu ceruri imense și nori plumburii, vederile panoramice cu orizonturi joase sau colțurile de natură din mai toate compozițiile sale.
O analiză aprofundată a operei lui Preziosi relevă nu numai o valoare artistică incontestabilă, ci și una de fond documentar al acelei epoci. Se constată repeziciunea de lucru a maltezului care avea un ochi experimentat capabil să desprindă din noianul de  tipuri și modele care i-au stat în față, pe cele mai relevante și mai caracteristice. Observând schițele sale se vede și o îndemânare care presupunea fără îndoială și un timp îndelungat de exercițiu.
În al doilea rând, criticul de artă a observat modul de punere în pagină a compozițiilor. Din acest punct de vedere, este evident că artistul știa să se posteze într-un anumit punct care-i permitea să redea panoramic tot ceea ce vedea, concepând într-un mod apropiat de ideal, adâncimile compoziției, deci perspectiva, folosind de fiecare dată un orizont jos. Se constată și o caracteristică a lui îndreptată spre detaliu și pentru aspectele cerului integrat în orice lucrare. Astfel, el a folosit aspectele însorite, folosind totodată acoperirile cu intensitate diferită a luminii peste întreaga lume evocată. Ca atare, transpare în opera lui Preziosi studiile amănunțite pe care acesta le-a făcut asupra artei din marile muzee europene, olandeze sau flamande ale secolului al XVII-lea.
Într-un mod evident, opera lui Amedeo Preziosi amintește de pictorii de la Barbizon cu care maltezul a avut fără doar și poate multe afinități. Legătura sa cu romantismul este demascată de gustul pentru exotic, coloritul viu sau de apetența sa pentru modele culese din populația pestriță a bazarurilor orientale de unde-și alegea tipurile umane.

Tipuri orientale realizate de Amedeo Preziosi
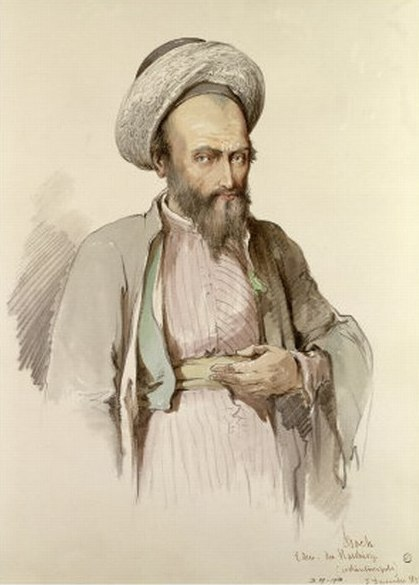
Issac
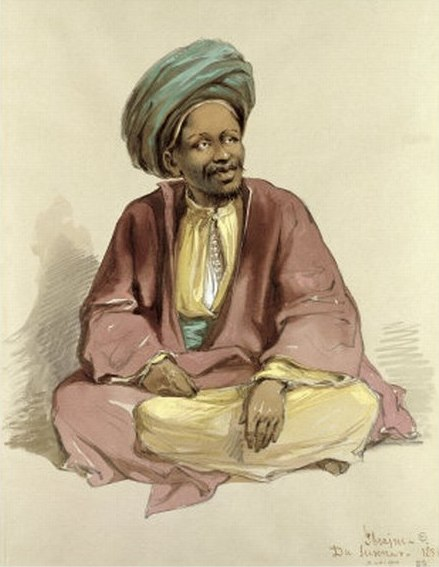
Ibrahim
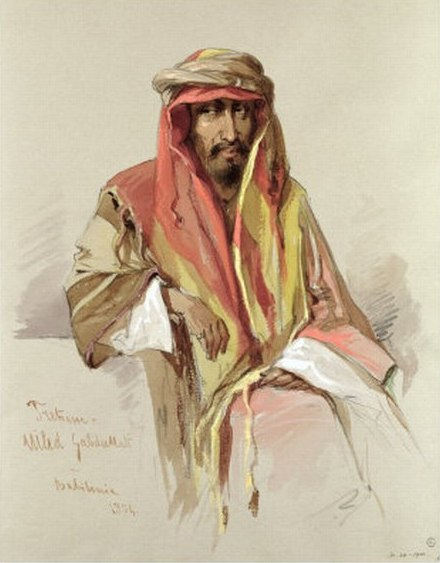
Trehem
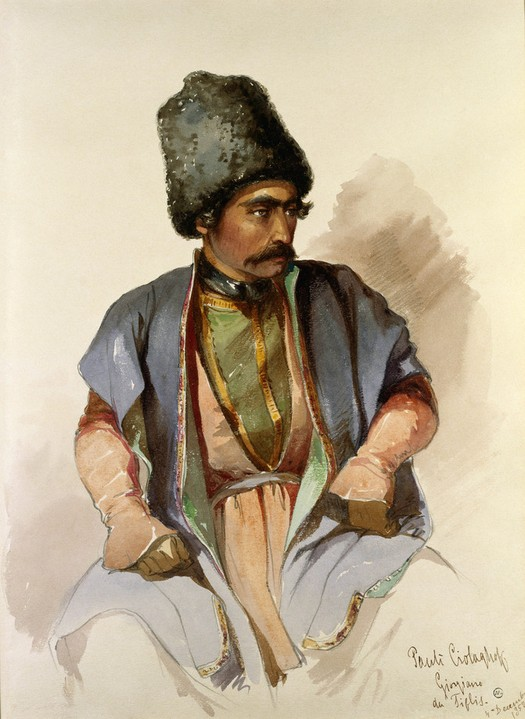
Paul
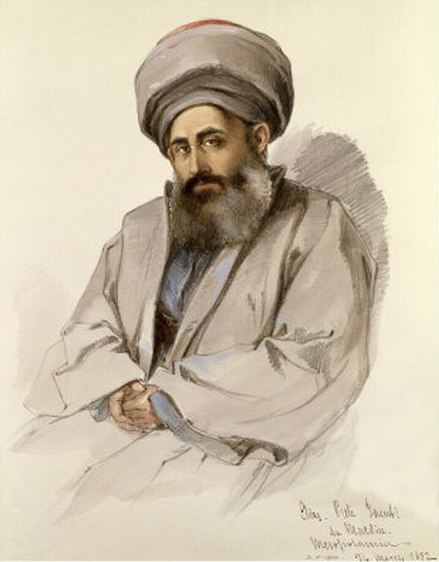
Elias
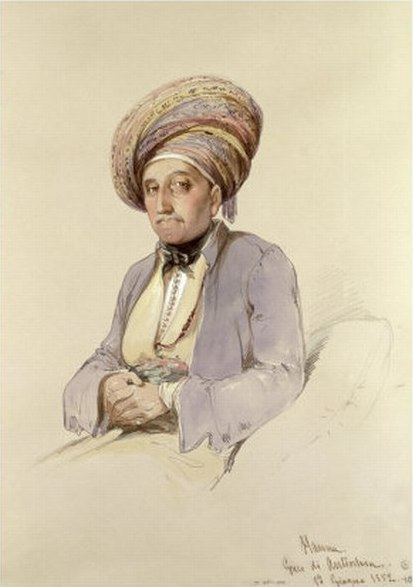
Hanna

- Abdullah
- Caucazian
- Hagiadur
- Derviș cerșetor
- Derviș din Bosnia
- Arnăut
- Arnăut

Schițele pe care le-a realizat în România au o valoare narativă incomparabilă prin comparație cu cele făcute pe alte meleaguri. Ele câștigă printr-un colorit variat și nuanțat, totul fiind susținut de o rețea de linii evocatoare și precise. Activitatea din România pare că l-a înscris într-o nouă etapă în cariera sa plastică. Toate lucrările sale din România sunt interesante prin inedit și autenticitate. Prin fazele diferite de execuție în care ele au rămas istoriei - unele doar începute, altele avansate, altele neterminate, ele permit istoricilor și criticilor de artă să facă o reconstituire a modului în care acesta a lucrat. Toate schițele și acuarelele sale arată istoricilor o persoană capabilă de o muncă febrilă, de maxim o oră, timp în care finaliza practic un tablou. El fixa pentru început orizontul, apoi schița cu creionul linii sinuoase, continui în funcție de necesități, adâncea execuția și o trimitea la ceea ce se numește astăzi o fotografie sepia, conturând pe loc spațiul și volumele. După ce termina acestă fază a realizării compoziției, Preziosi se lansa în migăloasa mucă a colorării planșei, aducând tonurile și nuanțele cele mai potrivite. În această a doua fază, maltezul făcea ca ființele și obiectele să se detașeze în relief prin diferențiere cu diluări sau intensificări de ton a volumelor. Faza a treia era cea a contrastelor și a accentelor ce dau naturalețe și voiciune lucrării. La Constantinopole fiind, relua în atelier temele schițate și făcea opere finisate care erau supuse mai apoi comercializării.

Tipuri orientale realizate de Amedeo Preziosi
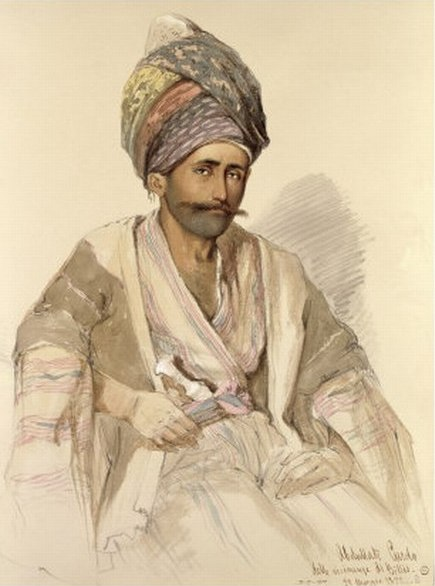
Abdullah
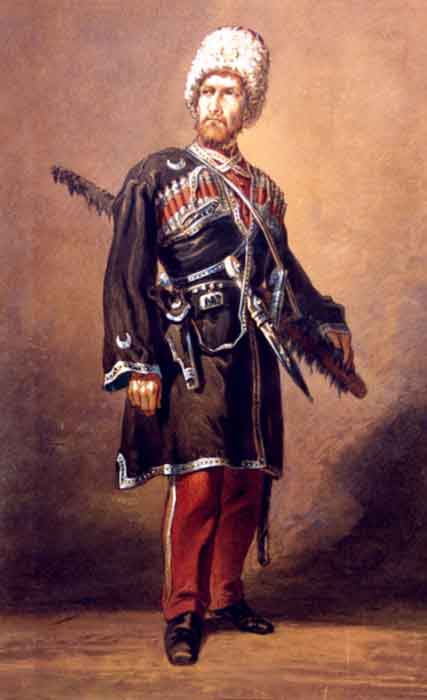
Caucazian
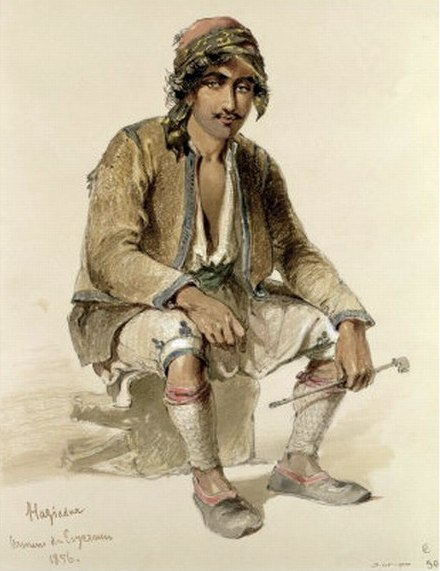
Hagiadur
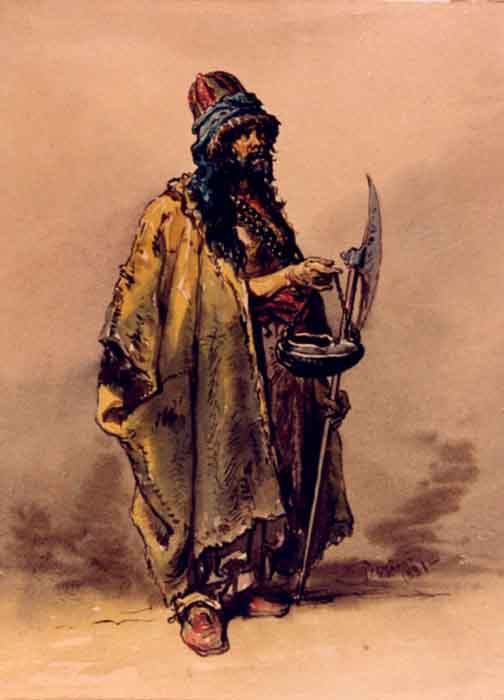
Derviș cerșetor
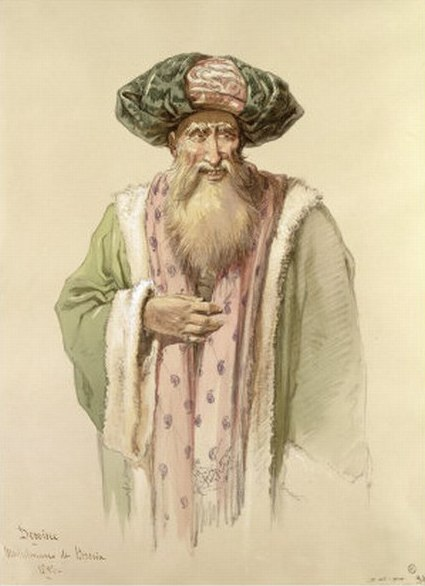
Derviș din Bosnia
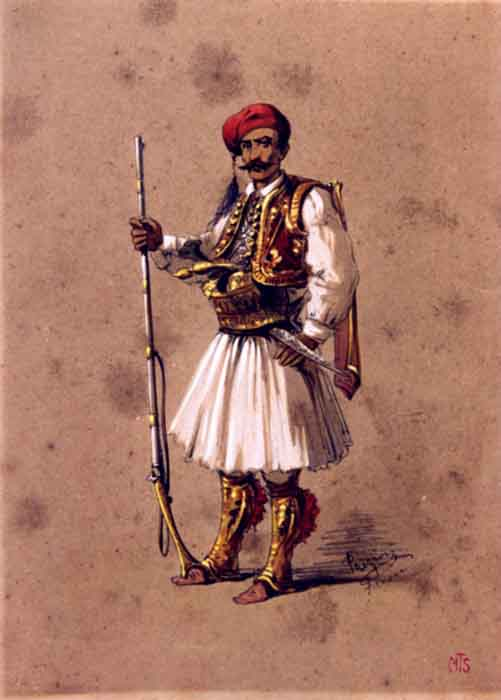
Arnăut
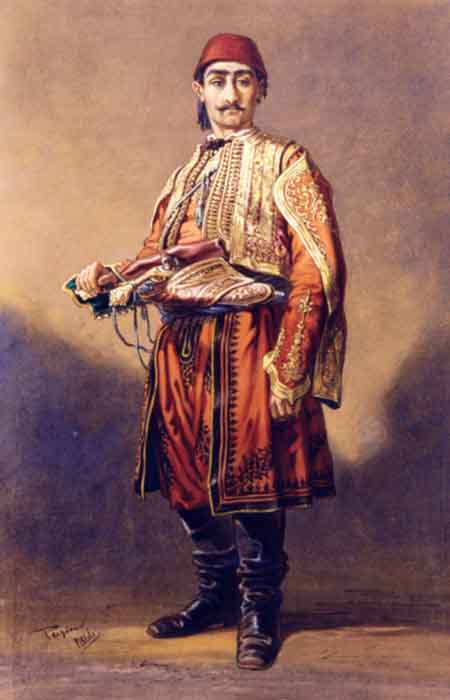
Arnăut

- Issac
- Ibrahim
- Trehem
- Paul
- Elias
- Hanna

Tematica maltezului se circumscrie pe dorința de a înfățișa personaje din locurile cele mai aglomerate. Interesant este că modelele create de Preziosi nu sunt niște imagini statice, ci reprezintă oameni în mișcare care-și etalează stările sufletești prin gesturi în locurile unde-și desfășoară activitatea și mai puțin prin stări emoționale vizibile fizionomic. Preziosi arată în opera sa o lume plină de modestie într-un cadru în care lumina se desfășoară într-o natură reală ce a devenit ea însăși un element de compoziție. În acest fel, opera artistului capătă o dimensiune lirică cu accente psihologice, totul ducând la final și la o abordare documentară de excepție. Elocvent este și faptul că Theodor Aman și alți artiști au preluat de la contele maltez horele de pe Argeș și costumele tradiționale. Această evidență confirmă de facto că Preziosi s-a orientat foarte bine în alegerea tematicii, tipurilor și modelelor.
În analiza operei lui Preziosi nu trebuie uitat că interesul pentru exotic și pitoresc era un trend al epocii și gustul lui nu putea face excepție acestor tendințe. Caracteristice sunt figurile schițate din porturile dunărene, ulițele prăfuite și pline de forfotă din Târgul Moșilor, Colentina cu apele revărsate, Dâmbovița cu o mulțime de oameni pe maluri, precum și bisericile bucureștene înfățișate nu ca monumente, ci ca edificii care însuflețesc compoziția.
Interesul pentru costume  apare în lucrările făcute la Horezu, în Argeș sau la Turnu-Severin.
Valoarea documentară și narativă a operei lui Amedeo Preziosi a dus la consacrarea sa, creațiile artistului fiind foarte apreciate de public și colecționari. El este un neoclasic ca desen și colorit și tendința de a surprinde în peisaj scene de măreție sobră îl apropie de romantici. Arta contelui maltez este legată fără tăgadă de viața ce se constituie într-un izvor documentar de prim ordin. Amedeo Preziosi a fost printre primii artiști care a folosit tehnica litografierii vernisate. El a fost inițiat în acest procedeu tehnic absolut nou în acea epocă de celebrul litograf francez Lemercier. 
| Lucrări realizate de Amedeo Preziosi identificate de Marin Nicolau-Golfin și publicate în biografia Preziosi, Editura Meridiane, București, 1976, pag. 38-46 |
| --- |
| - Bazar oriental, acuarelă cu colțurile ușor rotunjite sus, 0,468x0,644, semnat și datat Preziosi 1864 - Biblioteca Academiei - Portul Constantinopol, acuarelă, 0,380x0,580, semnat și datat Preziosi 1865 - Biblioteca Academiei - Arnăut, acuarelă, 0,653 x0,352, semnat și datat Preziosi, 1866 - Biblioteca Academiei - Caucazian, acuarelă, 0,553 x 0,337, semnat Preziosi - Biblioteca Academiei - Oriental în costum militar, acuarelă, 0,620x0,395, semnat și datat Preziosi, 1866. - Oriental, acuarelă, 0,558x0,355, semnat și datat, Preziosi 1866 - Piața din Constantinopole, acuarelă, 0,325x0,460, semnat și datat, Preziosi 1866 - Piață din Constantinopole, acuarelă, 0,330x0,456, semnat Preziosi. - Bazar, acuarelă, format oval, 0,622x0,482, semnat și datat, Constantinopole par Preziosi, 1868 - Biblioteca Academiei - Interior de cafenea în Orient, acuarelă, 0,278 x 0,358 - Biblioteca Academiei - Grup de orientali, acuarelă, 0,455x0,318, semnat și datat Preziosi 1868 - Biblioteca Academiei - Țărani la cosit, acuarelă, 0,412x0,35, semnat și datat Preziosi 1868 - Biblioteca Academiei - Grup de țărani în repaos lucrul lor, 0,510x0,390, semnat și datat Preziosi 1868, Muzeul Peleș, Sinaia - Grup de țarani, acuarelă, 0.410x0,600, semnat și datat Preziosi 1868, semnat în volumul „Preziosi", 1935, București, Colectia „Apollo", de Al. Busuioceanu - Dâmbovița la Radu Vodă, acuarelă, 0,348 x 0,532, semnat și datat Preziosi, Radu Vodă, 29 iunie 1858 - Biblioteca Academiei - Târg în Obor, acuarelă, 0,480x0,730, semnat Preziosi Obor 30 juin 1868 - Biblioteca Academiei - Surugii, acuarelă, 0,510 x0,360, semnat Preziosi, Obor 30 juin 1868 - Biblioteca Academiei - Vedere a Bucureștiului de la Filaret, acuarelă, 0,504x0,856 semnată: Filoretti, juillet 1868 - Biblioteca Academiei - Peisaj de la marginea oroșului București. acuarelă, 0,293 x0,475, semnat: Vue generale de Bucarest, de Filaretti, 1 juiliet 1868 Preziosi - Biblioteca Academiei - Piață în fața turnului Bărăției, acuarelă, 0,345x 0,510, semnat: Beuretio, Preziosi, București, 2 juillet 1868 - Biblioteca Academiei - Intrarea la biserica din Vălenii de Munte, creion, 0,302 x0,454, semnat: Intrar am biserica Valeni de Munte, 3 juillet, Preziosi Roumanie, 1868 - Muzeul de Istorie al României - Întoarcerea de la Târgul din Buzău, acuarelă, 0,444x0,710, semnat, Le retour de la foire Budzeu, Preziosi, 5 juillet, 1868 - Biblioteca Academiei - Târgul Dragaica la Buzău, acuarelă, 0,465x0,640, semnat Budzeu 5 juillet 1868, menționat în amintitul studiu despre Preziosi. - Mănăstirea Sf. Gheorghe la Buzău, acuarelă, 0,422 x 0,600 semnat Preziosi, St. Georges, 1868, 7 juillet, Muzeul Peleș, Sinaia - Grup de călători în Carpați, acuarelă, 0,645 x0,465, semnat, Preziosi, Carpatzi, 7 juillet 1868, Muzeul Peleș, Sinaia - Recepție la Slănic-Prahova, 0,430x0,640, semnat Preziosi Slănicu, 9 juillet, 1868, Muzeul Peleș, Sinaia - Valea Prahovei, acuarelă, 0,430 x 0,582, semnat Preziosi, Prahova, 10 juillet 1868 - Biblioteca Academiei - Biserica Măgureanu, acuarelă, 0,346x0,523, semnat Preziosi Magoreli, 14 juillet 1868 - Biblioteca Academiei - Vederea Dâmboviței la București, acuarelă 0,354 x 0,500, semnat Preziosi, 15 juillet 1868, „Dâmbovitza apo dulci" - Muzeul de Istorie al României - Dâmbovița la București, acuarelă, 0,360 x 0,530 semnat Preziosi, Bucarest, 15 juillet, 1868, Dâmbovitza - Biblioteca Academiei - Persoană în caleașcă la Cotroceni, acuarelă, 0,465 x0,685, semnat Cotroceni 1868, 20 juillet, Muzeul Peleș, Sinaia - București, vedere din turnul Colței, desenat în culoare de apă 0,315x x0,520, semnat București, 22 juillet 1868, Preziosi - Muzeul Național de Artă al României - Biserica Sf. Ioan cel Nou din București, acuarelă, 0,355x 0,535, semnat Preziosi, Bukarest, 22 juillet 1868, Muzeul Peleș, Sinaia - Palatul de la Cotroceni, 0,350 x 0,550, desen în creion datat Cotroceni, 23 juillet 1868 - Muzeul de Istorie al României - Biserica Stavropoleos, acuarelă, 0,439 x 0,636, semnat Stavropoleos Preziosi , București, 24 juillet, 1868 - Biblioteca Academiei - Piața din București, acuarelă, 0,445x0,600, semnată și datată Preziosi, Bucarest, 27 juillet 1868, Muzeul Peleș, Sinaia |

### Încadrare în epocă
Artistul Amedeo Preziosi a găsit la București o atmosferă foarte variată. Aici se practica fresca, dar pictura în ulei începea să se facă simțită. Pe timpul Revoluției din anul 1848, pictura laică a făcut progrese vizibile. Pictorii și sculptorii din acea vreme s-au situat la un nivel superior în ceea ce privește preocuparea lor pentru a ține ritmul actualității evenimentelor istorice la care au luat parte, ținând cont și de Unirea Principatelor Române și de domnia lui Alexandru Ioan Cuza. Relevanți pentru acea epocă au fost Ion Negulici, Barbu Iscovescu, Constantin Daniel Rosenthal, Constantin Lecca, Theodor Aman, Carol Popp de Szathmari, etc. Realizările lor au fost conforme cu aspirațiile epocii, ei realizând figuri de voievozi și eroi din României, au publicat gravuri și litografii cu tematică patriotică și au înfățișat țărani în portul lor tradițional.
În ce privește peisajul, se poate constata o mare rămânere în urmă cu toate că în Moldova s-a remarcat Gheorghe Asachi și în Muntenia, Ion Negulici a înfățișat un peisaj din Câmpulung Muscel. Pictura de gen a  a început, practic, cu  lucrarea intitulată La fântână a lui Constantin Daneil Rosenthal. Presa umoristică bucureșteană și-a asumat reflectarea aspirațiilor românești. Colaboratorii plastici au caricaturizat metehnele epocii, afacerismul politicienilor și demagogia parlamentară. Din toate aceste motive, la București exista un fel de stabiliment de artă grafică care completa cu succes articolele din ziare și din numeroasele foi volante mult gustate de marele public cititor de știri diverse.
Pe plan extern, la cancelariile diplomatice europene exista un permanent interes pentru țările române în principal datorită poziției lor geografice și politice, cât și pentru faptul că românii duceau o luptă pentru cucerirea independenței. De aceea, în perioada de mari frământări și aspirații naționale dintre anii 1821 și 1877, cercetătorii de istoria artei au constatat un aflux important de artiști occidentali care s-au perindat prin spațiul românesc. În categoria acestora se încadrează și Amedeo Preziosi.

Peregrini prin România secolului al XIX-lea
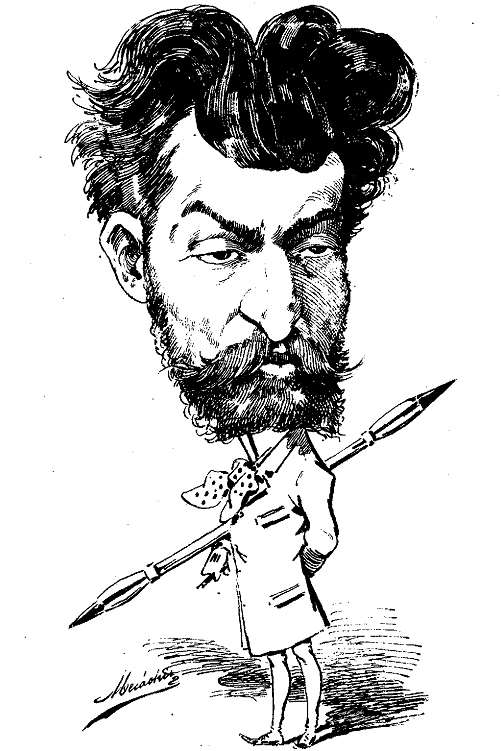
José Luis Pellicer
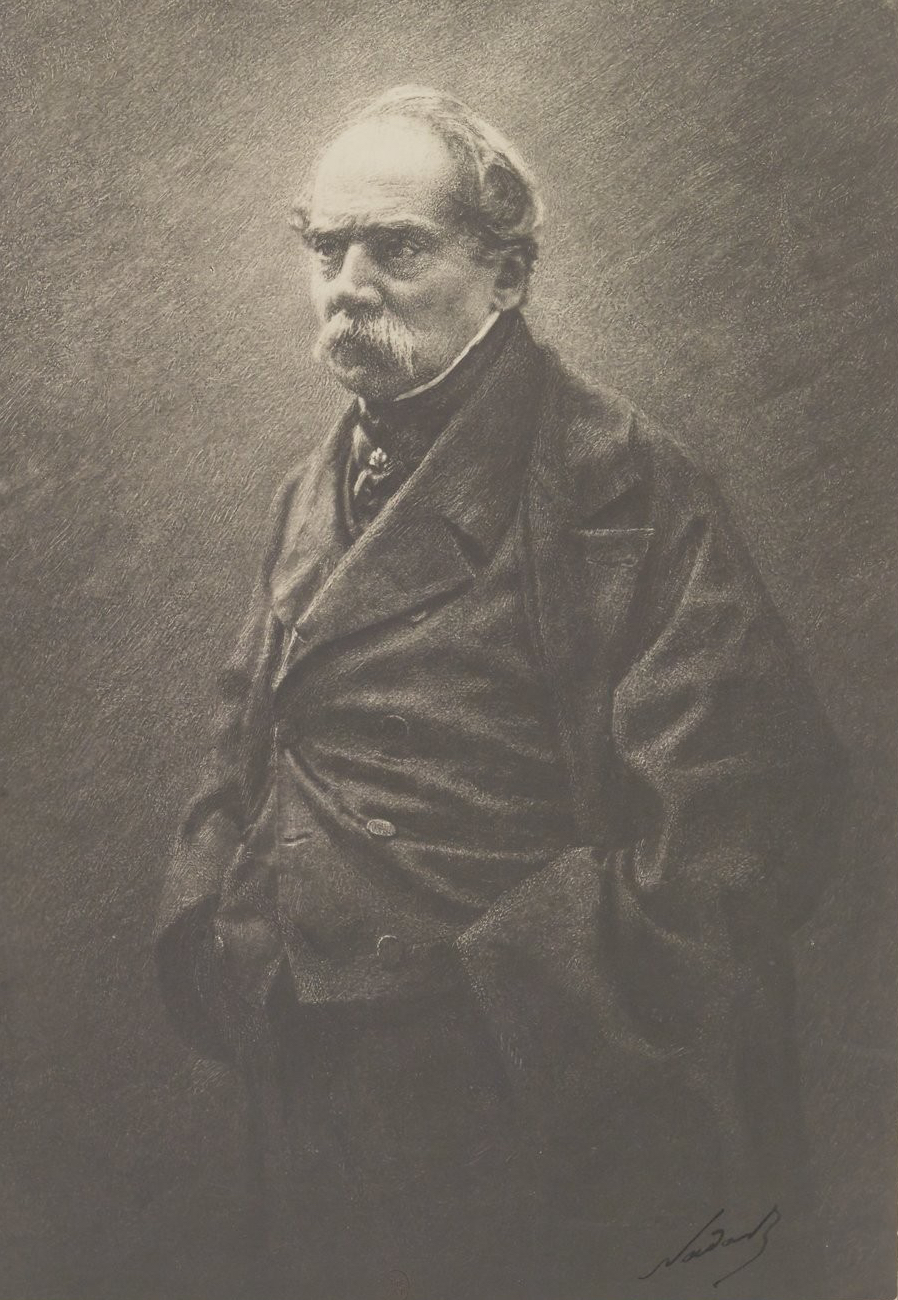
Constantin Guys
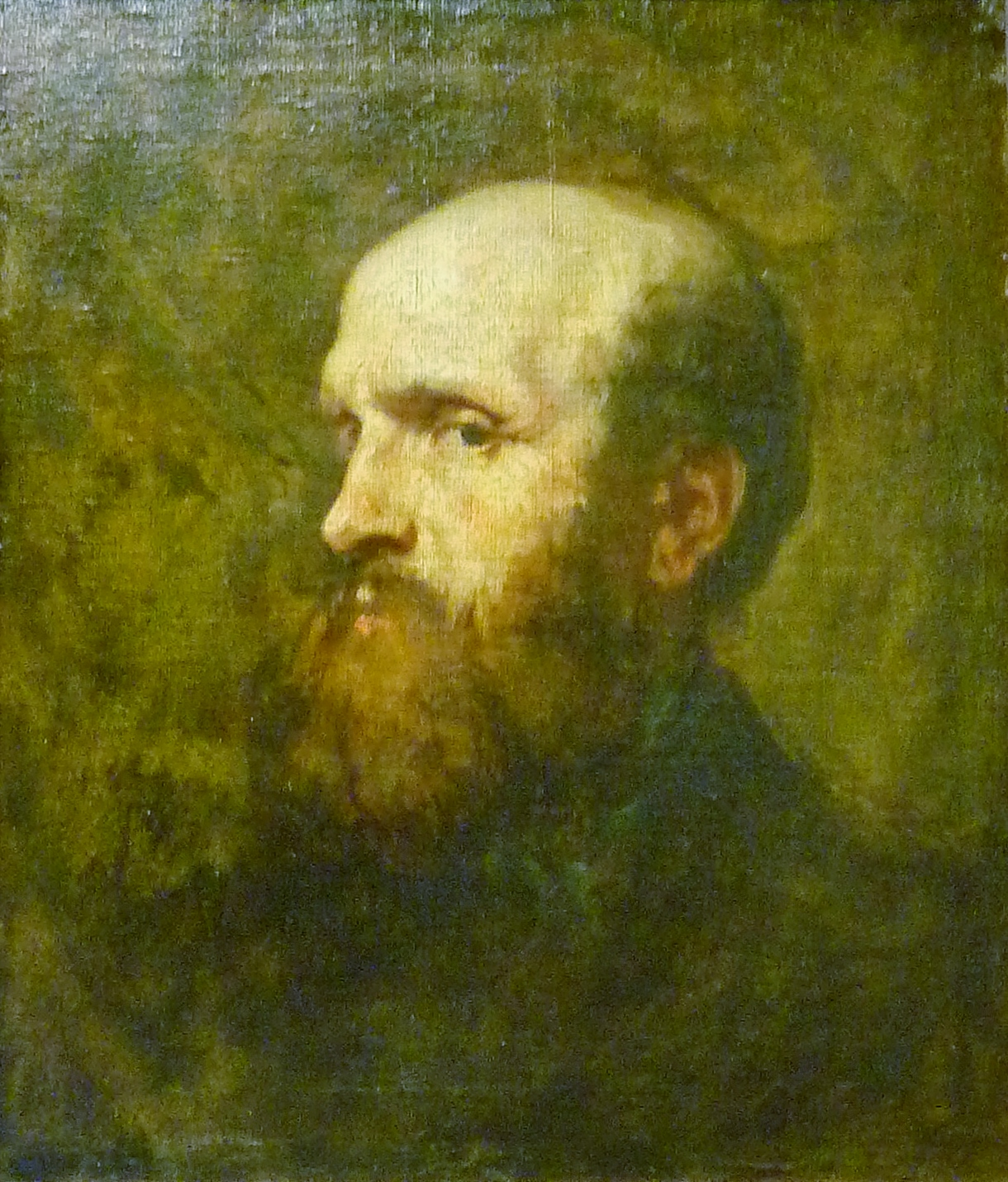
Michel Bouquet
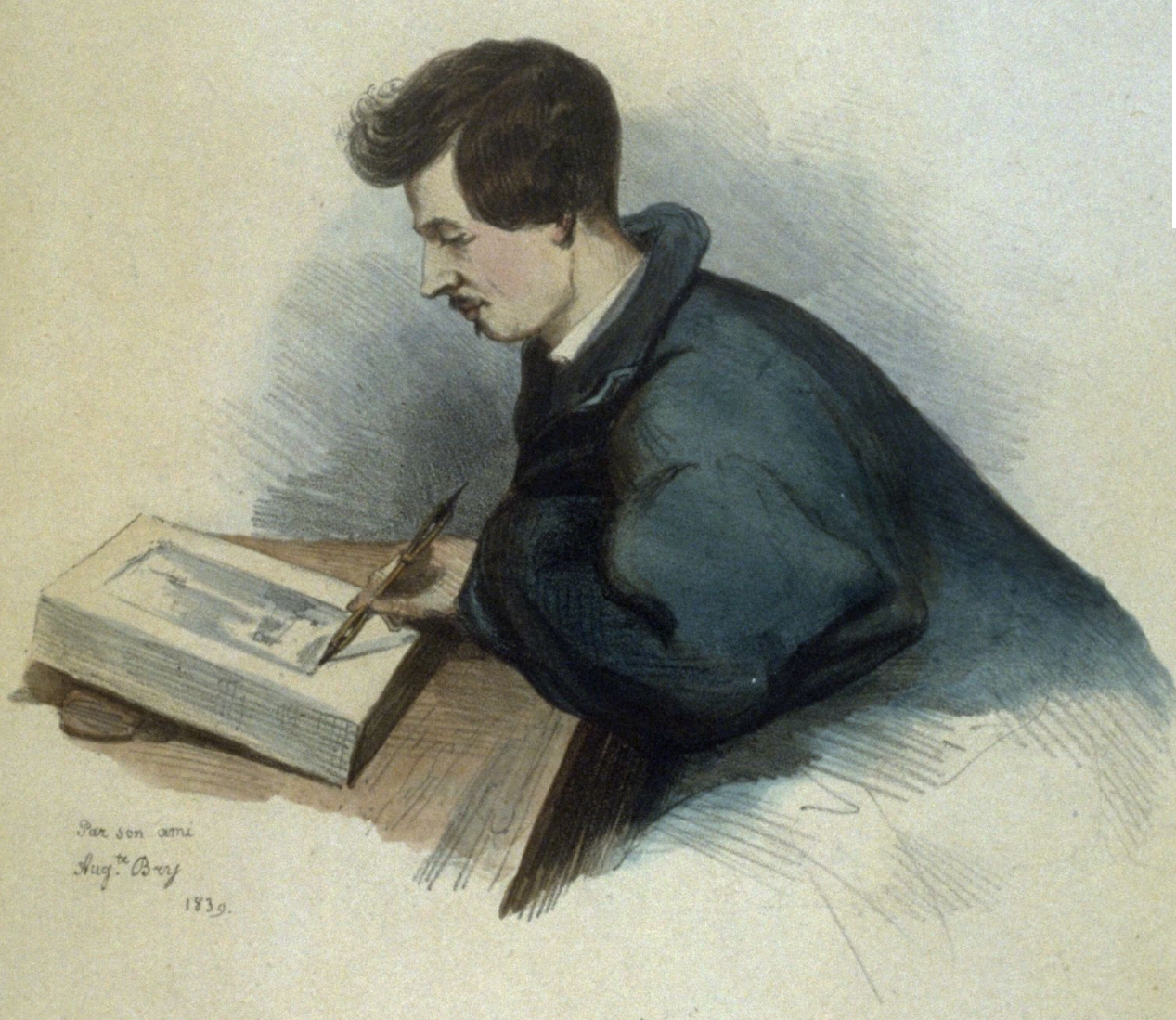
Auguste Raffet
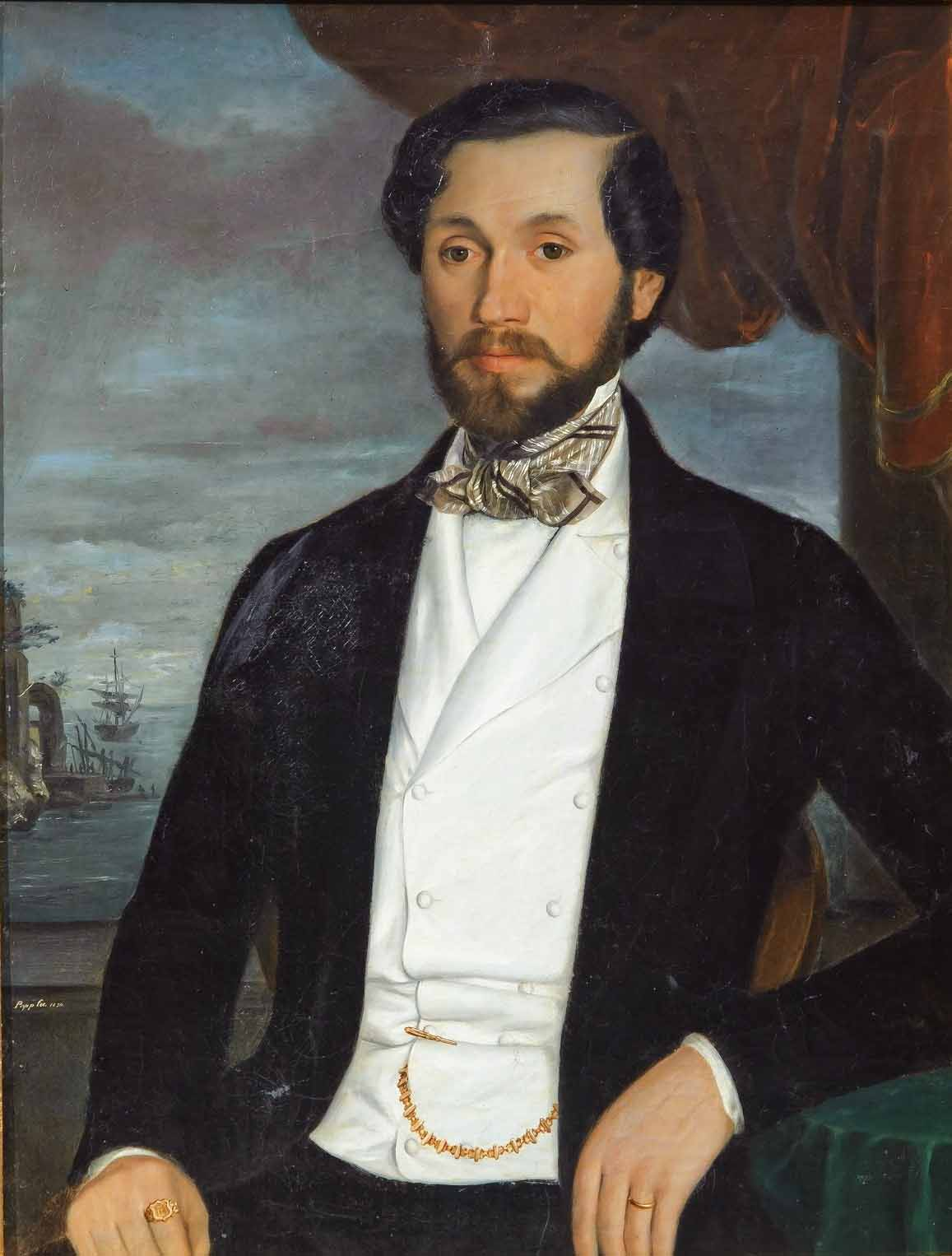
Carol Popp de Szathmari

Amedeo Preziosi a fost unul dintre cei mai remarcabili artiști plastici ai secolului al XIX-lea. Personalitate misterioasă și singulară, el s-a dedicat portretelor din zone exotice. Atras ca mulți alții de mirajul Orientului, el a făcut parte dintr-un grup de peregrini ce erau interesați de tipurile umane ale ținuturilor răsăritene. A fost contemporan cu mulți documentariști celebri ai epocii, așa cum au fost: Charles Doussault (1814-1880), Michel Bouquet (1807-1888), Auguste Raffet (1804-1860), Théodore Valerio (1819- 1879), Emil Volkers (1831-1905), Henric Trenk (1818-1892), Auguste Lancelot (1827-1894), Franz Xavier Knapp (1809-1883), Carol Popp de Szathmári (1812-1887), precum și cu reporterii din Războiul Crimeii și ai Războiului ruso-turc din anii 1877 - 1878: Constantin Guys (1803- 1892), Auguste Lancon (1836-1887), Dick de Lonlay (1846-1893), Adolf Schreyer (1828-1899), Johann Nepomuk Schönberg (1838- 1913), Landislaus Eugen Petrovits (1839-1907), Josep Lluís Pellicer (1842-1901) și Themistocles von Eckenbrecher. Toți aceștia au călătorit prin ținuturile românești pe care le-au imortalizat în opere perene.

### Redescoperirea operei
Dacă prin prezența sa la expozițiile care se făceau în acea epocă și prin publicarea operelor sale în presa ilustrată a timpului, era un artist căutat și foarte apreciat, o dată cu trecerea în neființă, Preziosi a fost dat uitării. Au rămas trecerii timpului în colecția principelui Carol I de Hohenzollern-Sigmarinen o serie de acuarele. Așa cum a amintit Ulysse de Marsillac în Ghidul călătorului la București, acestea erau expuse în salonul albastru din palatul domnitorului de la București. De-a lungul vremii prin schimbarea gustului față de artă și prin decesul Regelui Carol I din anul 1914, interioarele palatului au fost redecorate și remobilate urmând noile stiluri artistice apărute la începutul secolului al XX-lea. Colecția regală de acuarele realizate de Amedeus Preziosi a fost depozitată departe de ochii noilor monarhi. Din această cauză, figura lui Preziosi a rămas practic necunoscută și învăluită în mister în timpul secolului al XX-lea. Atât publicul, cât și cercetătorii de artă nu-i cunoșteau prenumele, naționalitatea sau trăsăturile feței. Opera a fost cunoscută doar fragmentar numai de către cei care-i știau doar partea dedicată României sau de cei care știau doar de tematica orientală.
Redescoperirea operei lui Amadeo Preziosi a fost începută parțial în anul 1934 de către Alexandru Busuioceanu, cel care a publicat în cel dintâi număr al revistei Studii italiene un articol plin de pasiune și avânt, intitulat Acuarelele lui Preziosi. Articolul a fost ilustrat cu un număr de șaisprezece reproduceri în alb/negru de o foarte bună calitate. Busuioceanu a menționat și cele 41 de lucrări ce se aflau la acea dată în Colecția Regală. În continuare, autorul cronicii a propus tipărirea unui album care să conțină reproduceri ale tuturor lucrărilor lui Preziosi cunoscute de pe teritoriul României:
„... Astfel, pentru Bucureștii vechi mai cu seamă, ca și pentru aceste monumente, Preziosi e, într-adevăr, unul din ilustratorii cei mai importanți. Lucrările lui ar merita a fi reproduse într-un album unde, alături de acuarelele în același gen ale lui Szathmary (sic), sau de lucrările mai vechi ale unor Raffet, Doussault sau Bouquet, ar putea întocmi o imagine dintre cele mai fidele și nu lipsită și de interes artistic, a aspectelor românești atât de colorate din secolul trecut.”
----- Alexandru Busuioceanu: Acuarelele lui Preziosi, în Studii italiene nr.1/1934, pag. 15
Marin Nicolau-Golfin a publicat în anul 1976 un catalog care a cuprins 255 de poziții cu operele realizate de Amedeo Preziosi - acuarele, litografii și desene. Toate acestea erau semnate cu Preziosi și se aflau în colecțiile particulare și muzeele din România. Pe unele dintre ele nu le văzuse, ci avea doar informații că ar exista.
În anul 1935, Alexandru Busuioceanu a reluat articolul din anul precedent, publicându-l de această dată în limba franceză într-un mic album intitulat Apollo.
Anul 1935 a fost Anul Preziosi în România. Victor Brătulescu a scos albumul Vechi vederi bucureștene în care a reprodus (alb/negru) un număr de nouăsprezece lucrări din colecția Comisiunei Monumentelor Istorice. Autorul a povestit în acest album istoria unui caiet de schițe adus spre vânzare de un comerciant din Istanbul în anul 1925. Negustorul a prezentat caietul lui Nicolae Iorga care recunoscând marea valoare documentară a acestuia l-a recomandat spre achiziție Comisiunei Monumentelor Istorice și Bibliotecii Academiei Române. Instituțiile române neavând în acel an fonduri necesare unui astfel de demers, au respins oferta. Caietul a fost cumpărat în final de Constantin Argetoianu cu suma de 50.000 de lei.[A]
Alexandru Bădăuță a publicat pentru Luna Bucureștilor o mapă de planșe realizată după caietul lui Argetoianu. Tot pentru acest eveniment din anul 1935, s-a reconstituit în Parcul Carol un vechi cartier bucureștean populat cu personaje îmbrăcate în costume de epocă și au fost realizate zece diorame cu imagini de altădată. Baza documentară a  acelor diorame au fost acuarelele lui Preziosi.
În Occident, pentru prima oară, opera și personalitatea lui Amedeo Preziosi au făcut obiectul unei mari expoziții care s-a desfășurat în anul 1985 la Victoria and Albert Museum din Londra. Ca urmare a expoziției, s-a realizat un album biografic detaliat.
La sfârșitul secolului al XX-lea, cercetătorii maltezi și turci au început să acorde interes artistului Preziosi, cel care s-a consacrat prin imortalizarea frumuseților Orientului. Aceștia i-au dedicat câteva studii în media locală.

### Mapa „Costumes of Constantinople”
Cu bagajul de cunoștințe pe care Amedeo Preziosi le-a acumulat pe timpul studiilor sale la Paris, a plecat în Orient la Istanbul. Scrupulos din fire, el și-a datat toate lucrările pe care le-a făcut, menționând și subiectul sau locul. Prima grupare de schițe care au rămas posterității se găsește la British Museum în Mapa „Costumes of Constantinople”. Mapa fost datată în anul 1844 și conține „... figuri [care] sunt toate portrete desenate de Amedeo Preziosi, artist din Malta, locuind la Pera, la domnul Curzon”.[C]
Urmărind tematica din această mapă de lucrări, se poate observa că artistul a fost preocupat în principal de tipurile de oameni care populau în acele vremuri Imperiul Otoman. Studiind lurările, se constată că deși a înfățișat una sau două figuri, ambele sunt văzute în acțiune în ceea ce profesia lor este mai caracteristică. Totul nu face decât fixează și mai bine valoarea artistică și documentară a lor.
Lucrările albumului identificate de către Marin Nicolau-Golfin sunt: (1) Nobil turc bând cafea, (2) Doamnă din Turcia cu voal, (3) Doamnă din Turcia cu voal, (4) Negustor turc în costum vechi, (5) Turcoaică de la țară cu voal, (6) Ostași turci, (7) Turc din clasa mijlocie cu cvas, (8) Derviși din Pera dansând, (9) Derviși cerșetori, (10) Tătari din Turcia, (11) Cavaleri din nobilimea regiunii Iatzavasi, (12) Albanez, (13) Chei cu barcagii turci, (14) Comerciant ambulant persan la Kerman, (15) Georgian, (16) Circazian, (17) Doamna Guido însoțitoare a Lady-ei Canning, (18) Circazian, (19) Doamna Guido în costum circazian, (20) Armean din clasa mijlocie, (21) Armean giuvaergiu și argintar, (22) Marinar grec, (23) Tânără grecoaică din Pera, (24) Păstor bulgar, (25) Evreu negustor în costum vechi, (26) Evreică, (27) Sirian, (28) Egiptean, (29) Beduin arab în deșert, (30) Sclavă nubiană tânără.

### Albumul „Stamboul, Recollections of Eastern Life”
Amedeo Preziosi a editat în anul 1858 la Paris la Institutul de Arte Grafice Lemercier un album cromolitografiat intitulat Stamboul, Recollections of Eastern Life. Albumul a fost reeditat în anul 1861 în limba franceză cu titlul Stamboul, Souvenir d'Orient. Desenând singur pe piatră, Preziosi a experimentat noua tehnică care apăruse de vernisare a litografiei - oleografia. Albumul a fost comercializat ca planșe separate sau legat și a avut un mare succes de piață.
Albumul din 1858 a inclus mai multe lucrări realizate și datate de artist în anul 1857. Câteva exemplare ale acestui album se regăsesc astăzi în România la Muzeul de Artă al României, Biblioteca Academiei Române și la Muzeul Național de Istorie a României.

Motive orientale realizate de Amedeo Preziosi
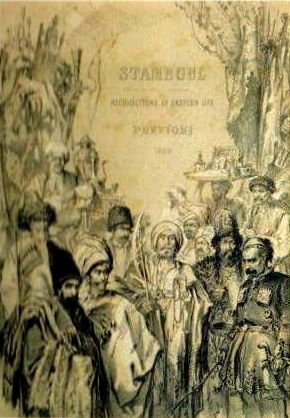
Pagina de titlu al albumului Stamboul, Recollection of Eastern Life
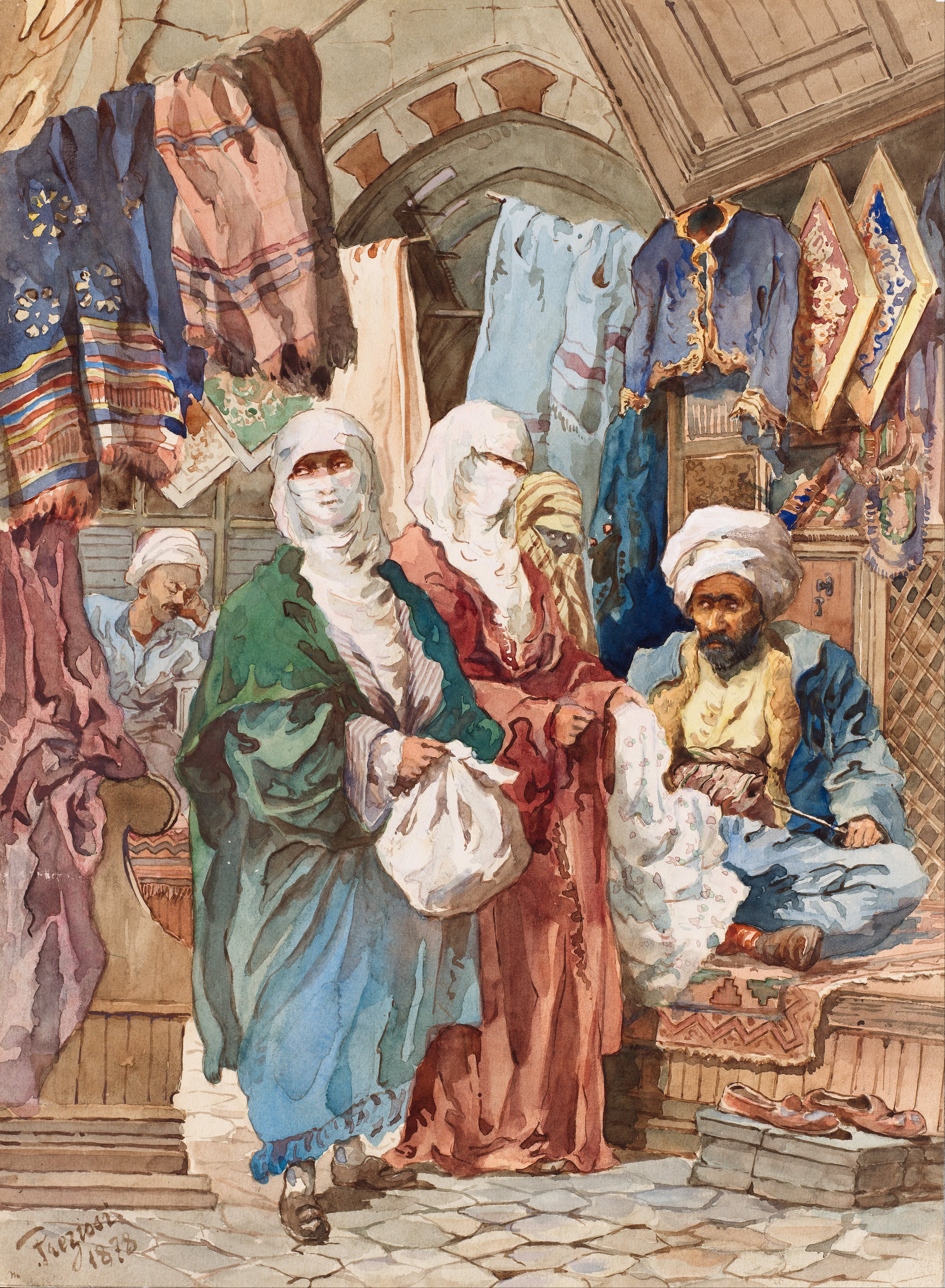
Negustor de mătase - o cromolithografie a acestei acuarele a apărut în capitolul „The Silk Bazaar” din albumul „Stamboul Souvenir d'Orient”

Amedeo Preziosi și-a ales tipurile umane din clasa săracă a orașului. Majoritatea sunt ființe calme ce par a avea mișcări lente, toate surprinse în ocupațiile lor fundamentale ce descriu un anume ritual. Datorită luminii specifice Orientului pe care a folosit-o, coloritul este ușor diluat. Artistul a căutat modele și subiecte cât mai atractive ce par a fi căzute într-un fel de reverie, fapt ce le face și mai atrăgătoare. Preziosi are în aceste lucrări o tendință ușoară de a idealiza, ceea ce-l face să redea o eleganță ce pare a fi căutată. Poate, această ultimă  constatare asupra operei sale poate fi pusă și pe seama dorinței artistului de a face cât mai multe litografii și a realiza produse pe gustul clientelei sale.
Albumul i-a adus lui Preziosi o consacrare în lumea specialiștilor și nu surprinde faptul că însuși Charles Baudelaire scriindu-i mamei sale în 15 decembrie 1859, a pomenit că „... Mi s-au dat gravuri superbe și acuarele magnifice. Aș putea să-mi împodobesc cu ele apartamentul. Sunt în acuarelă, - (opere ale unui om foarte bizar, prieten al lui Preziosi, dar mult superior acestuia), desene asupra vieții turcești, pe care le voi rezerva pentru tine.”
Lucrările albumului identificate de către Marin Nicolau-Golfin sunt: (1) Frontispiciu, (2) Vânători, (3) Cimitir, (4) Curtea sultanului Baiazid, (5) Bazar de mătăsuri, (6) Barcagii, (7) Negustor de dulciuri, (8) Prăvălii de droguri, (9) Albanezi, (10) Ceașcă de cafea, (11) Les eaux douces, (12) Țigani ursari, (13) Doamne turcoaice la plimbare, (14) Gardieni croați, (15) Derviși turneuri, (16) Hamali, (17) Interior de cafenea, (18) Corp de gardă, (19) Cafenea, (20) Vânzător de apă, (21) Scrib public, (22) Pilaf, (23) Derviși cerșetori, (24) Vânzător de pâine, (25) Bosforul, (26) Eunuc din serai, (27) Evrei, (28) Trăsură arabă, (29) Trăsură turcească.

### Albumul „Souvenir du Caïre”
Ca urmare a succesului pe care l-a avut cu albumul Stamboul, Recollections of Eastern Life, Preziosi a realizat în anul 1862 albumul intitulat Souvenir du Caïre care conținea schițele pe care le-a făcut într-o călătorie în Egipt. Albmul a fost dedicat „Excelenței Sale Domnului H.C. du Bois - trimis Extraordinar și Ministru Plenipotețiar al Majestății Sale Regelui Țărilor de Jos, pe lângă Curțile Turciei și Greciei”.
Făcând o comparație cu precedentul album publicat de Preziosi, se vede că artistul și-a lărgit tematica și a înfățișat scene din viața reală mult mai diverse și mai numeroase. Apar în album și monumentele militare ale Egiptului, ele fiind foarte apreciate în acele vremuri. Se vede că s-a păstrat calitatea execuției la un standard ridicat, dar prezentarea lasă de dorit în sensul că pe o singură pagină apar două sau chiar trei lucrări diferite de multe ori ca factură sau tematică. Acest fapt face ca să apară discordanța vizuală, fapt ce duce la distrugerea unitații planșelor. Studiind tematica se vede că Preziosi a stăruit și în acest album asupra oamenilor săraci care cu greu și-au câștigat existența.

Lucrări din albumul „Souvenir du Caïre”
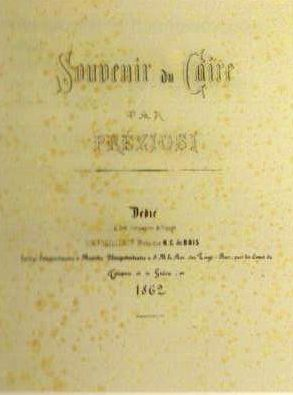
Pagina de titlu al albumului Souvenir du Caïre
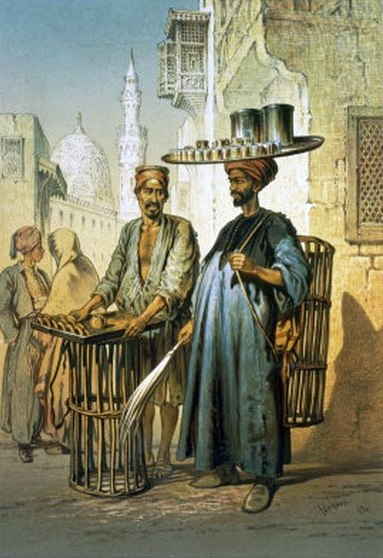
Vânzătorul de ceai
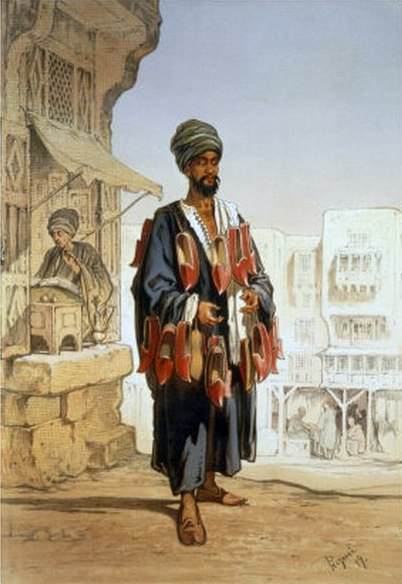
Vânzătorul de papuci
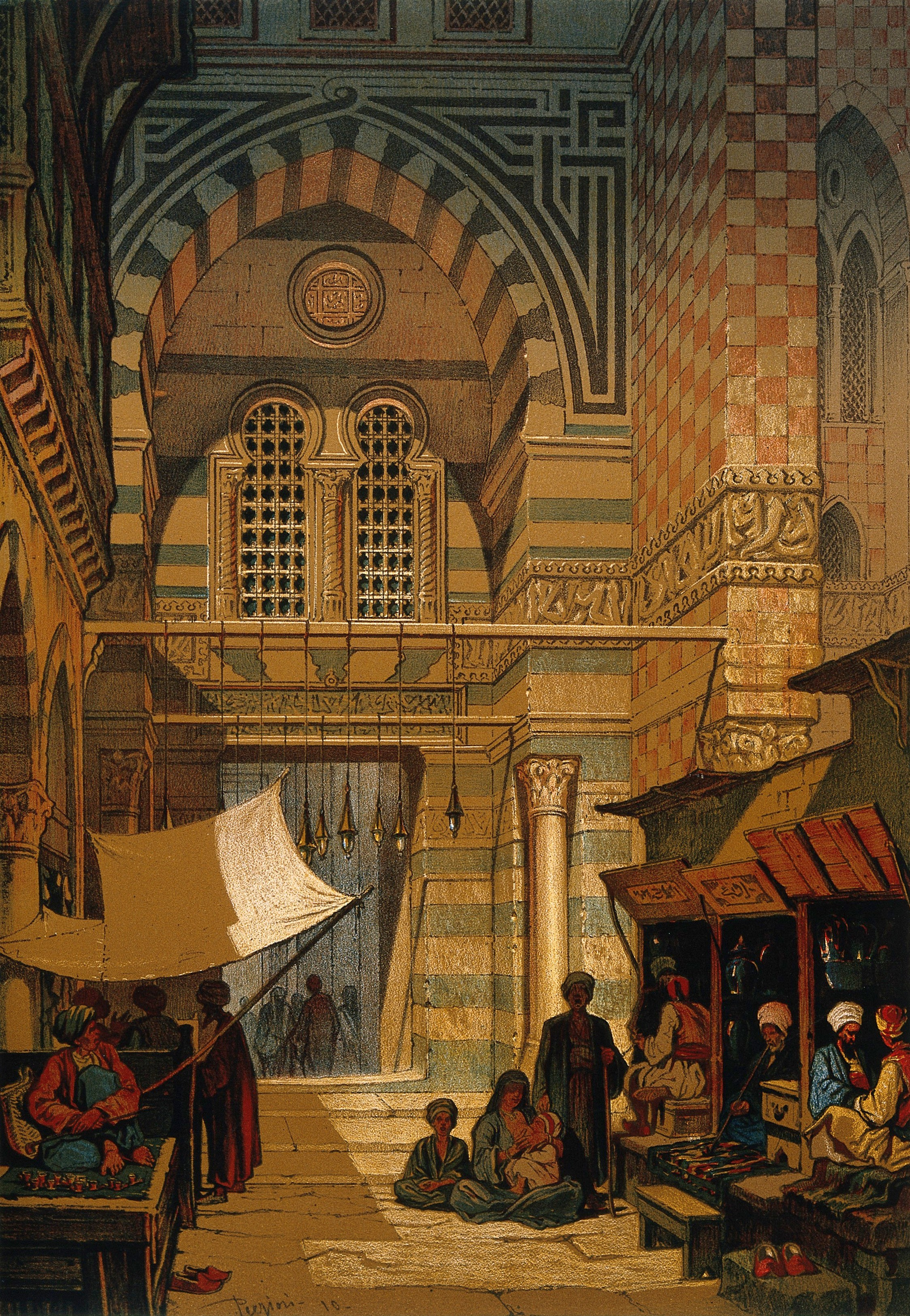
Magazine de comercianți de hașiș pe o stradă din Cairo
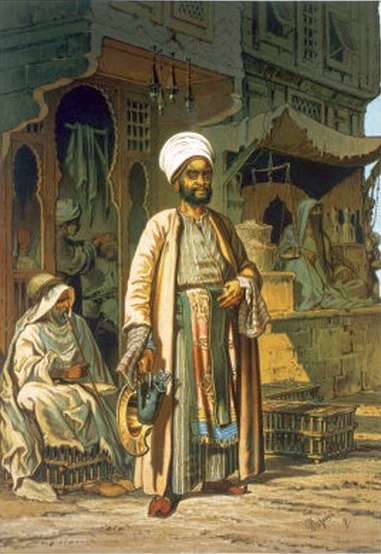
Bărbierul
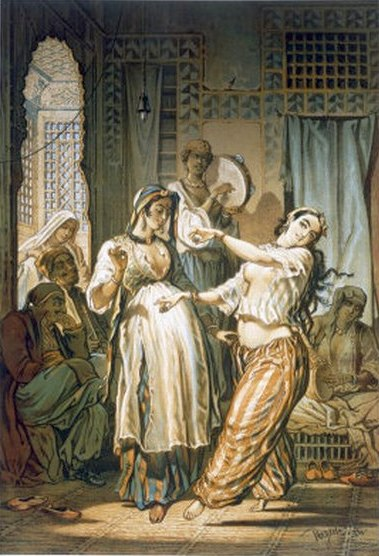
Dansatoare egiptene

Lucrările albumului identificate de către Marin Nicolau-Golfin sunt: (1) Felahă, vânzătoare de pâine, (2) Șeic, negustor de sclave, (3) Conducător de cămile, (4) Moscheia Murustan, (5) Vânzător de apă, (6) Doamnă coptă, (7) Bărbier, (8) Cvas, (9) Les cannes à sucre, (10) Gargoulettes, (11) Negustor de hașiș, (12) Kiefta, (13) Felahi vânzători de prăjituri și de siropuri, (14) Derviși vânzători de arme vechi, (15) Almeie, (16) Nubieni, (17) Cerșetor, (18) Mormintele califilor, (19) Nilul, (20) Vederea vechiului Cairo, (21) Piramidele, (22) Felahă vânzătoare de portocale, (23) Poarta Mitouelli, (24) Arab negustor de papuci, (25) Rue de Citadelle, (26) Amurg pe malul Nilului.

### Caietul de schițe „La Valachie par Preziosi”
A doua vizită la București, artistul a făcut-o în perioada 30 mai - 15 iulie 1869. Schițele impresiilor sale de călătorie de află în caietul care se păstrează azi la Muzeul Municipal București. Pe prima pagină, caietul are inscripția La Valachie par Preziosi. În dreapta jos este caligrafiat cu cerneală Aquarelles de mon grand père Preziosi după care este o semnătură indescifrabilă. Caietul este format din 90 de ilustrații în acuarelă, creion și laviu, realizate pe două pagini continue, pentru peisaje mari, sau pe o singură foaie cu extinderi pe următoarea atunci când a fost nevoie de spațiu.
După titlul caietului și după însemnarea de deasupra datei și a localizării unor lucrări - La Valachie par Preziosi - pe cromolitografia Secerătorii și acuarelele Bărăția din Câmpulung și Mănăstirea Sf. Gheorghe din Buzău, criticul de artă Adrian-Silvan Ionescu a apreciat că artistul a dorit să publice un album dedicat României, așa cum a făcut în trecut pentru Istanbul sau Cairo. O poziție similară a avut-o și Marin Nicolau-Golfin, el afirmând în mod eronat că acuarelele din Câmpulung și Buzău ar fi fost niște variante pentru copertă. Silvan-Ionescu a precizat că, dacă erau pentru copertă, titlul trebuia fi plasat central și nu într-o poziție izolat-laterală a lucrării, ca și un adjuvant al semnăturii.

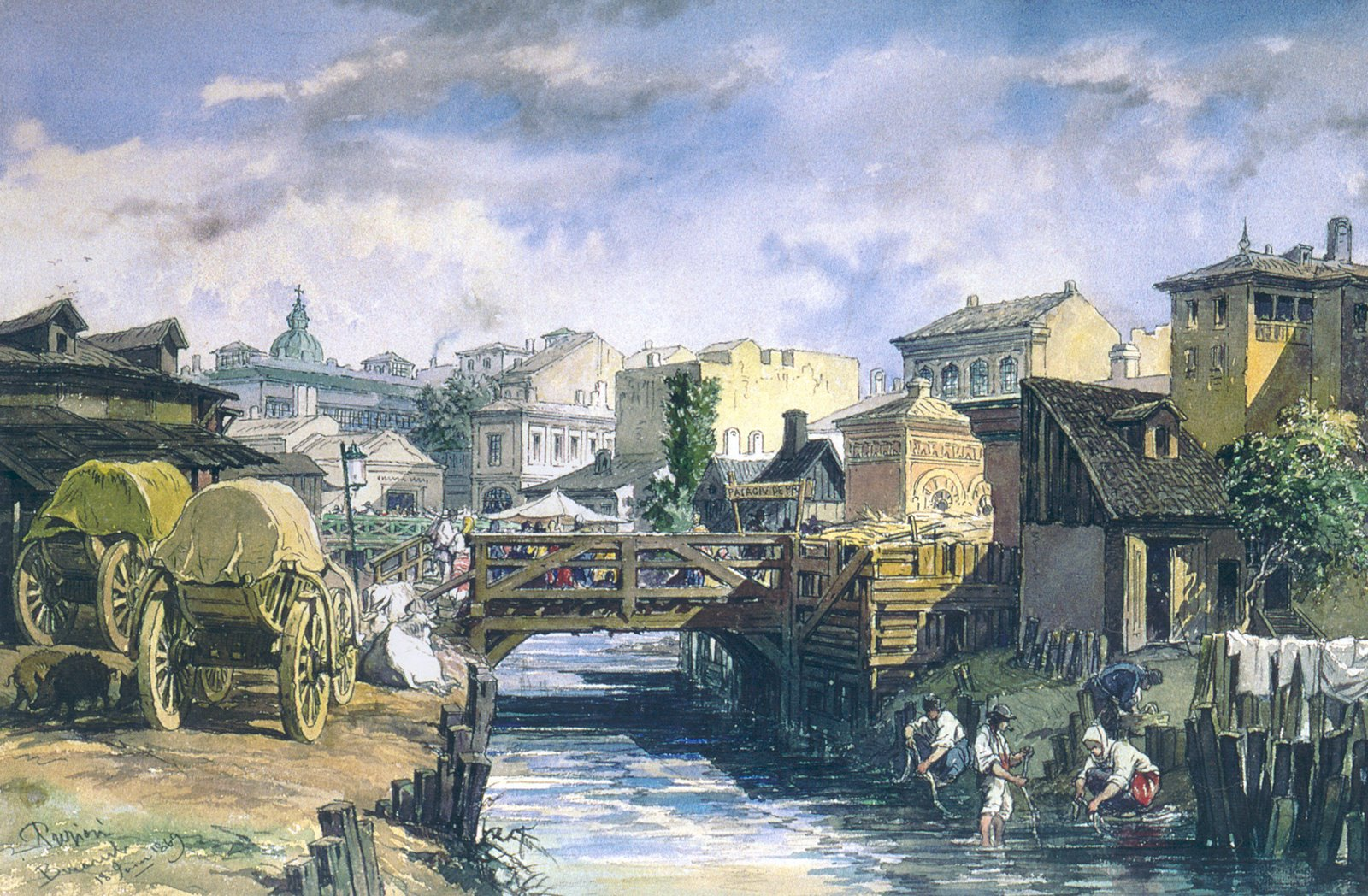
Dâmbovița în București
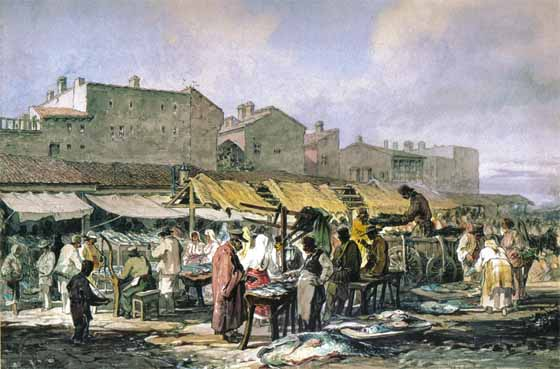
Piața de pește din București
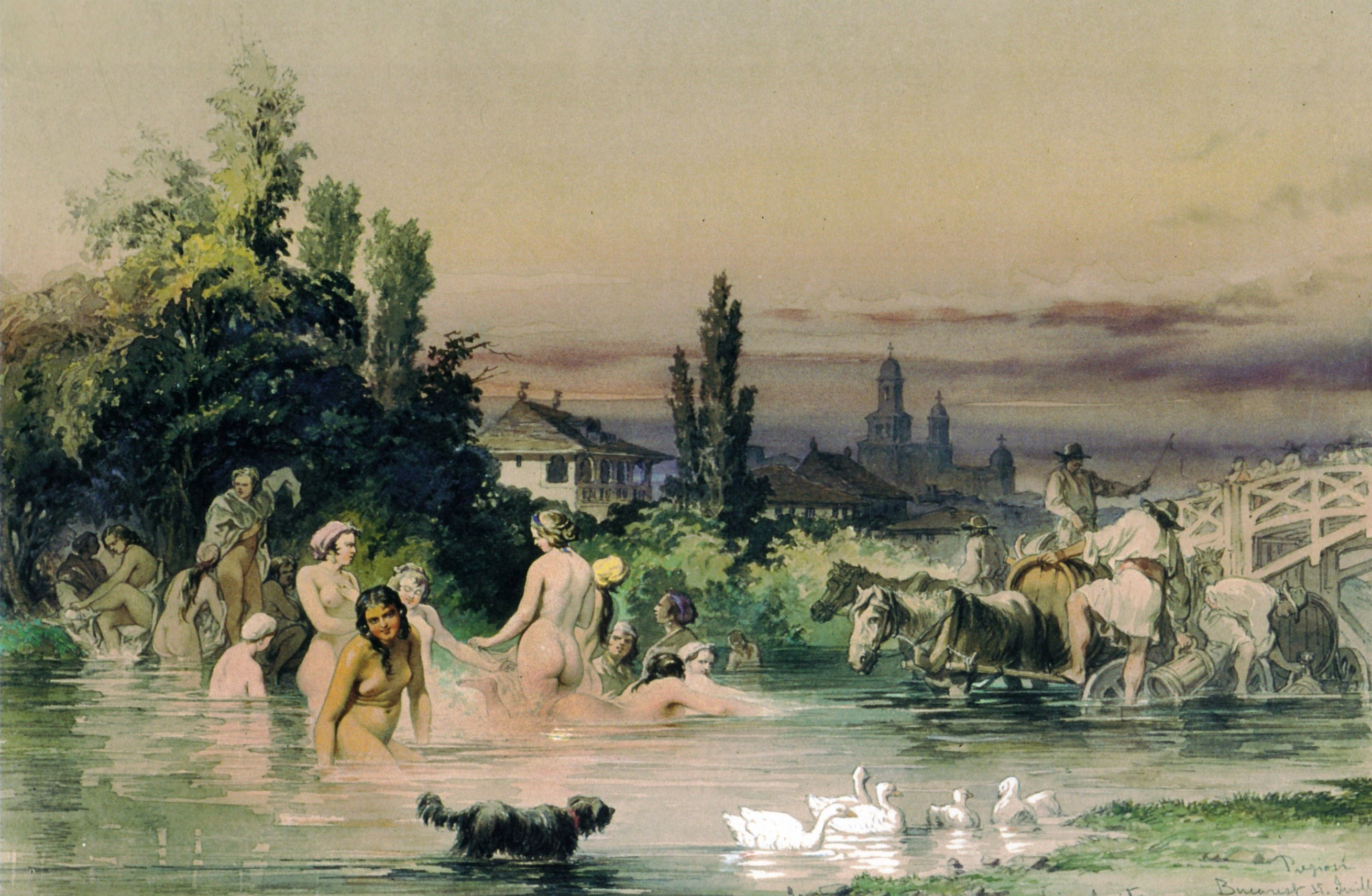
Dâmbovița apă dulce
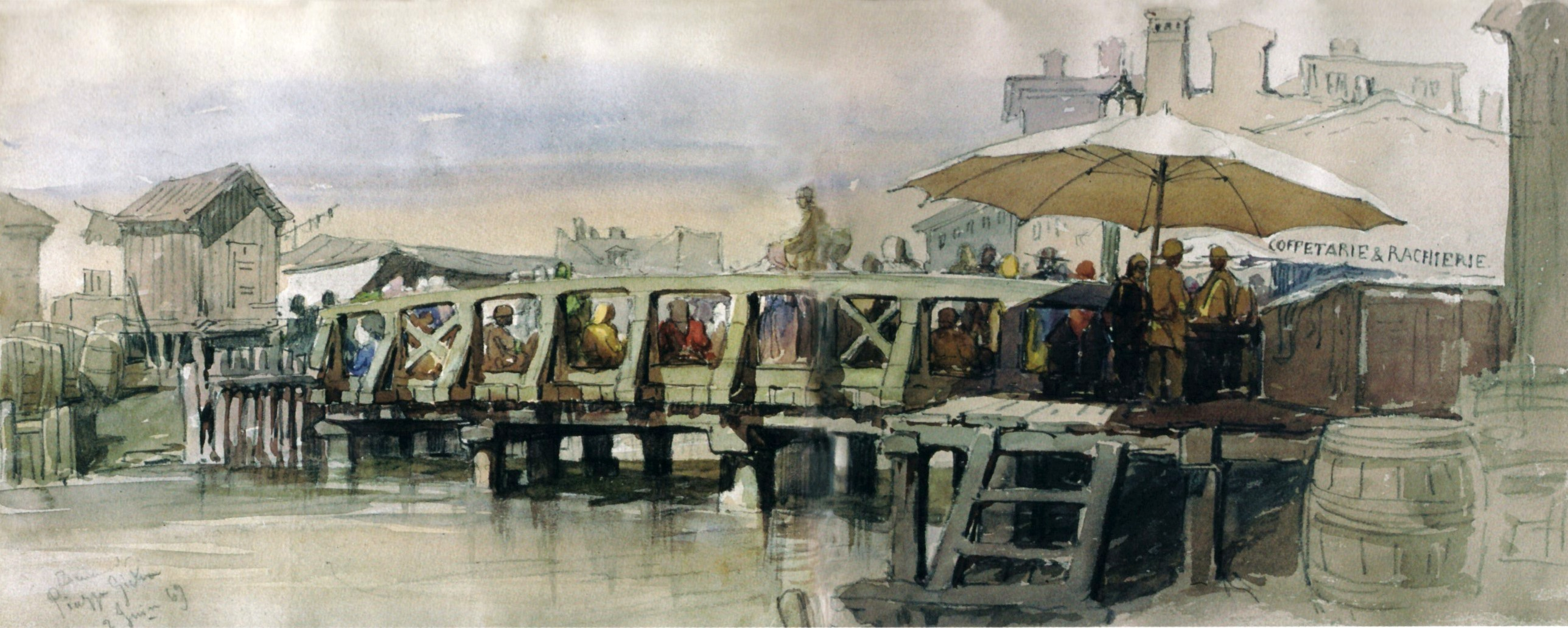
Pod peste Dâmbovița
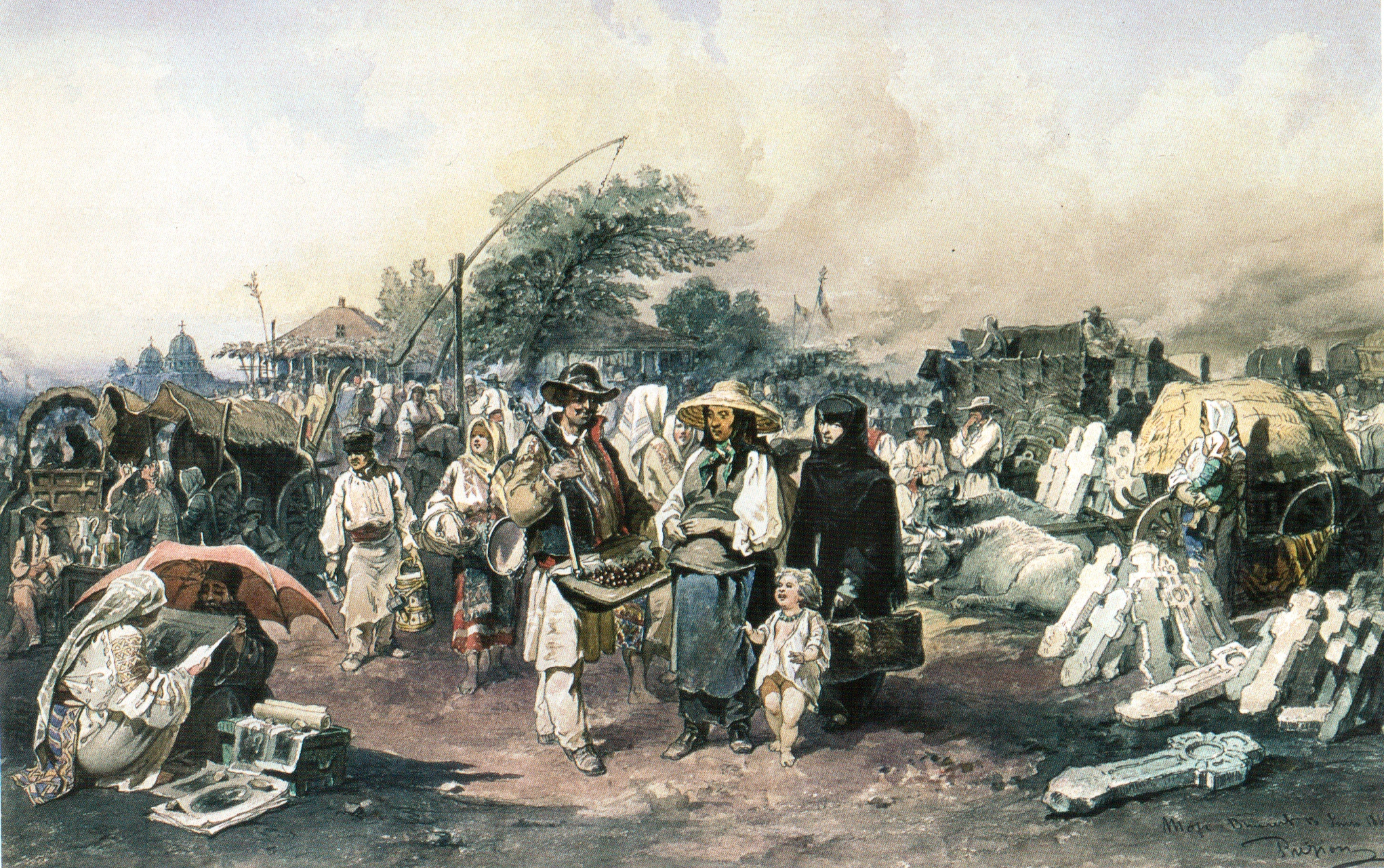
Târgul Moși

Studiind caietul de schițe se poate vedea că Preziosi a folosit următoarea tehnică de execuție: făcea desenul în creion al personajului principal sau al primului plan urmând fundalul și planul secund ce erau întotdeauna trasate în pensulă, după care aplica nuanțele de culoare locală. Pentru diferențierea unei siluete de albul paginii, o acoperea cu o tonalitate gri-violet, caracteristică după care se poate recunoaște opera sa, și dacă dorea aplicarea de accente ce nu a u putut fi date de ductul creionului, venea cu tușe ușoare în tonuri de brun pal sau ocru. De remarcat este lejeritatea desenului său. Se poate vedea, analizându-i lucrările, că-l realiza dintr-o suflare, printr-o simplă trecere a mâinii pe foaia de desen. Totul este reprezentat printr-o linie curată, continuă, modelată fără întreruperi care ar releva vreo nesiguranță. De obicei, contrapaginile erau rezervate figurării personajelor, studiilor de mișcare, de expresie sau a detaliilor de costum. Toate acestea erau preluate mai apoi și redesenate în compozițiile finite sau în schițele de ansamblu.
Răsfoind carnetul de schițe, se constată cu stupoare o prospețime a culorilor pe albeața hârtiei. În acest fel, spiritul analistului trece imediat la studierea materialelor pe care artistul le-a folosit ca fiind de cea mai bună calitate și rezistente în timp. Majoritatea schițelor au fost dezvoltate ulterior în lucrări de mari dimensiuni. În cazul operelor finite, Preziosi a folosit tușuri colorate pentru trasarea contururilor fie în sepia - vezi Mănăstirea Sf. Gheorghe din Buzău, Bărăția din Câmpulung, Intrarea în biserică, Vălenii de Munte, fie în gri - vezi Biserica Dintr-un lemn sau Biserica Batiștei. Finisajele lucrărilor pentru accente erau făcute în guașă.
Preziosi nu urma preconcepția europeană referitoare la Orient în a căuta pitorescul cu orice preț și el nu-și romanța compozițiile imaginând și accentuând ce nu exista. A fost un observator corect și foarte atent și și-a folosit mâna și ochiul ager în selectarea modelelor în așa fel încât să le redea în toată splendoarea fără a fi grevată de formulele estetice occidentale. Marea calitate a lui Amedeo Preziosi este că, el era un povestitor nativ în imagini și căuta în permanență motivul narațiunii pentru ca în final să o redea atât de vie și atractivă prin culoare și exotism. Având mult umor, el a imortalizat și mici anecdote în opera sa, așa cum sunt: călugărițe ce-și suflecă veșmintele pentru trecerea unui râu, naiade care se scaldă în Dâmbovița cu „apă dulce”, țărani care glumesc, călugărul care cumpără ciuperci de la țărăncuță nurlie, un ștrengar din București ce are legat un câine la un cărucior pentru a-l deplasa,  mușteriul indecis din piața de pește sau surugii fercheși în chip de mușchetari.
În perioada 7 - 11 iunie, Preziosi a luat parte la excursia domnească pe Dunăre cu bastimentul „Ștefan cel Mare”. Cu această ocazie Carol I l-a condus pe prințul Leopold de Hohenzollern care făcuse o vizită la București. Ca urmare, artistul a făcut o serie de peisaje văzute atât de pe malul bulgăresc, cât și de pe cel românesc al fluviului - Lompalanca, Turnul Măgurele, Sadova, Vidin, Turnu Severin, Cemeți, Schela Cladovei, Porțile de Fier, Vârciorova. Peisajele au fost realizate pe ambele pagini ale caietului și ele nu au mai fost obiectul unor mari lucrări ulterioare. A schițat și scene de pe uscat sau de la bordul vasului de croazieră: bucătarul vasului în timpul staționării de la Turnu Severin, marinari stând pe punte și valeți în livrele și un grup de grăniceri cu toboșarul lângă ei dând onorul la Calafat.
În perioada 26 iunie - 9 iulie, a participat la călătoria lui Carol I prin Argeș și pe la mănăstirile Cozia, Hurezi, Surpatele, Bistrița și Biserica Dintr-un lemn. Călătoria a urmat zonele din Muscel până la Buzău și de acolo prin Valea Prahovei la Sinaia. Există în memoriile rămase de la principele Carol I mențiuni referitoare la prezența lui Preziosi la aceste excursii, cu precădere atunci când au participat la hramul mănăstirii Pasărea de Rusalii. Ca precizare este faptul că „... pictorul Preziosi (...) cu această ocazie execută minunate acuarele”.
| Schițe din „Albumul Preziosi, 1869” de la Muzeul Național de Istorie al României identificate de Marin Nicolau-Golfin și publicate în biografia Preziosi, Editura Meridiane, București, 1976, pag. 38-46 |
| --- |
| - Pelicani în Delta Dunării, p. I. st. datat Danube 17 juillet 1859 128. Berbeci și oi, p. 1 - Câini ciobănești, p. 2, dr. 130. Tipuri bucureștene și din jurul orașului, I, p. 1, dr., datat București, 1 juin 1869 Bărbat văzut din spate - Tipuri bucureștene și din jurul oroșului, II, p. 2, dr., datat București 1 juin 1869 131. Femeie cu cobilijă, Limonagiu, Doi negustori, Negustor în fața unei mese. - Femeie de la țară înfășând un copilaș, p. 2 bis st., - Tipuri de târgoveți și de țărani, p. 2 bis, dr.: Țăran — bust, Negustor — bust, Femeie stând jos, Călugăr — bust, Tânăr negustor ambulant văzut din profil, Țăran tânăr făcând negoț ambulant, Limonagiu - Femeie văzută din spate, p. 3, st. 135. Vederea oroșului la mănăstirea Sărindar, p. 3, dr., datat Sărindar 2 juin. 1869. - Pod la Piața Ghica Vodă, p. 4, semnat Bucarest, Piazza Gicka Vodă 2 juin. 1869 - Grup de spoitori de vase, p. 5, dr. 138. Țăran de la Argeș bolnav de scorbut (Gușatul), p. 6, st. - Strada și biserica Sf. Nicolae Șelari, p. 6, dr., datat: Sfântu Nicolai / Bucarest 3 juin 140. Lachei în livrea și marinari, p. 7, st. Tarabă de măcelărie, p. 7 dr., datat Bucarest 3 juin 1869 - Tipuri de târgoveți și țărani, II, p. 8 st., cu notația Calafat. Bărbat cu coș, Femeie văzută din spate, Bărbat văzut din față, Personaj în costum de oraș, cu șapcă. În partea de jos sunt creionate siluetele unui șir de clădiri de oraș. - Tipuri din țară, p. 8, dr. Ofițer de dorobanți, Lipoveni, Femei din Calafat cu cobilița - Hala de pește de la Piața Ghica Vodă din București, p. 9 - Aspecte de la Hala de pește — detalii, p. 10, st., Vânzători și cumpătătoare. Morun - Covrigar trist. Bărbat cu cobilița, p. 10, dr. 147. Zaraf la Moși. p. 11, st., datat Moș 14 juin 1869 - Vânzător de cireșe. Diferite persoane, p. 11, dr., datat București 5 juirr 1869. - Studii de mișcare la Moși, p. 12, st., datat Moș (14 juin I 1869). Bărbat în genunchi, Bărbat acoperindu-și fața, Bărbat și femei făcând mâncare, Bărbat în picioare, Țăran cu bărdacă, Femei din Ardeal - „Poștă" la Călugăreni, p. 12, dr., datat Calugăreni, juin, 1869 - Grup de femei din Calafat, p. 13, st., cu indicația Calafat - Grup de femei din Daia, torcând, p. 13, dr., datat Daia 7 juin 1869 - Grup de dorobanți prezentând arme. Un toboșar, p. 14, st., datat Calafat 17 juin 1869 - Trei femei torcând, p. 14, dr. - Vedere pe Dunăre, p. 15, datat Danube, 8 juin 1869 - Vedere pe Dunăre la Turnu Măgurele, p. 16, datat Turno Mogoreli — 18 juin 1868 - Vedere pe Dunăre, p. 17, datat Danube 8 juin 1869 - Vedere pe Dunăre la Lompalanca, p. 18, datat La Lompalanca 8 juin 1869 - Dunărea la Vidin, p. 19, datat Vidin 9 juin 1869 - Vedere la Sadova, p. 20, datat Sadova 9 juin (Serbie 1869) - Femei din apropierea orașului Turnu Severin, p. 21, st., Femei, Bărbați, Dorobanți, p. 21, dr., datat Turnu Severin, 9 juin 1869 - Peisaj la marginea orașului Turnu Severin, p. 23, datat Turnu Severin 9 juin 1869 - Studii diferite, p. 23 st. , datat 14 juin 69. Femei cu umbrelă, Târgoveți în picioare, Femeie cu un cufăr sub umbrelă, Vânzătoare de mezeluri - Studii de costum țărănesc bărbătesc la Turnu Severin, p. 23, dr., datat Turnu Severin 9 juin 1869 - Aspecte de muncă, p. 24, st., cu însemnarea Turnu Magurele Schițe de diferite munci, Transport de soci, Car cu boi - Pictorul Preziosi, autoportret (?) p. 24, dr., cu indicația Turno Magurel - Femei la Schela Cladova, p. 24, dr., datat Schelo Cladova (Turno Severin 10 juin 1869) - Studii de figuri și costume feminine țărănești la Turnu Severin, p. 25 st., datat Turno Severin 10 juin 1869 - Trei femei de la Turnu Severin, p. 25 dr., datat Turno Severin 10 juillet 1869 - Țăran cu cal, p. 26 st. 172. Militar călare stând de vorbă cu o fată, p. 26, st. - Femei cu ulcioare pe cobiliță p. 26 dr., datat Turnu Severin 10 juin 1869 - Vedere din Cerneți, p. 27, datat Cernez 10 juin 1869 - Vedere din Cerneți, p. 20, datat Cernez 10 juin 1869 - Vedere de la Vârciorova, p. 29, cu indicația Vercerova frontiere roumaine, 10 juin 1869 - Dunărea la Vârciorova, p. 30, datat Vercerova 10 juin 1869 - Aspecte din viața de port, p. 32, st. Oameni transportând bogaje pe umeri, Figuri diferite muncind, stând sau privind - Bordul vaporului Ștefan cel Mare, p. 32. dr., datat Le bord d'Etien le Grand I 10 juin 1869 - Pichet de dorobanți la Turnu Severin, p. 33, datat Turnu Severin 10 juin 1869 - Vedere din Moși, locul olarilor, p. 34, datat Moș, 13 juin 1869 182. Vedere de la Moși cu fântână, p. 35, datat Moș, 13 juin 1869 - Locul petrecerilor din Moși, cu taraba lui „Fritz cellu Mare", p. 36, datat Moș, 13 juin 1869 - Vedere din Moși cu vânzător de donițe, p. 37, datat Moș, 14 juin 1869 - Tipuri din Câmpulung, p. 38 st., cu notația Campulung. Femei cu haine lungi, Femei cu haină lungă ridicată, Bărbat cu pălărie, Grup de bărbați cu donițe, Femei cu copilul în brațe 186. Femeie din Ardeal cu pălărie, Călugăriță cu paporniță, p. 38, dr., datat, Moși, 14 juin 1869 - Vedere din Moși, spre biserica Ghiculeștilor, p. 39, datată Moși, 14 juin 1869 - Tipuri de țărani veniți la Târgul Moșilor, p. 41, st., Țărancă văzută din spate, Țăran cu pălărie și haină lungă, Femeie cu desagă, Femeie văzută din spate - Colț din Moși, p. 40, datat Moși 15 juin 1869 190. Cumpărători și rudari la Târgul Moșilor, p. 41, dr., datat Moși 15 juin 1869 Bărbat cu covată, Bătrân cu baston, Bătrân cu ălbii, Femeie a1ăptând copilul - Militari călări și orășeni la Târgul Moșilor, p. 42, datat Moși 17 juin 1869 - Vedere la Colentina — București, cu bordeie în față, p. 43, datat Colentina. 15 juin 1869 - Călușari la Moși, p. 44 st., datat Calluschari d Moși 17 juin 1869 - Studii de pescari și femei spălând, p. 44, dr. 195. Călugărițe de la Pasărea, p. 44, dr., datat Passera, 20 juin 1869 - Vedere cu poduri peste Dâmbovița, p. 45, datat Dâmbovița 18 juin 1869 - Vedere pe Dâmbovița cu biserică în dreapta, p. 46 - Interior la Pasărea, p. 47, datat Passerea 20 juin 1869 - Vederea orașului București spre dealul Mitropoliei, p. 48, datat Dâmbovitza, 18 juin 1869 - Vedere pe râul Colentina cu femei care fac baie, p. 49, datat Collentina, 21 juin 1869 - Răscruce pe strada Batiștei în București, p. 50, datat St. Baptiste, Bucarest 28 juin 1869 - Vedere a mănăstirii Curtea de Argeș, înainte de renovare, p. 51, datat Curtea de Arghiș, 25 juin 1869 - Femeie din Argeș cu coș cu cireșe pe cap, p. 52, st., datat Arghiș, 26 juin 1869 - Femei de la Argeș, p. 52, dr., datat Arghiș 26 juin 1869, Femeie cu papuci în mână, Femeie cu haina pe mână, Femeie cu cizme - Tipuri din Argeș, p. 53, st., datat Arghiș 26 juin 1869, Fată cu batistă, Bărbat cu haină și traistă pe umeri, Studii de femei în diferite poziții - Bărbat stând jos, p. 53, dr., datat Arghiș 26 juin 1869 - Horă într-o comună din Argeș în fața unei case cu cerdac, p. 54, st. 208. Fată, fetiță și femei din Argeș, p. 54, dr., datat Arghiș 26 juin 1869 - „Costandino" din Râmnicul Vâlcea, Profil de fată, p. 55, st., datat Constandina, Râmnicul Vâlcea 29 juin 1869 - Lăutar viorist de la Argeș, Băețandru cu pălărie. p. 55, dr., datat Arghiș 26 juin 1869 - Vedere panoramică a Văii Argeșului între Biserica domnească și Biserica episcopolă din Curtea de Argeș, p. 56, datat L'Arghich, 26 juin 1869 - Vedere pe Valea Oltului, p. 57, datat Les bords de l'Olto, 27 juin 1869 - Prânz de săpători la Horezu și Studiu de bărbat, p. 58, st., datate amândouă Horezo, 2 juillet 1869 - Tipuri de țărani din Horezu, p. 58, dr., datat Horezo 2 juillet, 1869, Fată cu sapă, Femeie cu haină ruptă, Bărbat cu nădragi rupți, Femeie cu zavelcă ridicată în față, Bărbat cu săpăligă - „Dimitru" de lo Horez și Femeie stând ghemuită, p. 59, st., datat Dimitra 2 juillet 1869 - Studii de fete din Argeș (trei văzute din față și una din spate) p. 59, dr., datat Horezo, 2 juillet, 1869 - Studii de călugări din Horezu, p. 60, datat Horezo 2 juillet 1869. Călugăr stând, Călugăr batrân stând, Călugăr în picioare - Tipuri de femei și călugăr de la Râmnicu Vâlcea, p. 60, datat Rimnico 3 juil-let 1869. Profil de fată cu coș pe cap, Femei stând pe saci, Femeie văzută din spate, Fată în picioare, Călugăr bătrân - Scenă din Piața de la Râmnicu Vâlcea, p. 61 (adăugată la album) st., datat Rimnicu Voulcea, 3 juillet 1869 - Faleză cu case, p. 61, dr., semnat Augustu (?) 14 octombrie - Siluete de clădiri din Malta văzute de pe mare, p. 62 adăugată la album cu notația Malta * - Spălatul trăsurii în curtea unei case bucureștene, fotografie format 0,180 x 0,240, reproducând o acuarelă semnată Preziosi, datat Bucarest, 31 mai 1869, colecția autorului. - Piață din București, acuarelă, 0,450 x 0,600, semnat Preziosi, București, 4 juin 1869, citată în studiul despre Preziosi de Al. Busuioceanu - Târgul Moșilor din București, acuarelă, 0,465 x 0,715, semnat Preziosi, datat Moș, Bucarest, 13 juin 1869, Muzeul Peleș, Sinaia - Târgul Moșilor, acuarelă, 0,465 x 0,725, semnat Preziosi, datat Moși, 14 juin 1869, Muzeul Peleș, Sinaia - Vederea Bucureștiului cu podurile de peste Dâmbovița, acuarelă, 0,350x 0,542, semnat Preziosi, Bukorești, 13 juin 1869 - Biblioteca Academiei - Hala de pește, acuarelă , 0,300 x 0,440, semnat Preziosi Bucarest (pe verso este notat: cumpărat de la Octavian Moșescu, Muzeul Simu, București) - Strada și Biserica Batiște din București, desen în acuarelă, 0,412 x0,322 - Muzeul de Istorie al României - Valea Argeșului, acuarelă, 0,540x0,630, datat L'Argis 26 Juin 1869, Preziosi - Biblioteca Academiei - Țărani din Argeș, acuarelă, 0,560 x0,350, datat L'Argiș 26 juin 1869, Preziosi - Biblioteca Academiei - Curtea de Argeș, acuarelă, 0,453 x0,629, datat Curtea de Argis, 26 juin 1869, Preziosi - Biblioteca Academiei - Mânăstirea Cozia, acuarelă, 0,445 x0,709, datat Cozia 28 juin, 1869, Preziosi - Vedere la Cozia, desen, 0,285 x0,408, semnat Cozia, 28 juin 1869, - Biblioteca Academiei - Mânăstirea Surpatele, acuarelă, 0,460x 0,610, semnat Monastire Sorpatele, 1869, Preziosi, 30 juin - Biblioteca Academiei - Piață la Râmnicu Vâlcea, acuarelă, 0,450 x0,615, semnat și datat Piazza, Rimnico Voulcea, 29 juin 1869, Muzeul Peleș, Sinaia - Călugări de la Bistrița, acuarelă, 0,470 x 0,322 semnat și datat Preziosi, Bistritza, 1 juillet 1869 - Biblioteca Academiei - Curtea mănăstirii Horezu, acuarelă, 0,395x 0,430, semnat și datat Preziosi, Horez, 1869, 2 juillet - Biblioteca Academiei - Mănăstirea Dintr-un lemn, acuarelă, 0,360 x 0,540, semnat și datat Monastire dintr-un lemn, 3 juillet 1869, Preziosi - Biblioteca Academiei - Trecerea Oltului, acuarelă, 0,444x0,690, semnat și datat Preziosi / Passage de l'O/to / 4 juillet 1869 - Biblioteca Academiei - Țărani din Mușatești, acuarelă, 0,500x 0,340, semnat și datat Mușotești, 4 juillet 1869, Preziosi - Biblioteca Academiei - Hala de pește din București, acuarelă, 0,406 x0,600, semnat și datat Bucorest, 4 Juillet 1869 Preziosi - Biblioteca Academiei - Țărancă din Argeș, acuarelă, 0,500x0,310, semnat Preziosi - Biblioteca Academiei - Mănăstirea Sf. Gheorghe din Buzău, acuarelă 0,300x 0,460 semnat și datat La Roumanie par Preziosi. St. Georges, 7 juillet 1869 - Biblioteca Academiei - Primire oficială la Turnu Severin, acuarelă, 0,580 x 0,855, datat 9 juillet 1869, Muzeul Peleș, Sinaia - Câmpulung, acuarelă, 0,345 x 0,353, semnat și datat Campu-Lungu, Lo Roumanie par Preziosi, 1869 - Biblioteca Academiei - Grup de țărani odihnindu-se după muncă, litografie, 0,400 x 0,544, semnat Lo Roumonie par Preziosi - Muzeul de Istorie al României - Vizită la mănăstirea Pasărea, acuarelă, 0,440 x 0,630, semnat și datat Passere 1869 20 juillet, Muzeul Peleș, Sinaia - Țărani la câmp, litografie, în folio, semnată Preziosi, Muzeul Peleș, Sinaia - Țărani la coasă - Țărani la fântână - Biserica Sf. Spiridon, București - Primirea oficială la Bălănești — Neamț - Țigani fierari - Poștalion - Studiu pentru costum, acuarelă, 0,306x 0,233, semnat Preziosi 1881- Biblioteca Academiei |

#### Costume din România

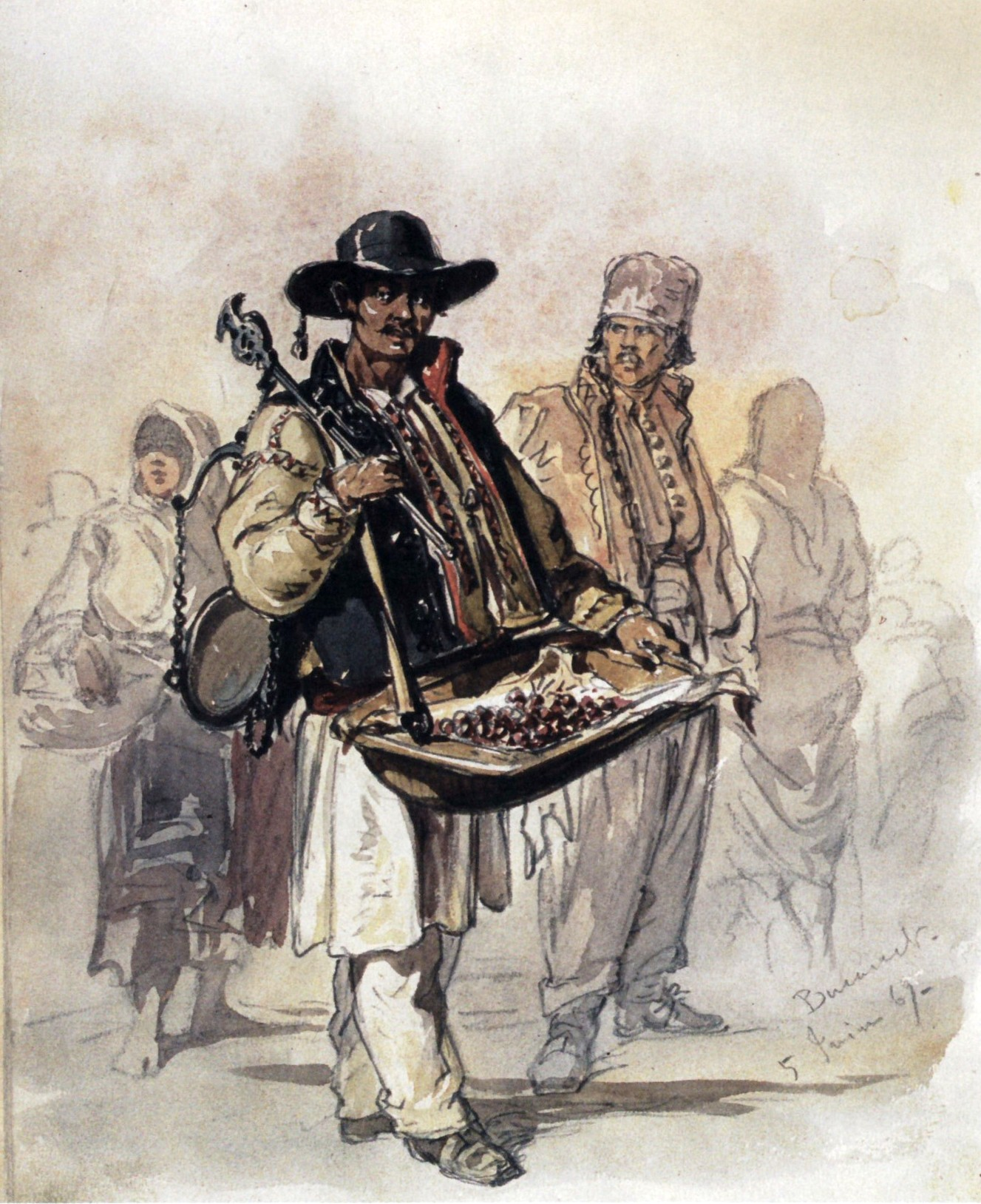
Vânzătorul de cireșe
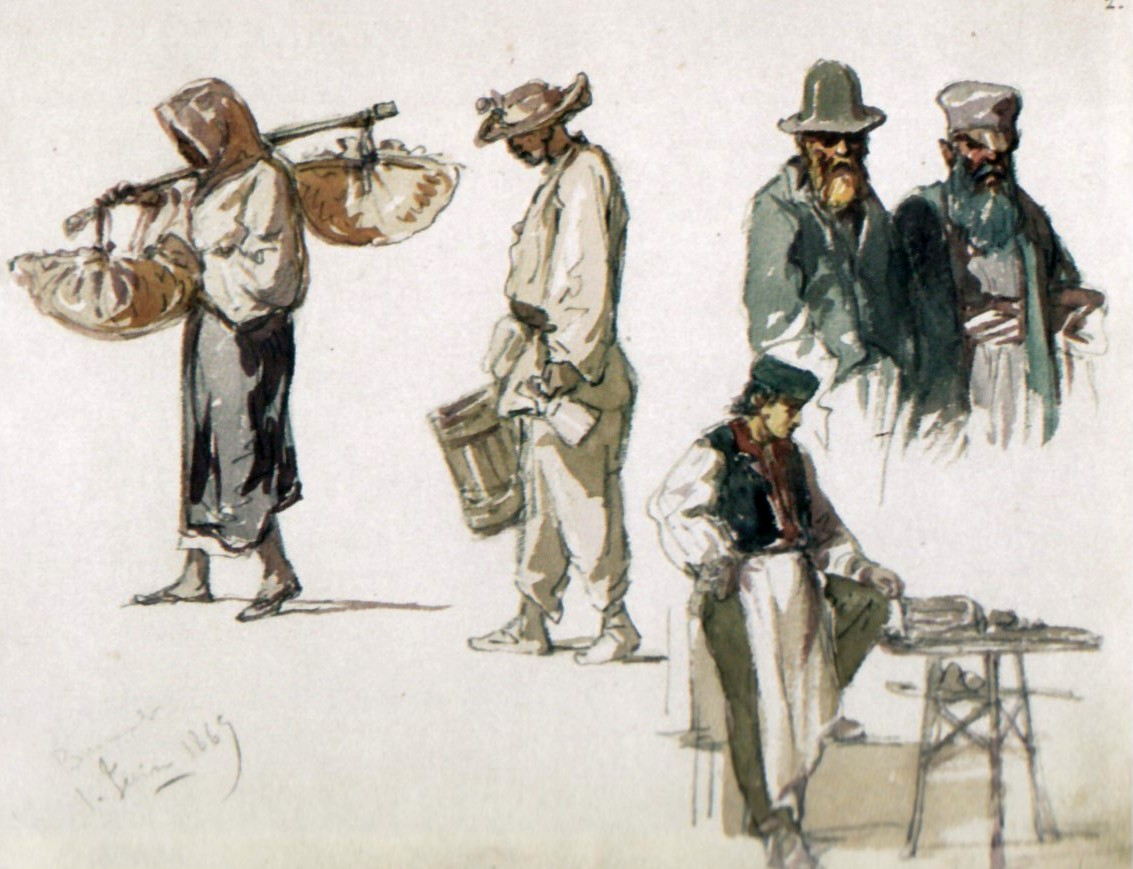
Tipuri de București (1)
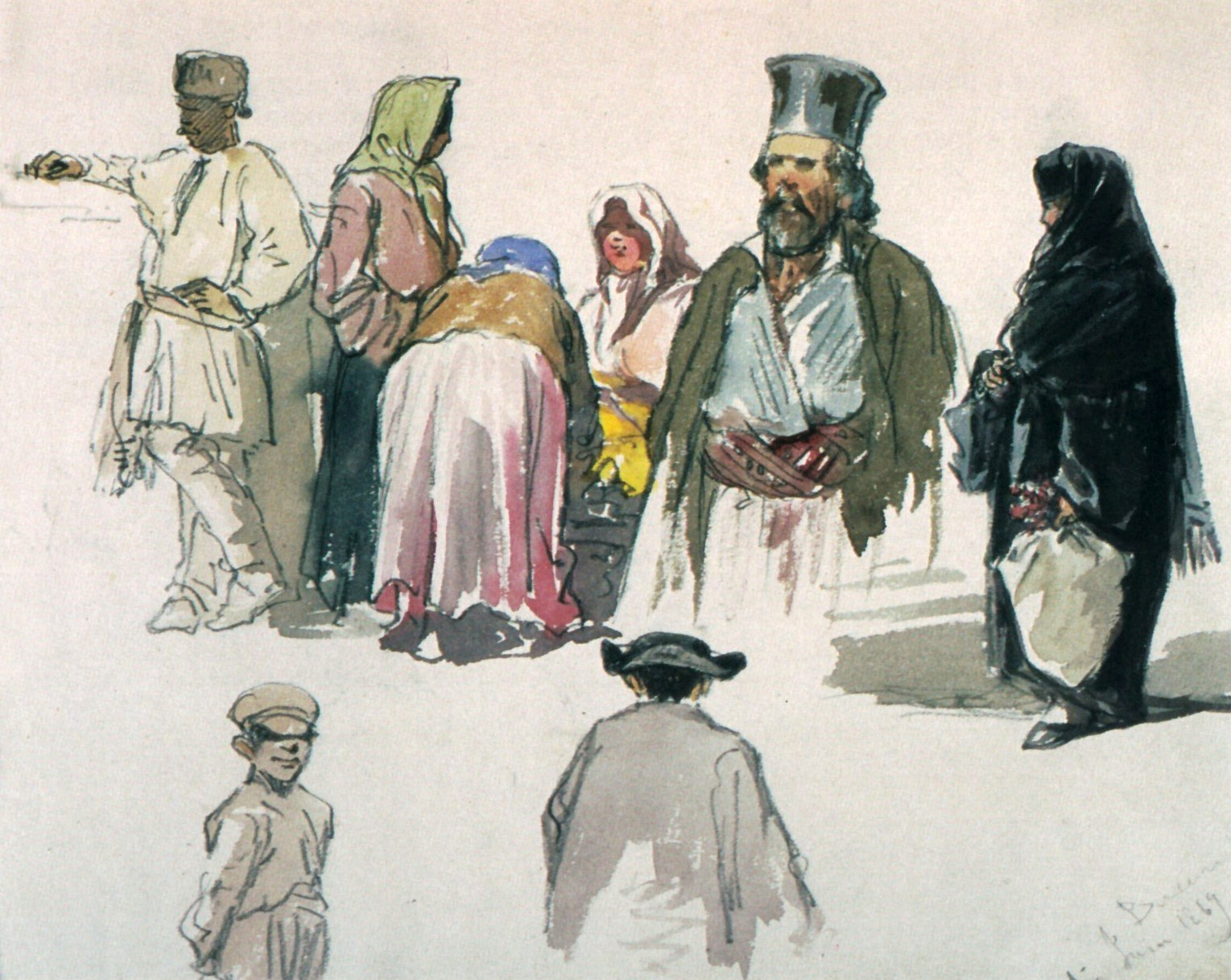
... (2)
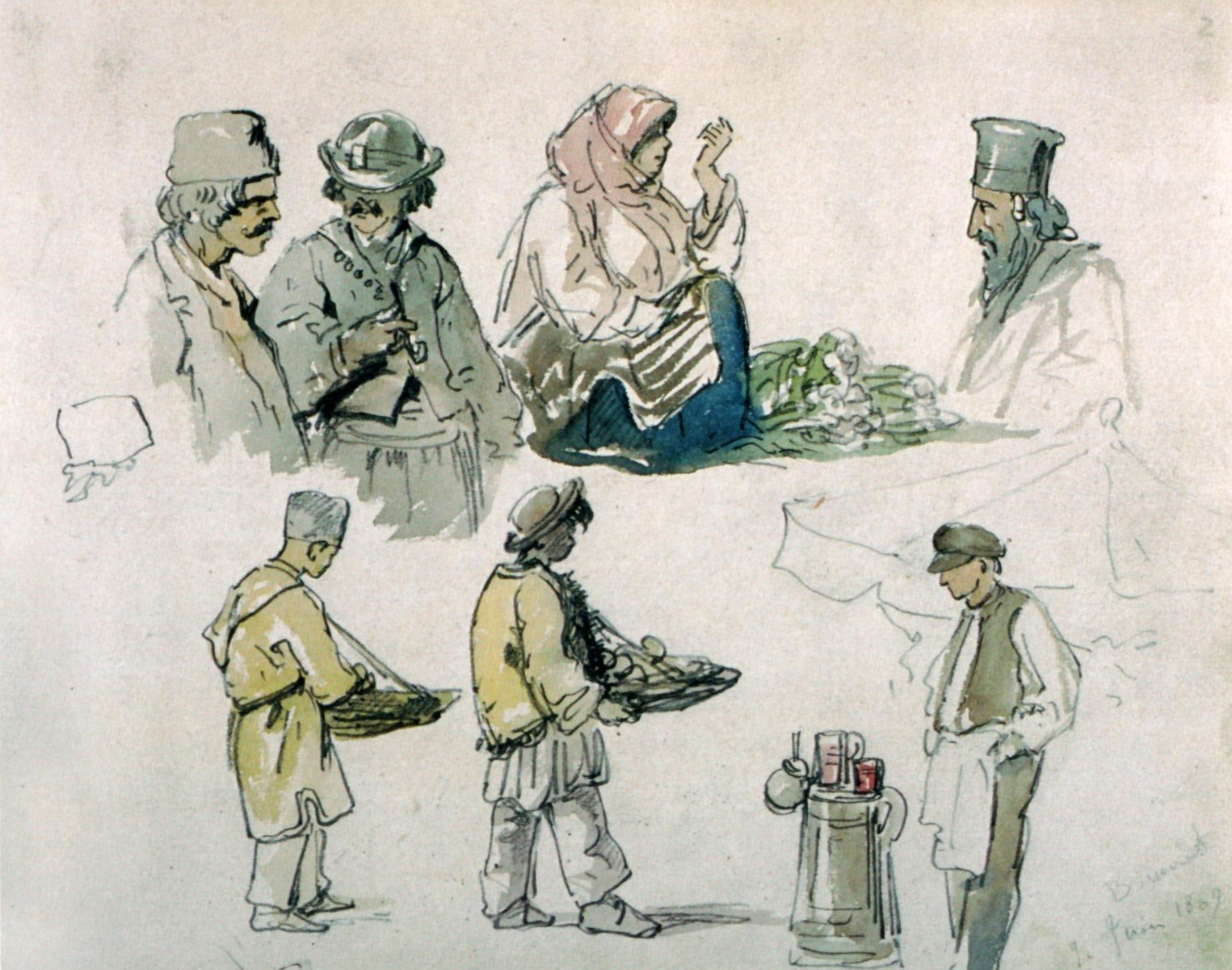
... (3)

#### Peisaje de pe Dunăre

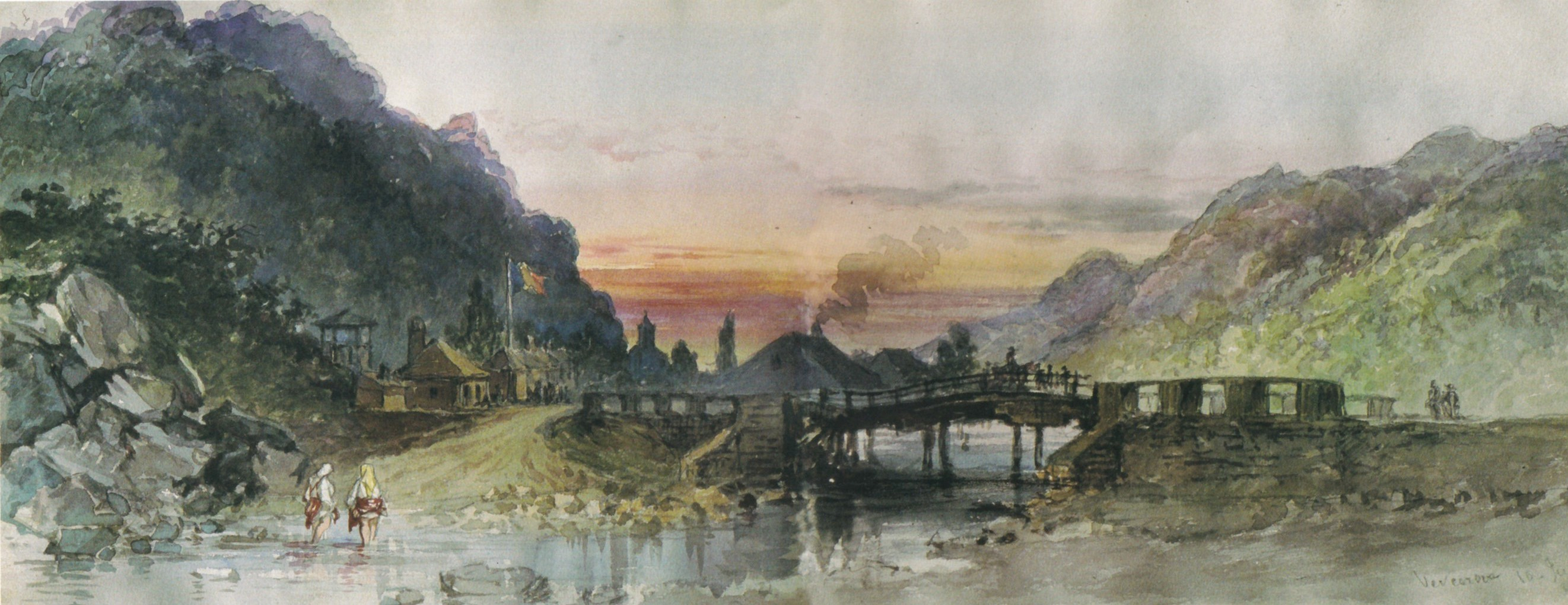
Vârciorova
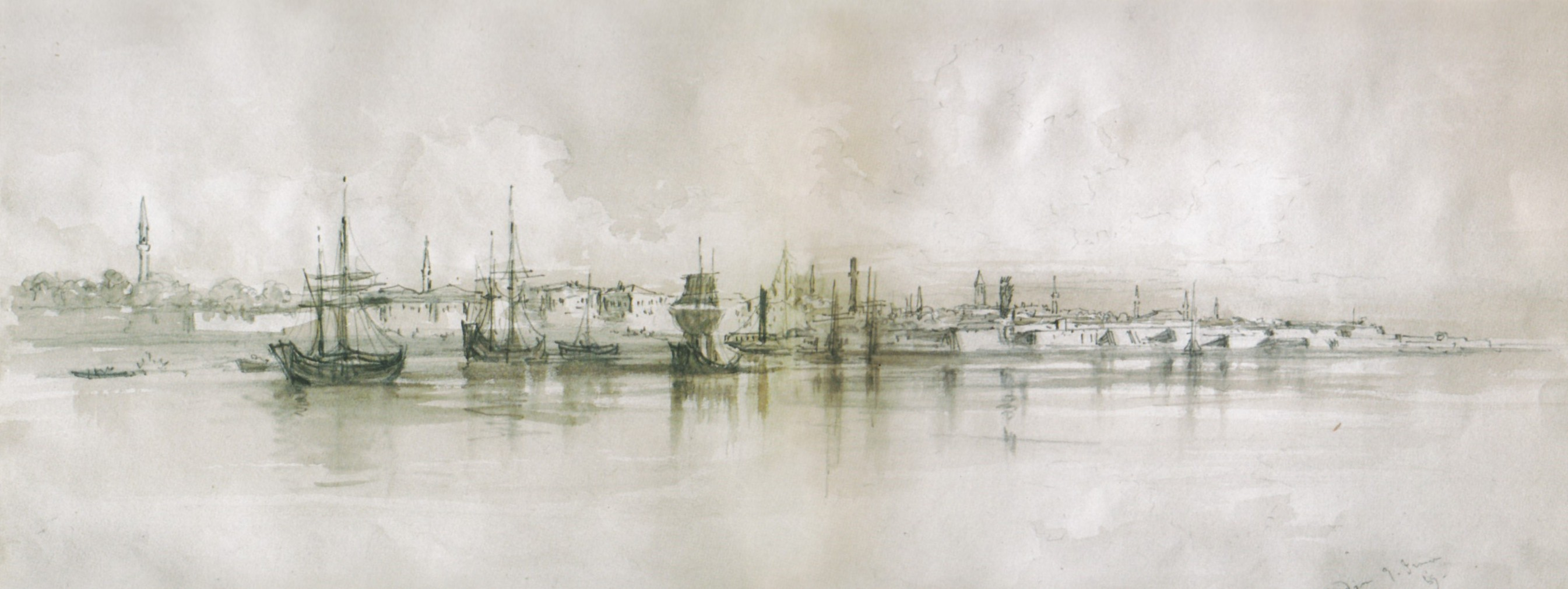
Vidin
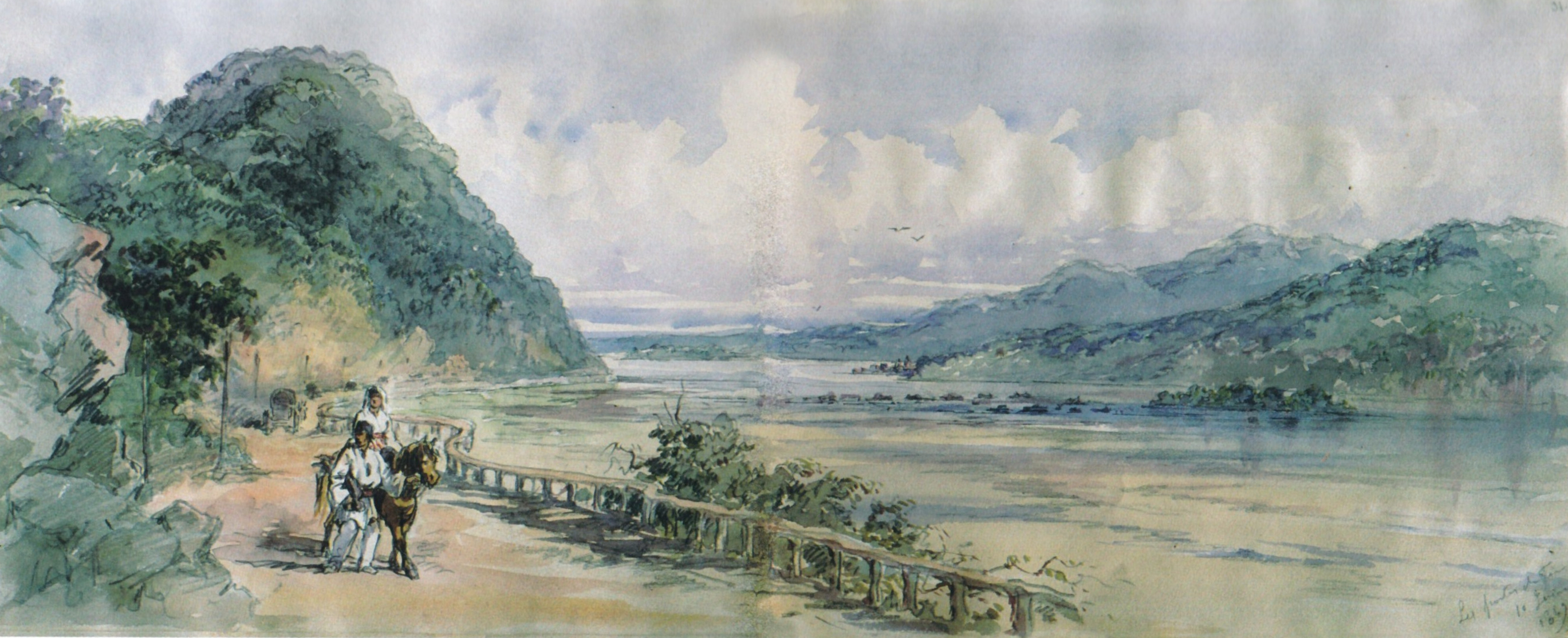
Porțile de Fier
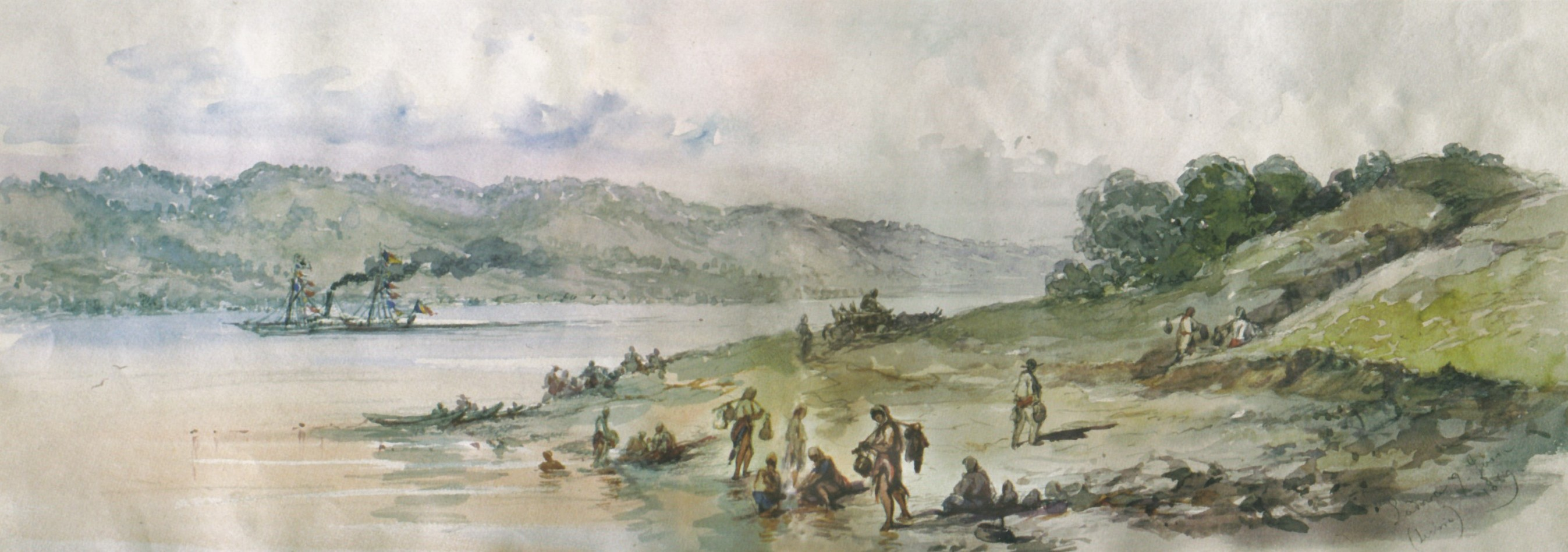
Cladova
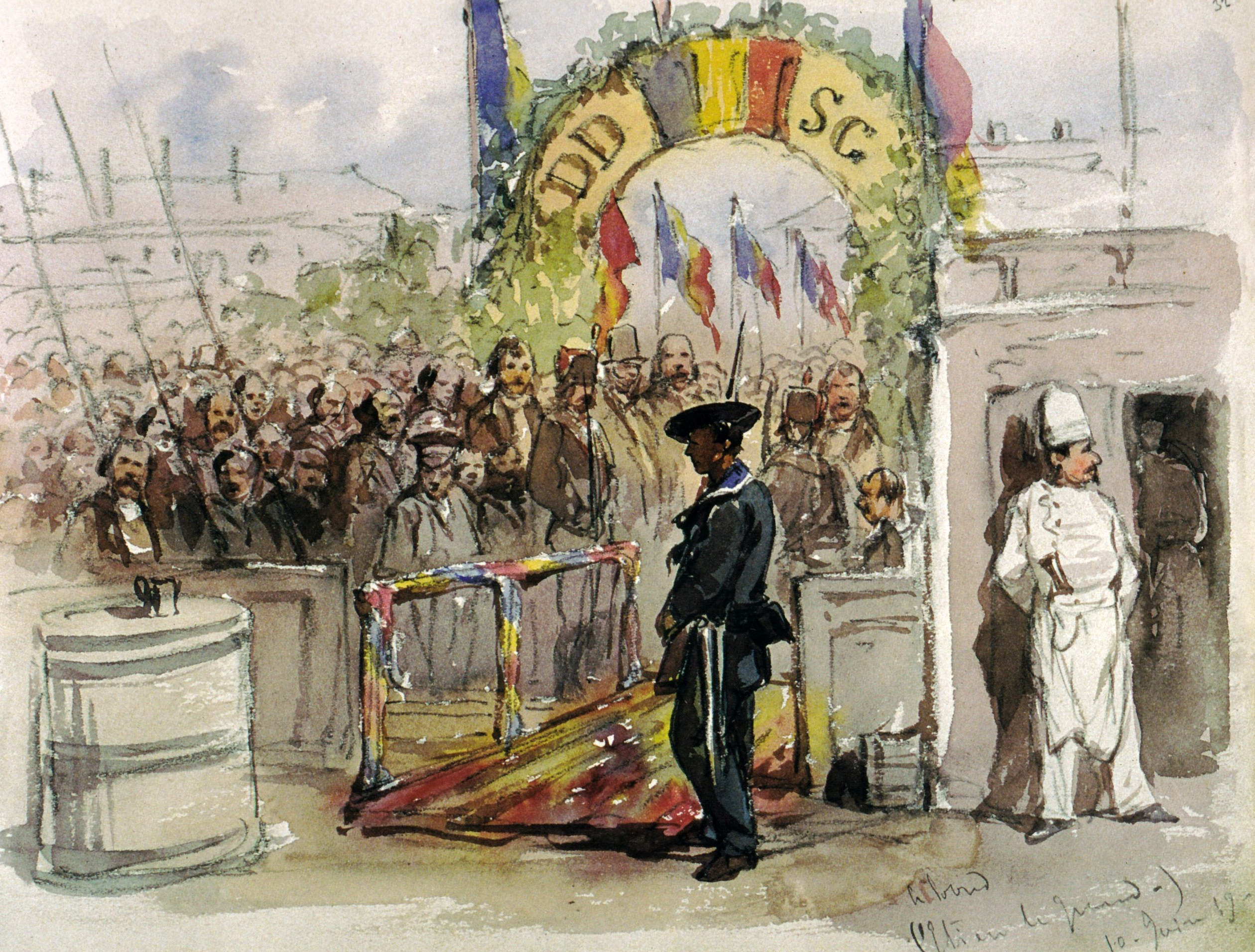
La bordul iahtului „Ștefan cel Mare”
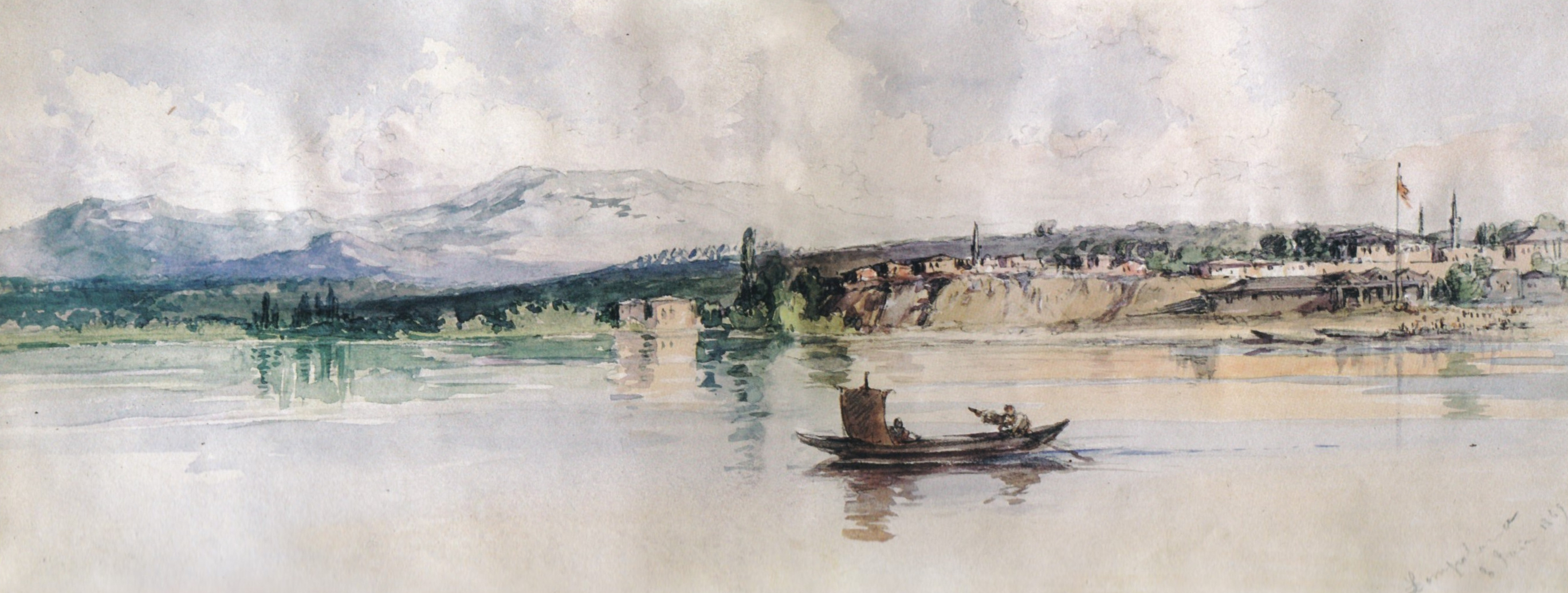
Lompalanca
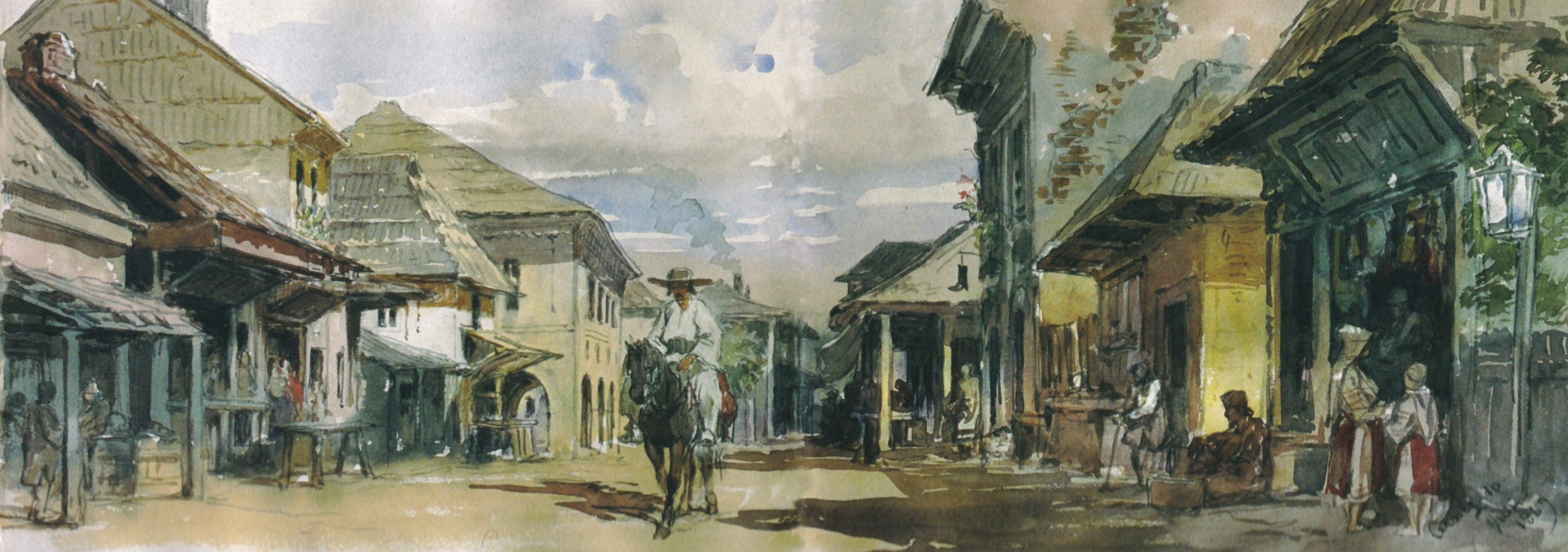
Cerneți

#### Din excursii românești

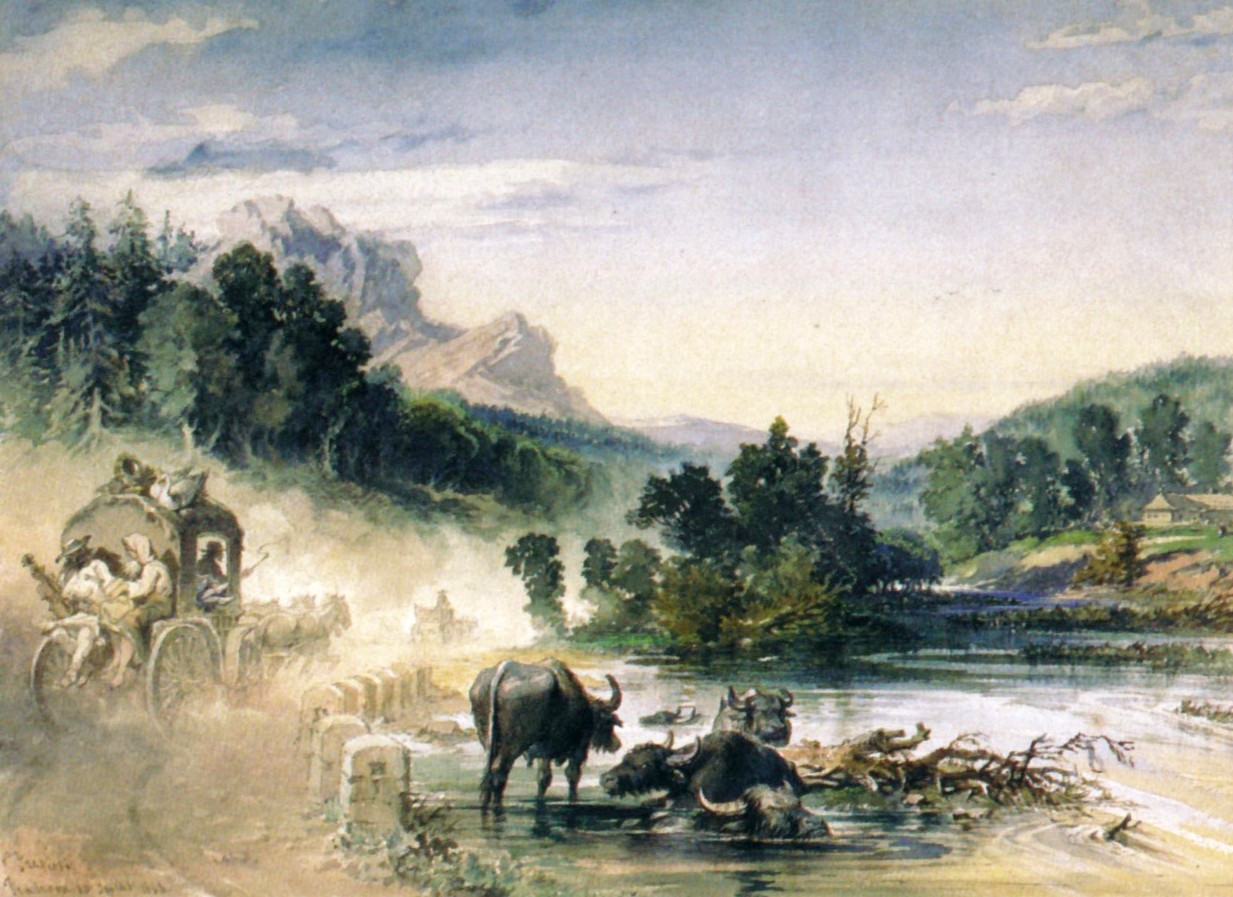
Prahova
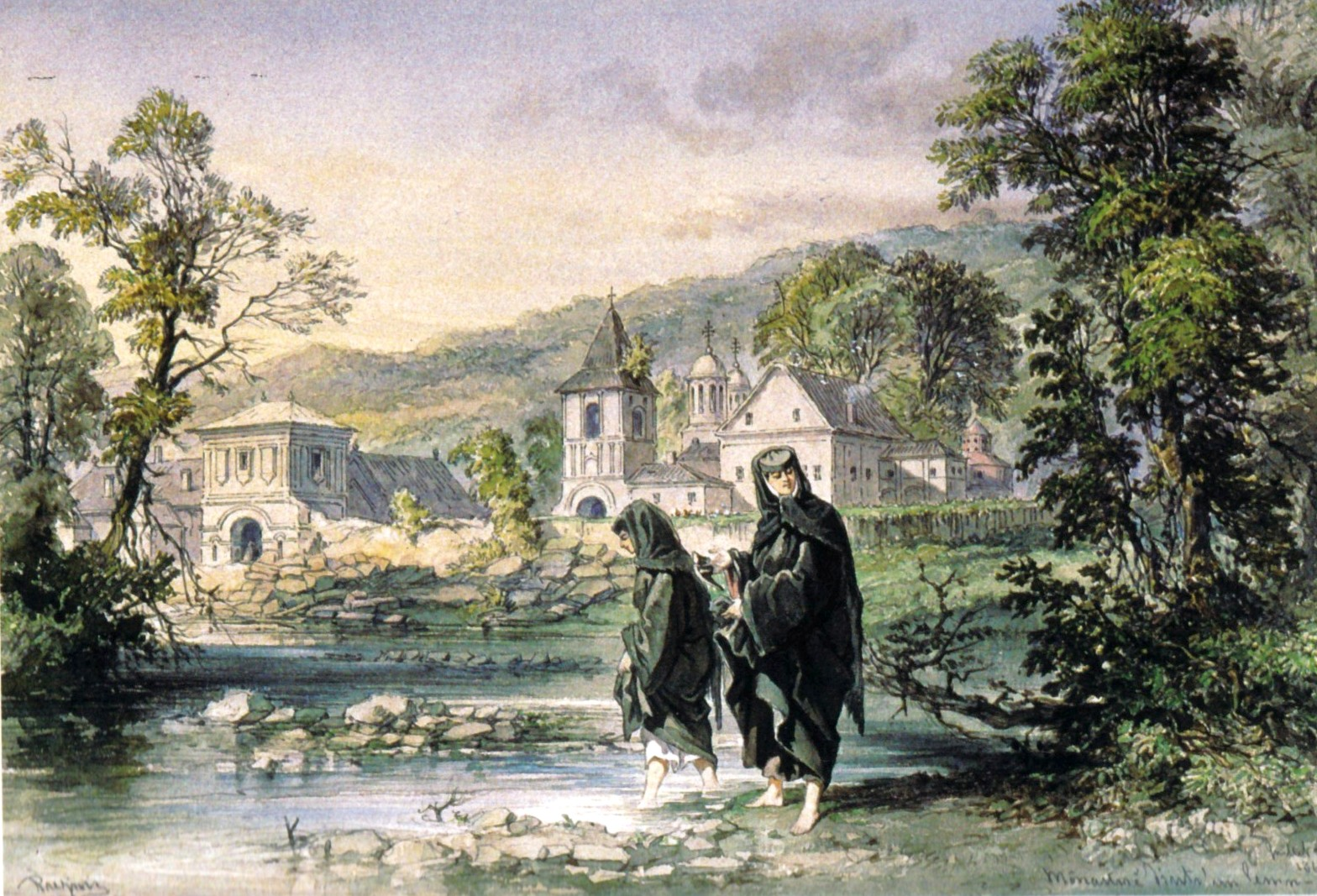
Mănăstirea Dintr-un lemn
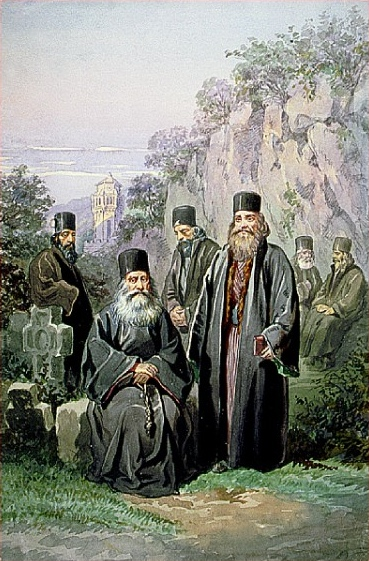
Călugări de la Mănăstirea Bistrița
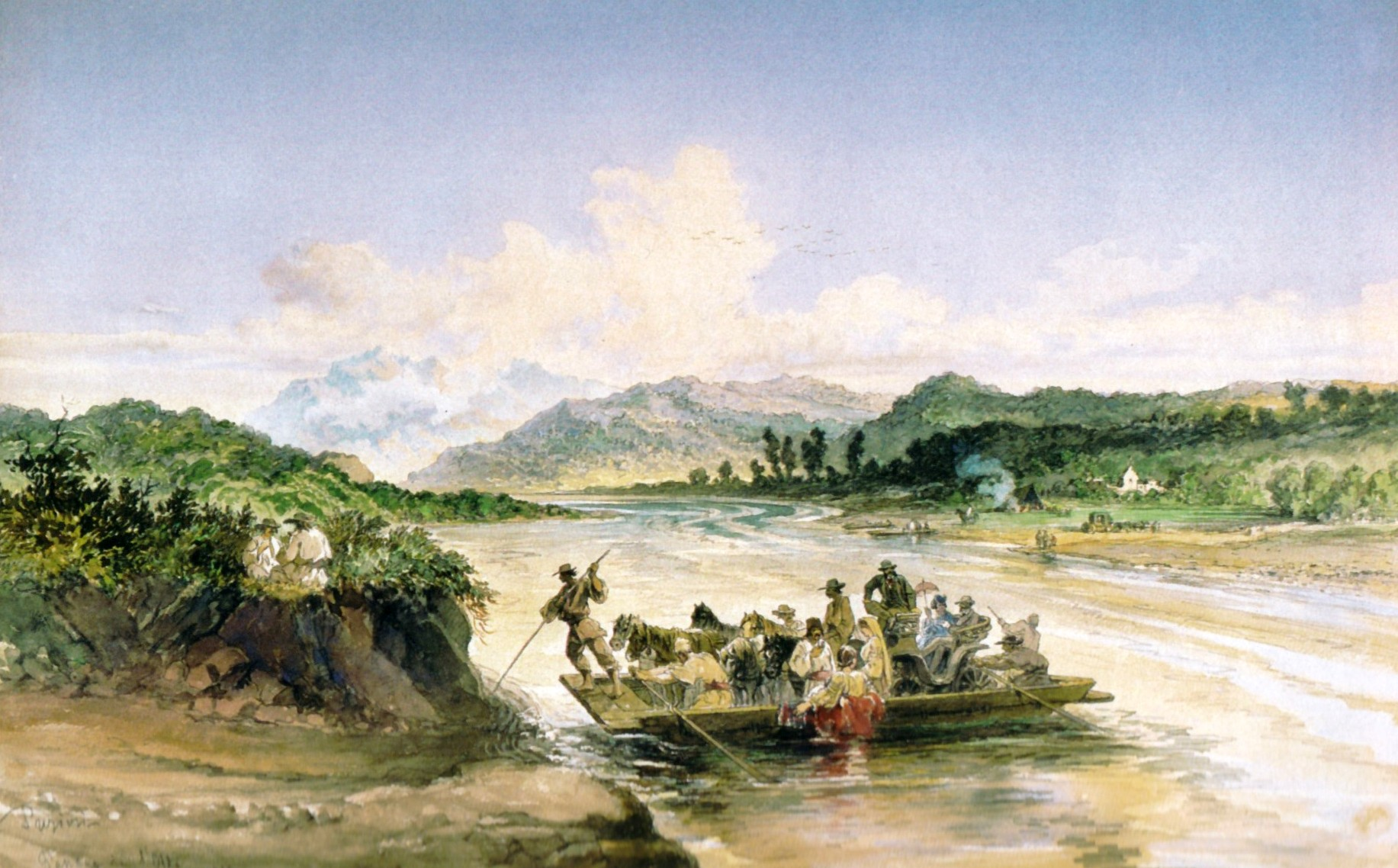
Trecerea Oltului
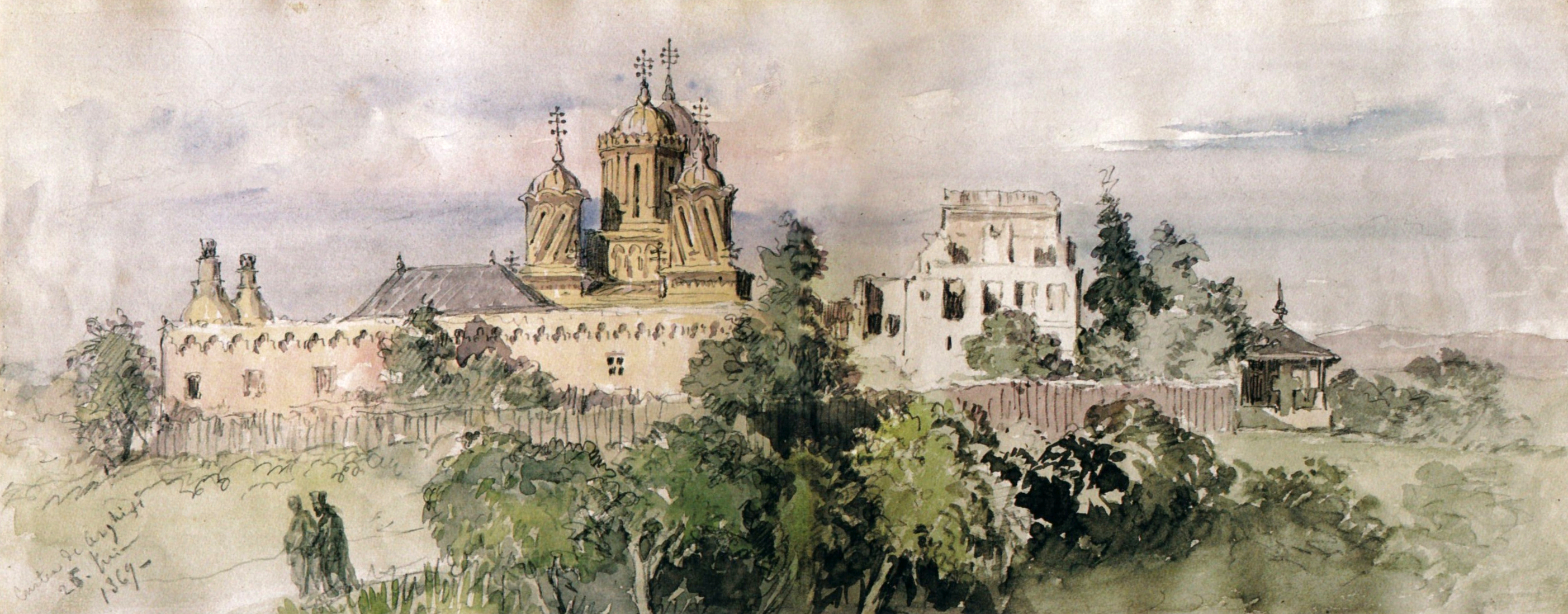
Curtea de Agres
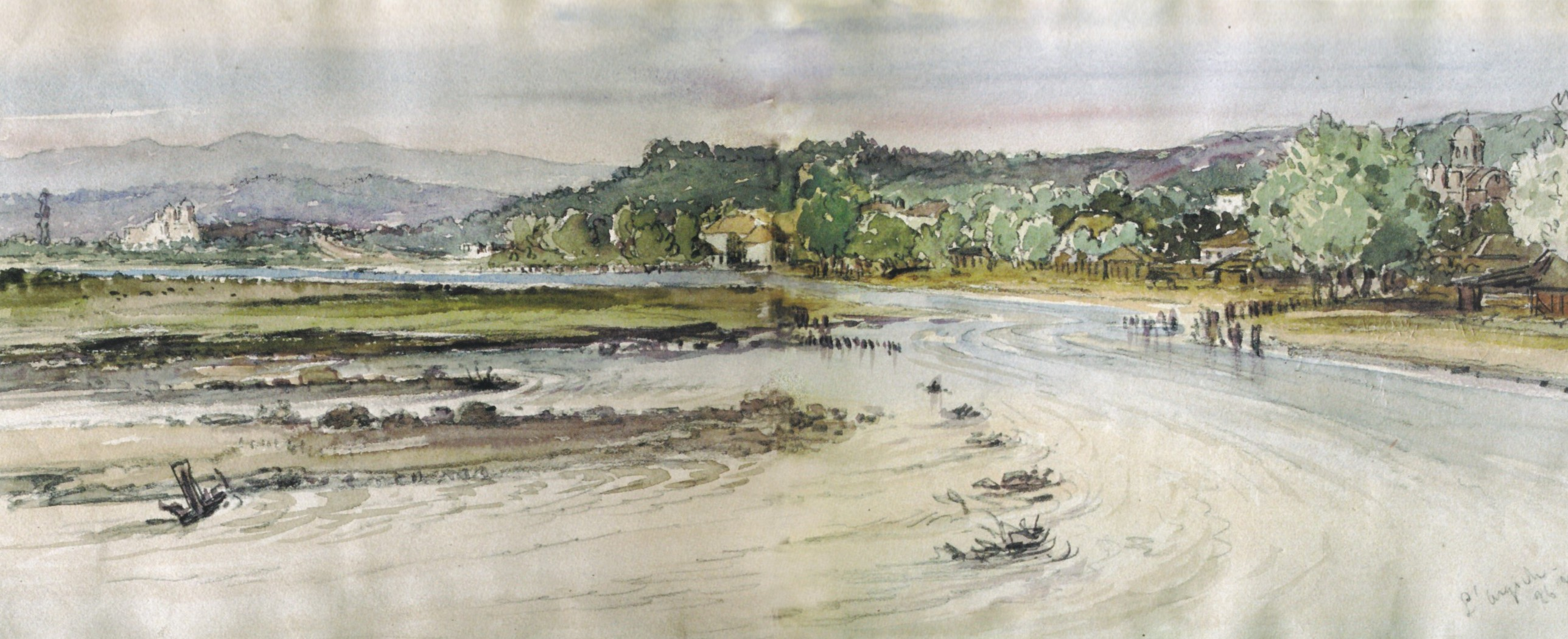
În lunca Argeșului

### Opera lui Preziosi și litografiile lui Szathmári
O lungă perioadă de timp a existat problema copiilor realizate de Carol Popp de Szathmári după lucrările lui Amedeo Preziosi. După opinia criticului Adrian-Silvan Ionescu, această realitate s-ar fi petrecut cu acordul maltezului. Timp de mai mult de o jumătate de veac, cercetătorii în istoria artelor au încercat să găsească un răspuns. Astfel, George Oprescu l-a considerat pe Szathmári un „... artist cu mult mai dotat și mai important” și a presupus prin prisma faptului că cei doi erau prieteni, că Szathmári nu l-a plagiat pe Preziosi și că fiind asociați, aceștia își tipăreau cromolitografiile ca o incursiune comercială fără o valoare deosebită.
Pe de altă parte, Marin Nicolae-Golfin a observat diferența calitativă dintre original și o copie. Szathmári realiza o copie de cele mai multe ori mediocră, chiar dacă avea un model desăvârșit, adică nu-și putea depăși limitele. Aceste afirmații au fost certificate și de Adrian-Silvan Ionescu. Marin Nicolau a menționat că amatorii de copii după lucrările lui Preziosi, din colecția lui Carol I pe care apăreau semnătura lui Szathmári, le doreau cu toate aceste neajunsuri. Nicolau a făcut și o listă a copiilor lui Szathmári după Preziosi. După mențiunile lui Adrian-Silvan Ionescu care a făcut în anul 2003 cercetări fundamentale de arhivă, acesta a spus că toate copiile ar fi fost comandate de Carol I deoarece Szathmári era plătit din caseta personală a domnitorului. Acest lucru, spune Silvan Ionescu, reiese explicit din două note pe care le-a găsit, pe prima în care apare înscrisul „... 8 acuarele după DI. Preziosi” la 5 lei lucrarea - total de 40 lei, și pe a doua „... i-am dat D-lui Preziosi 6 copii ale acuarelelor” - evaluate la 8 galbeni - total 30 de lei.
În ziua de 25 iulie 1868, Szathmári a trimis la caseria domnească o listă cu ultimele lucrări pe care le-a făcut, printre care se numărau și „... 25 de foi date spre completare pentru dl. Preziosi” în sumă de 125 de lei noi. Szathmári ca pictor și fotograf al curții domnești avea o indemnizație de 50 de ducați. Părerea lui Adrian-Silvan Ionescu a fost că domnitorul a dorit să-și facă un portofoliu cu imaginile cele mai reprezentative din România, în același timp dorind probabil să le facă și cadouri oaspeților săi sau cu ocazia vizitelor în străinătate pe care le făcea. Criticul Ionescu a amintit că principele a dat spre litografiere la Paris compoziția Secerătorii. Acest lucru reiese din corespondența pe care Carol I a primit-o în data de 24 iunie 1870 de la Lemercier care i-a trimis o factură în valoare de 476,50 franci pentru stampa realizată. Stampa a fost multiplicată într-un număr de 129 de exemplare din care 50 au fost trimise lui Carol I și 38 le-a ținut Preziosi cel care a făcut desenul pe piatră. 41 de bucăți au fost ținute la dispoziția domnitorului.
Din toate aceste documente găsite și analizate de Adrian-Silvan Ionescu transpare obiceiul plasticienilor de a colabora. Astfel, pentru reușita demersului de copiere, Preziosi s-a dus la Paris pentru a face desenul în piatră și Szathmári a urmărit și a livrat întregul tiraj al stampei. Pentru că procesul tehnologic de realizare a copiei a presupus zece imprimări succesive, a rezultat la final tonalitățile subtile ale acuarelelor lui Preziosi. Ca dovadă a acestui fapt, artiștii au defalcat factura de lucrări astfel încât a reazultat o sumă de 387 de franci față de totalul costului de 476.50 ce a reprezentat valoarea celor 129 de stampe realizate. Vogel a menționat în data de 11 iulie 1870 că i-a scris artistului maltez să achite toate aceste cheltuieli.
| Copii realizate de Carol Popp de Szathmári după Amedeo Preziosi, identificate de Marin Nicolau-Golfin și publicate în biografia Preziosi, Editura Meridiane, București, 1976, pag. 32-33 |
| --- |
| Muzeul Național de Artă al României: - Răscruce de drum în strada Batiște; - Vedere a Podului de la Piața Ghica Vodă; - Biserica Măgureanu; - Biserica Sf. Spiridon cu târgul în față; - Vedere de la Piața Ghica Vodă; - Dâmbovița la Radu-Vodă; - Interior de la mănăstirea Pasărea; - Biserica Stavropoleos; - Târgul Moșilor; - Biserica Măgureanu; - Biserica Batiște; - Vedere panoramică a orașului București; - Peisaj, bariera Filaret; - Bâlci la Moși; - Scenă de târg la Moși; - La Moși — ciurari; - Schiță cu muzicanți la Moși; - Dâmbovița la Radu-Vodă; - Scenă de târg la Moși; - Vedere la Moși; - La Moși; - Schită cu muzicanți la Moși; - Scenă la Moși; - Pod peste Dâmbovița; Biblioteca Academiei Române: - Vedere a cursului Dâmbovitei la cele trei poduri din apropierea Pieții Ghica Vodă; - Răspântie de ulițe la Batiște; - Dâmbovița la Tabaci și Radu Vodă; Muzeul Național de Istorie al României: - Vedere panoramică din Turnul Colței spre Batiște; - Târgul de animale de la Moși; - Târgu-Moși; - Biserica Stavropoleos din Bucuresci; Muzeul Simu: - Locul distracțiilor din târgul Moșilor; |

### Participări expoziționale
Amedeo Preziosi a participat la Expoziția Universală de la Paris din anul 1867, lucrările sale figurând ca exponate la pavilionul Turciei. Ele s-au aflat în proximitatea celor ale lui Carol Popp de Szathmári. Lucrările celui din urmă erau de aceeași factură și evocau tipuri umane și costume populare din România. Szathmári participa pentru prima oară la un astfel de eveniment expozițional internațional.
În anul 1869, șaptesprezece lucrări realizate de Amedeo Preziosi au participat la Expoziția domnească organizată de Carol Popp de Szathmári în numele domnitorului Carol I.
Cu ocazia Expozitiei Societății Amicilor Bellelor-Arte de la Hotelul Herdan din București, domnitorul Carol I a expus o serie de 34 de acuarele ale artistului maltez.

### Influențele operei lui Preziosi în pictura românească
Lucrările expuse la Expozitiei Societății Amicilor Bellelor-Arte de la Hotelul Herdan din București din anul 1873, au încurajat în opinia lui Marin Nicolau-Golfin artiștii tineri, așa cum a fost Ion Andreescu care a vizitat expoziția. Tot Nicolau a mai precizat că subiectele înfățișate de Preziosi au fost tratate ulterior și de către Theodor Aman și alți artiști plastici români. Exemplele date de Nicolau au fost lucrările intitulate Jocul călușarilor de la Moși și Horă de pe Argeș.

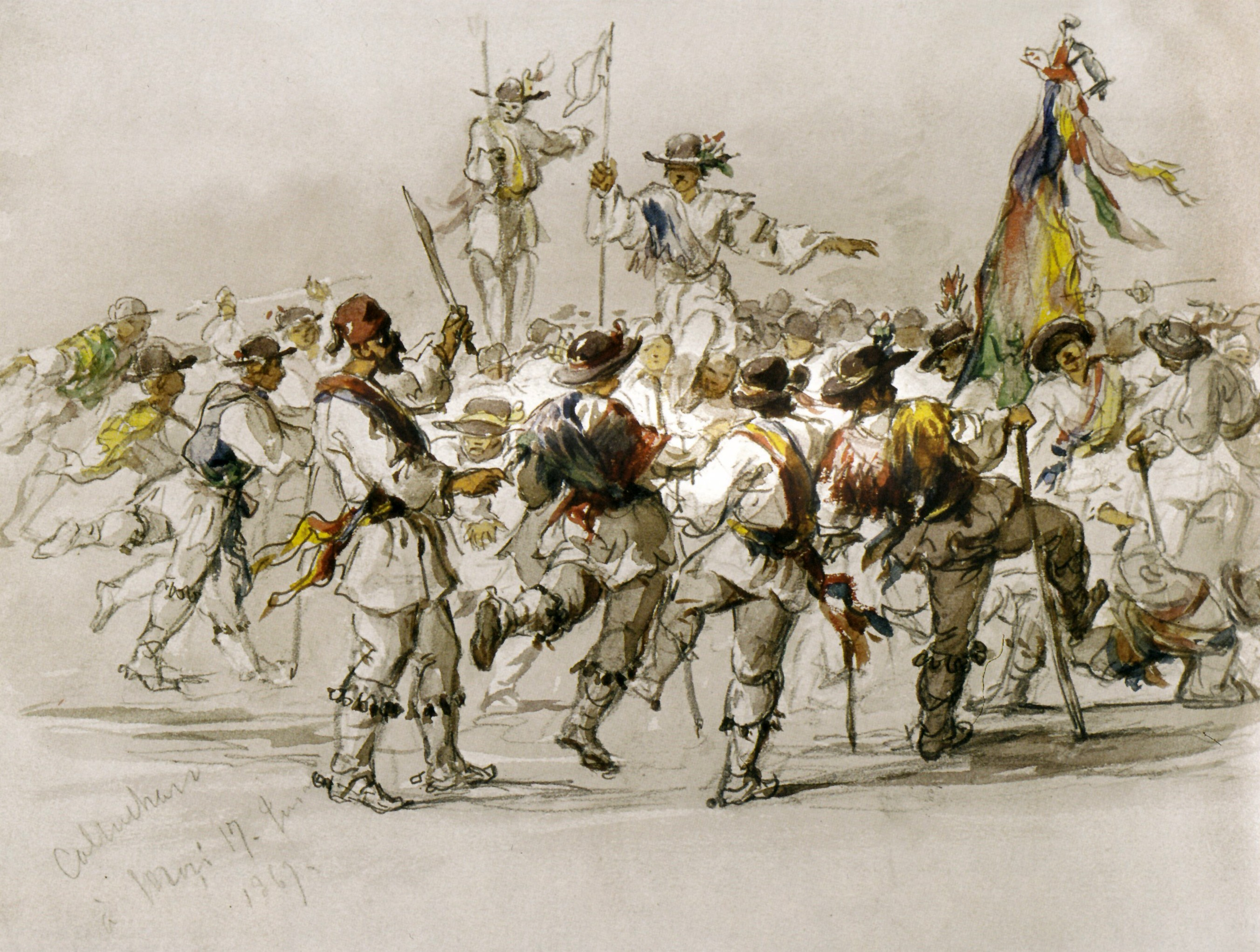
Jocul călușarilor de la Moși
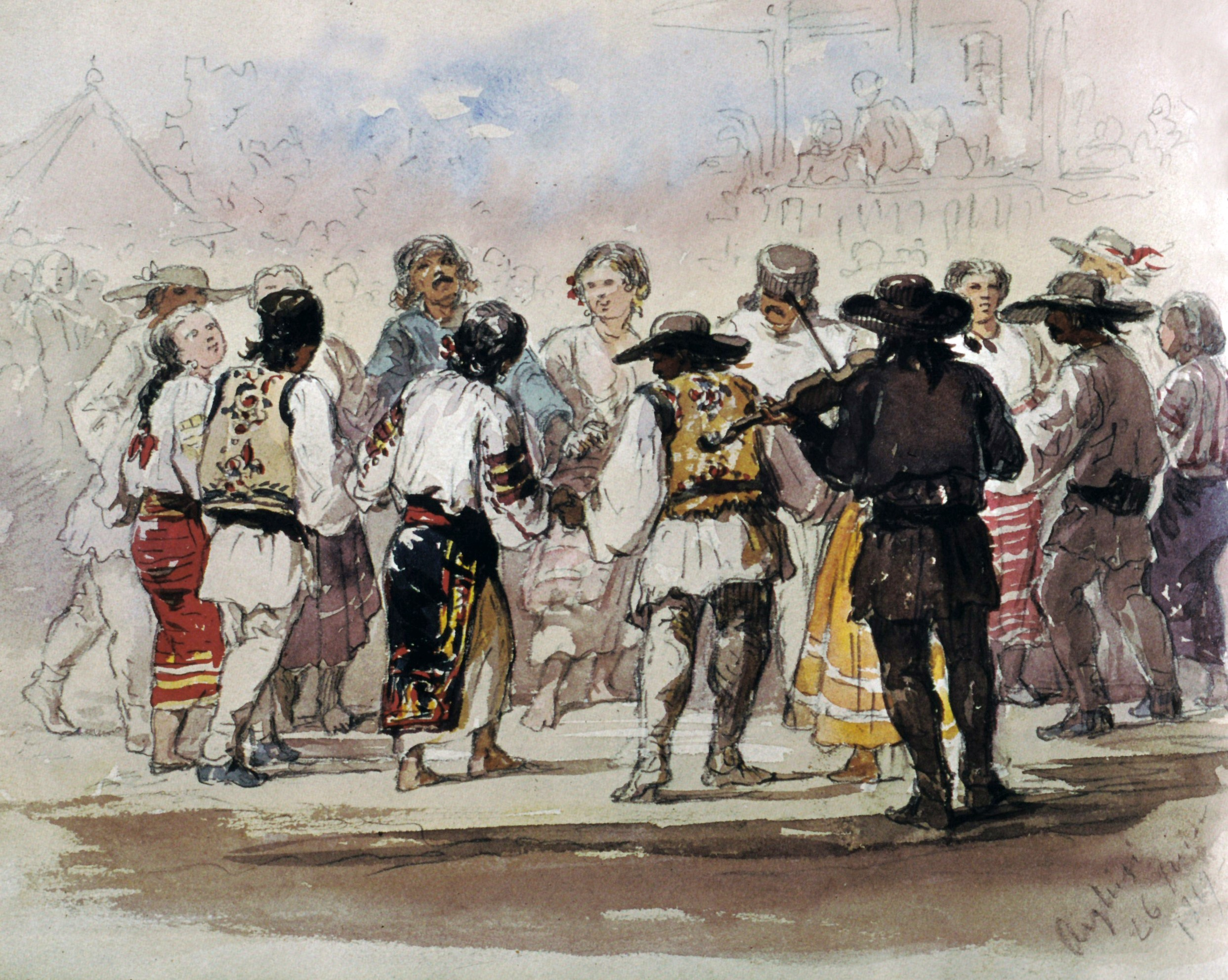
Horă de pe Argeș

### Opera lui Preziosi în România
Opera lui Amedeo Preziosi se păstrează în România în colecții particulare și în muzeele din România. În acest sens Marin Nicolau-Golfin a făcut un studiu și a identificat peste 250 de lucrări pe teritoriul României. Astfel, 41 de acuarele se aflau în anul 1935 în colecția Casei Regale a României și astăzi, câteva exemplare ale Albumului Stamboul, Recollections of Eastern Life se regăsesc în muzee, după cum urmează:
- Un exemplar la Muzeul Național de Istorie a României;[102]
- Trei exemplare la Cabinetul de stampe al Bibliotecii Academiei Române, unul în limba engleză, unul în limba franceză și al treilea nu are indicații de text sau de planșe.[102] Lucrările sunt fie decupate și lipite pe foi, fie in follio;[76] Exemplarele de la Academie au o granulație diferită și la unele dintre planșe, Preziosi a șters anul și a pus doar cifra 9 sau direct 1859.[102] Datorită acestui fapt, rezultă că artistul a copiat o serie de foi și le-a distribuit separat sau împreună sub forma unei mape-album pe care a numerotat-o cu cifre arabe.[102]
- Un exemplar la Secția de grafică a Muzeului Național de Artă al României.[102]
- La Biblioteca Academiei se mai află un catalog compus din câteva file de litografii din albumul din anul 1858, versiunea franceză. Litografiile sunt lipite pe spatele planșelor din albumul Voyage à Athènes et à Constantinopole tipărit de L. Duprès, Paris, 1825.[103]

Caietul de schițe „La Valachie par Preziosi” cu lucrări realizate în anul 1869 au fost inițial reunite într-o mapă. Ele au fost îndoite la mijloc și pe dosul lor artistul a desenat alte detalii sau compoziții, toate având însemnări în limba franceză, locul și subiectul înfățișat și data. Toate lucrările au fost legate ulterior sub forma albumului final, foile fiind numerotate cu creionul în dreapta paginii. La începutul și la sfârșitul albumului s-au adăugat câteva foi suplimentare de culoare gălbuie. Ulterior, artistul maltez a făcut pe ele câteva schițe în creion: oi rumegând, câini ciobănești și pe cele de la sfârșit un grup de pelicani din Delta Dunării. Albumul a făcut obiectul prezentării oficialităților din România în scopul preluării de comenzi. În final albumul a fost legat în piele cu colțuri argintii și a intrat în proprietatea Muzeului Municipiului București.